# Історія Бучача
Бучач — місто, районний центр Тернопільської області України. Магдебурзьке (німецьке) міське право отримав наприкінці XIV ст. або 1393 року.

## Історія

### Початки, давньоруський період

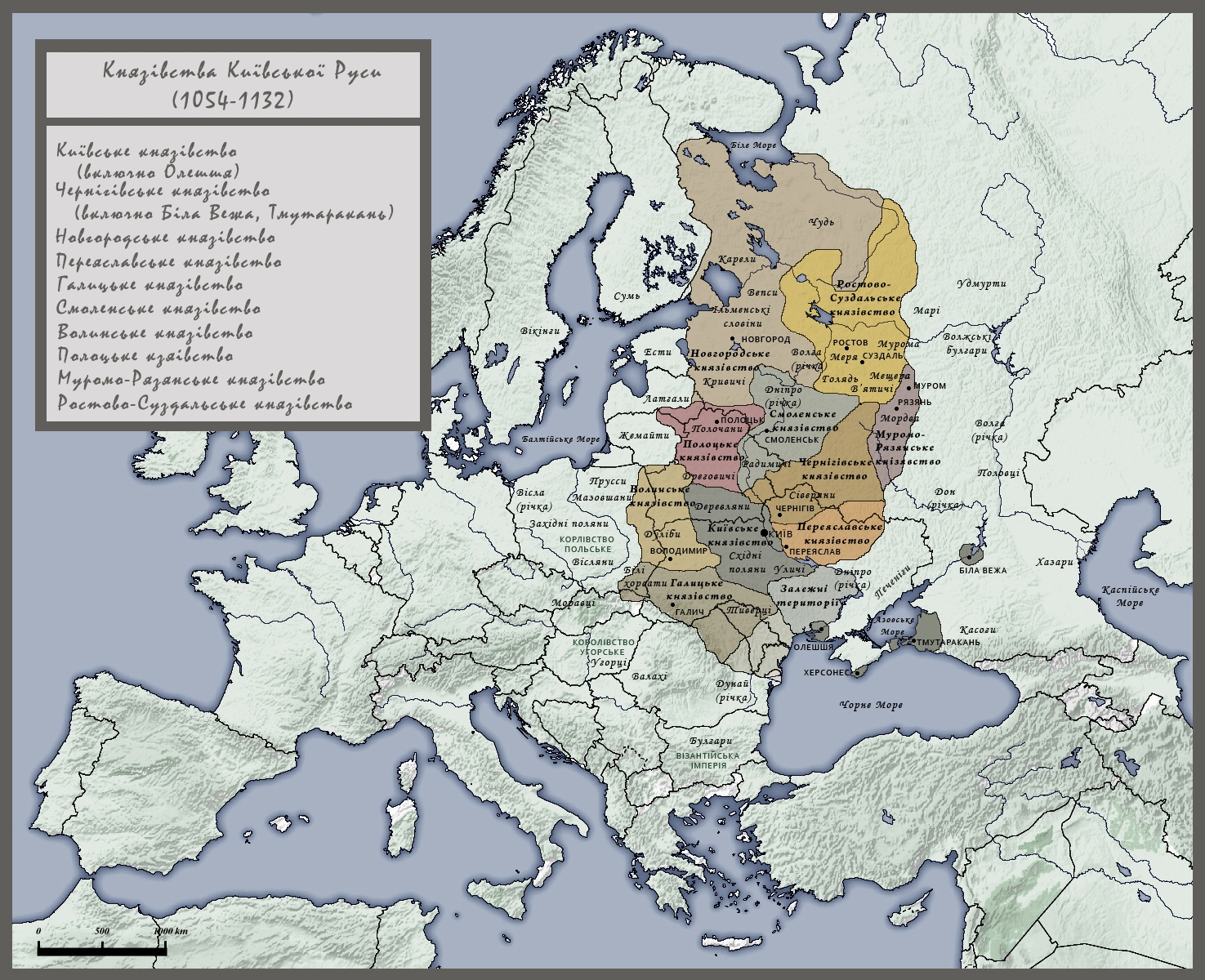
Територія Бучача на мапі князівства Русі у 1054—1132 роках

Королівство Русі за правління Сварна Даниловича (1264—1269)

Східнотребовельське князівство з центром у Теребовлі було останнім відламом Великої Хорватії. Рюрик Ростиславич після смерті батька Ростислава Володимировича (пом. 1067), разом із братами Васильком (пом. 1024) та Володарем стали князями-ізгоями, не отримали ніяких уділів. Рюрик перебував на службі у волинського князя Ярополка Ізяславича, і, можливо, тоді увійшов у контакти із верхівкою майбутньої Галицької землі, тоді ще складовою частиною Волинського князівства, яка пам'ятала про незалежні хорватські князівства. У 1084 році Рюрик Ростиславич захопив Перемишль та отримав повну підтримку місцевого населення. Невдовзі до нього приєднались брати Василько, який став княжити у Теребовлі, та Володар, який осів у Звенигороді Галицькому. Всеволод Ярославич, великий князь київський, визнав за братами захоплені ними землі.
На території теперішнього міста було давнє слов'янське поселення. Польські джерела стверджують: місто (або поселення) було руським, існувало в XII ст. (за часів окремих Галицького, Теребовлянського князівств). Дослідниця Анна Сильвія Чиж вказувала на спробу Олександра Чоловського та Богдана Януша твердити про існування тут «руської осади» у XII ст. Хоча у самій праці (автор розділ Чоловський) на вказаних нею сторінках відсутні звістки про Бучач.
Григорій Логвин припускав, що місто, мабуть, виникло як укріплена оселя у XII—XIII ст.
Перша письмова згадка про місто — 1260 р., коли згадується Гаврило (Габріель) Бучацький, староста кам'янецький). Зокрема, її наводить о. Садок Баронч, посилаючись на працю Бартоша Папроцького «Gniazdo Cnoty, Zkąd Herby Rycerstwa slawnego Krolestwa Polskiego, Wielkiego Księstwa Litewskiego, Ruskiego, Pruskiego, Mazowieckiego, Zmudzkiego…», що дає підстави стверджувати про існування міста чи поселення.
Бучач входив до складу Королівства Руси (Галицько-Волинського князівства). До важливих подій у Галицько-Волинському князівстві перед датою першої згадки про місто є:
- визнання князем Данилом Романовичем васальної залежности від Орди у 1245—1246 роках[15].
- коронація князя Данила Романовича у 1253 році у Дорогичині[16], його успішна війна проти ординців 1254—1255 років проти орд Куремси та поразка від елітних військ Бурундая 1259 року, який після цього наказав князям зруйнувати замки у своїх землях, приєднатися до ординської виправи на Литву і Польщу[17].
- після смерті короля Данила його син Лев отримав Галичину — землі Галицьку й Перемишльську; не до кінця відомо, яку волость отримав Мстислав Данилович, можливо Теребовельщину[18].

На думку Олега Рибчинського, давня міська площа Ринок мала форму трикутника, у місті простежується стара «руська» композиційна структура середмістя (як і, зокрема, в Язловці, Чернелиці).

#### Часи боротьби за спадщину Романовичів

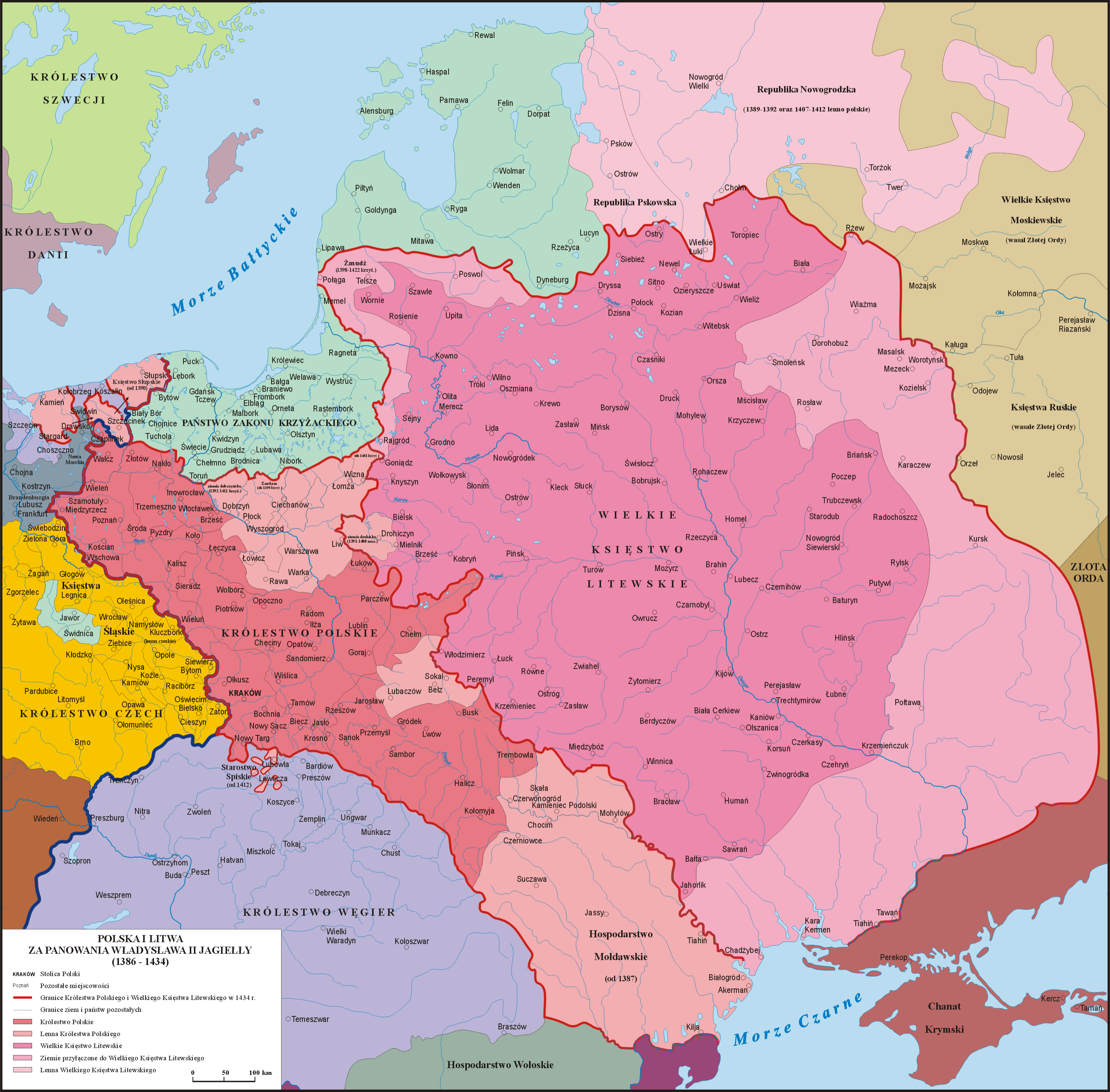
Орієнтовне розташування Бучача на мапі в складі Корони в 1385—1434 роках

Влітку 1338 року відбувся Другий з'їзд монархів в угорському Вишеграді. Його результатом стала домовленість між королями Польщі (Казимир (Казімеж) III) та Угорщини (Карл I Роберт), що у випадку відсутності синів у першого права на польський трон переходять до сина Карла І Роберта — тоді принца Людовика.

варіант гербу Абданк

У квітні 1340 року короля Руси Юрія ІІ Болеслава, який, на думку бояр, занадто протегував католикам, отруїли у Володимирі. Після цього розпочалась Війна за галицько-волинську спадщину між Великим князівством Литовським і союзними Королівствами Польським та Угорським, яка тривала у 1340—1392 роках. Після отримання про звістки про отруєння короля Руси Казімеж III та Карл І Роберт (угорців очолив палатин Вілерм десь наприкінці квітня) вислали війська в Галичину. військо Казимира III несподіваним наскоком захопило кілька замків, забрало чимало здобичі. Можливо, відбулась якась битва біля Перемишля з руським військом. Дмитро Дедько, який став управителем Королівства, вислав послів до татар, які переконували останніх піти походом проти поляків та угорців.
Віталій Михайловський стверджував, що західна межа Подільського князівства, яке виникло в середині 1340-х років, проходила межиріччям річок Стрипи та Золотої, а кордони Подільського воєводства стабілізувалися в середині XV ст.
2 лютого 1348 року відбулась катастрофічна для ВКЛ битва над Стравою. Правдоподібно, Казимир III (він мав певні підстави на спадщину Романовичів), уклавши у 1349 році перемир'я з татарами, восени 1349 року з великим військом напав на Галичину. Князь Любарт — зверхник Галичини — не був готовим до такого повороту подій, тому не відбулось якихось серйозних сутичок. Казимир III захопив головніші замки Королівства Руси, крім Луцька, зокрема, теребовлянський. Найімовірніше, як і сусідня княжа Теребовля, з 1349 р. було захоплене поляками (у поході брали участь і угри). М. Грушевський стверджував, що Поділля (Подільська земля) була новотвором, появилось внаслідок відлучення від давньої Теребовельської землі Королівства Руси, частину якої — Теребовельщину — захопив король Польщі Казимир III та приєднав до Галичини у 1349 році. У 1350 році, коли процес оволодіння землями поляками королівства Русі затягнувся, а війна проти Любарта-Дмитра Ґедиміновича не принесла швидкого успіху, Казимир III визнав право Угорщини на спадщину Романовичів, разом із королем Угорщини Людовиком I підтвердив укладений раніше договір з умовою, що у випадку народження сина у Казимира III Людовик І чи його наступники у будь-який момент можуть викупити Королівство Руси за 100 000 флоринів.
Любарт-Дмитро, останній правитель Королівства Русі (об'єднаного Галицько-Волинського князівства), 1351 року здобув Галич, намагався здобути Львів. Будучи в угорському полоні разом із братом, князем тракайським, гродненським і берестейським Кейстутом, підписав 15 серпня 1351 року угоду, за якою відмовлявся від претензій на Галичину, але зберігав за собою більшу частину Волині з центром у Луцьку. 1352 року Любарт і Кейстут разом з іншими соратниками-Гедиміновичами від імені великого князя литовського Ольгерда уклали мирний договір щодо Галичини та Волині також із Казимиром III і мазовецькими князями на таких само умовах, що й з угорцями
Влітку 1352 року Казимир III позичив у міщан Кракова 1000 кіп грошів і, певне, вирушив у похід проти литовських князів (зокрема, у серпні перебував у руському місті Щебрешині). Після цього було укладено перемир'я (його невдовзі порушили), за яким Галичина залишалась за поляками. За словами Грушевського, «се був важний успіх із польської сторони — … був початком трівкого прилучення Галичини до Польської корони.» У травні, липні, вересні 1353-го Любарт очолив три великі походи на Галичину, однак відновити свою владу над нею не зміг. У 1354 році відбувся спільний польсько-угорський похід на татар.
За Казимира III Галичина перебувала під загрозою відібрання від Польщі. Тому для зміцнення позицій польський уряд різними способами сприяв появі нових осадників — німецьких та польських «приходнів», які також витискали русичів із їх осад.
Після смерті польського короля Казимира III у 1370 р. його наступником — правителем Польщі — став король Угорщини Людовик I. Від його імені у 1372—1379 роках Галичиною керував намісник — титулярний «Король Руси» Владислав Опольчик. У 1374 році на світ появився Кошицький привілей короля Людовика І, згідно з яким жоден замок у Польщі не міг бути зданим у державлення чи управу на якийсь час чи назавжди жодному князю, нащадку княжої династії. У грудні 1378 року Людовик І видав у Вишеграді грамоту, якою постановив взяти від Владислава Опольського «землю нашу Руську з усіма її правами, землями й приналежностями в володіння своє, своїх дітей і сьвятої корони нашої», чим перетворював Галичину на звичайну провінцію Угорського королівства.  У цей час безпосередню владу на місцях мали угорські (також вихідці з Сілезії) старости. Дуже ймовірно, в місті (як і в інших галицьких містах) була угорська залога. Після смерті Людовика Угорського (пом. 1382) його старша дочка Марія стала угорською королевою (однак вже не титулувалася королевою польською), видавала грамоти для Галичини. 1383 р. польські стани в Серадзі висунули вимогу до королеви повернути Галичину Польщі. Король Неаполю Карл III Малий 1385 року став королем Угорщини, однак у лютому 1386 року він помер після убивства внаслідок інтриг матері королеви Марії — Єлизавети Боснійської. Його наступником на угорському троні став Сигізмунд Люксембург, чоловік Марії.
1387 р. польська королева Ядвіґа організувала й очолила військовий похід на Галичину, яка знову опинилась у складі Польщі. У 1387—1389 роках королева Ядвіга та король Ягайло зобов'язались не відлучати Галичини від Польської Корони, старостою ставити тільки поляків або русинів шляхетського роду. Угорщина не визнала анексії Галичини Польщею у 1387 р. хоча все обмежилося дипломатичними протестами, а, ймовірно, за посередництвом Папи римського 1388 року королі Угорщини Сигізмунд Люксембург та Польщі Ягайло уклали перемир'я на один рік, а 1398-го уклали ще одну угоду на 16 років. У польсько-угорських угодах 1412, 1415 та 1423 рр. вирішення цього відкладалося на пізніше.
На Поділлі (округи Теребовлі та Стінки вважав Грушевський колишніми галицькими аннексами Поділля) з 1393 року почалась боротьба між литовськими боярами, які вважали своїм зверхником Вітовта, та польськими шляхтичами, які визнавали зверхність Ягайла. Після смерті Спитка з Мельштина у битві на Ворсклі у 1399 році Ягайло не захотів залишати Поділля в руках його вдови та віддав край князю Свидригайлу. На початку 1430-х років йшла боротьба в Теребовельщині (на межі з Волинню) між русинами та поляками.
Після польської окупації Бучач належав магнатам Бучацьким гербу Абданк. За даними польського дослідника С. Ковальського, у 1360-х рр., після закінчення етапу війни за галицько-волинську спадщину, рід польських Абданків почав осідати на східних рубежах завойованої території, які прославилися при захисті Галицької Руси і Поділля від кримських та монголо-татар; після окупації Польщею сприяли поширенню католицизму. Наразі інформація про точий час надання Бучача Абданкам та текст грамоти відсутні.
За старішими даними, 28 липня 1379 р. року власник міста Міхал Адванець видав грамоту-привілей, якою виділив кошти для розбудови замку, перебудови костелу, надав кошти для утримання костелу та католицької парафії (за С. Барончом, Пресвятої Діви Марії (semper virginis Marie) (Matki Najświętszej), за А. С. Чиж та Б. Гутовським — Внебовзяття Пресвятої Діви Марії (Wniebowzięcia Najświętszej Panny Marii)); виділив місце (пустинь) між селами Переволока та Рукомиш, яке звалось Журавинці, для заснування села з правами, які мали названі села, під юрисдикцію пробощів (ксьондзів).. За новішими (припущеннями Єжи Сперки, з ним згідний Руслан Підставка), Міхал Адванець видав 2 грамоти — одну в 1373 році, іншу (повторну) — 28 липня 1379. Ймовірність того, що грамота є фальсифікатом, дуже низька.

### Магдебурзьке (німецьке) право міста
Заснування громад німецького (зокрема, магдебурзького) права у Галичині сприяло появі іноземних колоністів-католиків — німців, поляків, — на підтримку яких оперлися після окупації Галичини король Казимир III та його наступник на престолі Людовик І Угорський під час боротьби з литовцями за галицько-волинську спадщину. Розвиток цієї колонізації та німецького права мав політичну мету: збільшити кількість неукраїнців, денаціоналізувати Галицьку Русь..
На прохання власника Міхала Авданця місто отримало магдебурзьке право, яке надав король Владислав II Яґайло. Точна дата не вказана.
Такі нові «осади» (громади), як правило, засновувались для того, щоб до нових місць приїжджали іноземці-колоністи (на початках надань магдебурзького права в княжі часи переважно німці, за Польщі — також поляки, «люди з Угорщини» чи німці з Угорщини). Як правило, новоприбулі були «людьми промисловими та грошовитими», і творили вони «нові, відокремлені громади при руських містах, що далі жили собі старим (руським) устроєм» — себто згідно руського права. Осадчий міста відразу отримував уряд війта для себе та нащадків.
На думку Н. Білоус: 1) магдебурзьке право в часи середньовіччя пов'язувалось із заснуванням нових міст; 2) запровадження нової організаційної моделі міської громади супроводжувало прибуття значної маси поселенців; 3) виникнення нових міст у Галичині після її переходу під владу поляків зумовлювалось необхідністю захисту від частих нападів ворогів. Взірцем для міської організації в тодішній Польщі був не власне Магдебург, а шлезькі міста («право шродське»). За польських часів німецький міський устрій вважався привілеєм, який призначався для «протеґованих зайдів»-католиків (передусім німців, поляків).

### Часи руського права
Таке визначення дав Михайло Грушевський періоду історії Галичини до її поділу на воєводства у 1434 році. Вчений стверджував, що нові володарі не мали наміру консервувати старі руські порядки, також спеціально їх нищити. Старі порядки залишались там, де нових не вимагали політичні інтереси. На відміну від шляхти власне польських земель, вся шляхта Галичини знаходилась у гіршому становищі через те, що, крім обов'язку військової служби, мала більше обов'язків та виплат до скарбниці.
1401 р. брати Міхал і Теодор Бучацькі (в присутності воєводи Міхала, також Прадонти Копичинського з Бествіни, їх адвоката Януша) видали в Бучачі грамоту-привілей, якою забезпечувалося виділення майна і коштів для утримання костелу та католицької парафії.
1415 р. (перед Зеленими святами) — король Владислав II Яґайло або був у місті, або проїжджав повз нього, добираючись до Снятина з Теребовлі (через Бучач, Галич, Коломию) на прийняття васальної присяги молдавським господарем Александру чел Буном («Добрим»).
Граф Казімеж Стадніцький свого часу стверджував: 1) не відомо, який час Міхал Абданк тримав Бучач, а відсутність документів не дозволяла ствердити про те, хто отримав місто після його смерті; 2) у 1417 році шляхтич Дерслав Конопка — власник міст Бучач та пол. Załosie — відпродав їх Теодорику з Язловця. При цьому дослідник посилався на документ із приватної збірки.
1427 р. Міхал «Мужило» Бучацький посів місто після поділу спадку батька та перевів його на польське (хелмінське) право. Король підтвердив посідання міста М. «М.» Бучацьким та переведення міста на польське право.

### Подальші роки у складі Польського Королівства

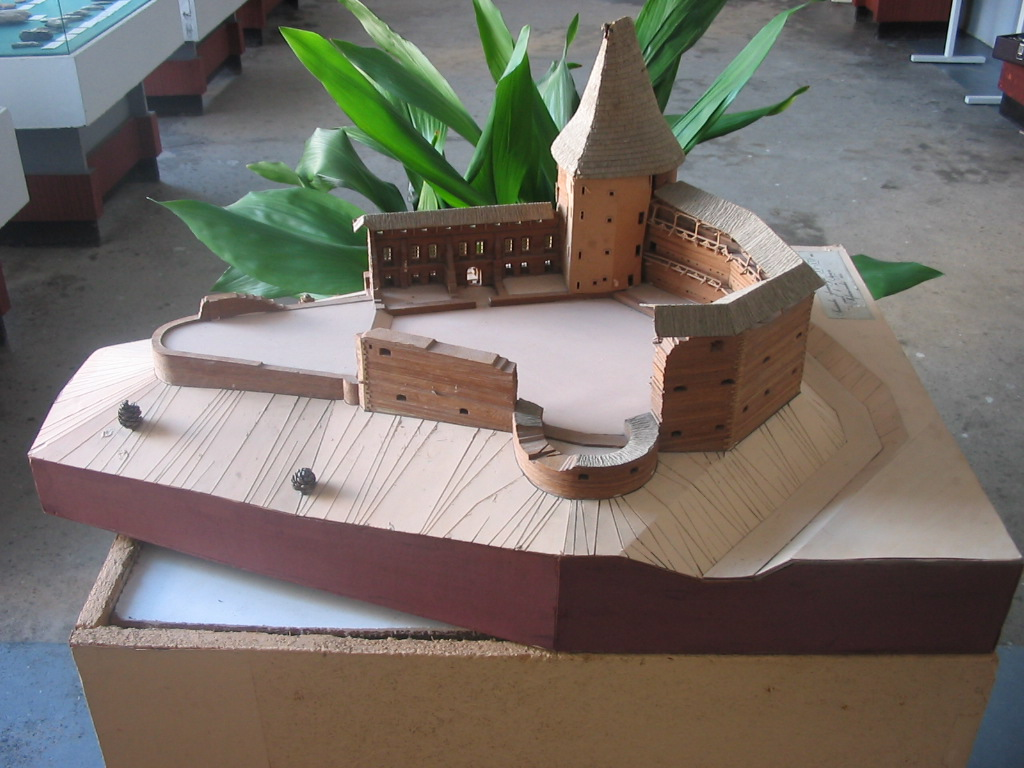
Макет Бучацького замку

У 1434—1772 роках місто перебувало у складі Галицької землі новоутвореного Руського воєводства. З 1578 р. місто перебувало на теренах Галицького повіту землі пізніше — до її Теребовельського повіту. Через місто проходив торговий «Волоський шлях».
За польської влади містом управляв війт, якого призначав дідич з-поміж міщан. Бурмістрів, присяжних, інших урядовців вибирали міщани самі щороку на Зелені Свята
Львівський магістрат був апеляційною інстанцією для магістрату Бучача: при виникненні юридичних колізій справи передавалися до львівської (як головного міста) Лави, котра отримала це право від короля 1444 року. Далі справи йшли на розгляд до вищого суду Кракова. З часом ці суди втратили своє значення порівняно з апеляцією до «королівського маєстату». В 1550 році шляхта добилась, що її суперечки з міщанами у вищих інстанціях мали йти не до судів німецького права, а до королівського. З часом апеляційною інстанцією у міських справах став королівський асесорський суд.
Між 1480 та 1485 рр. власник міста Давид Бучацький грамотою, написаною в Голгочому, виділив для старого фарного (головного) костелу Бучача десятину з дібр в Голгочому і кошти на виготовлення вівтаря, забезпечив утримання вівтариста Миколая зі Свіржева, який повинен був тричі щотижня відправляти меси, допомагати ксьондзу. Привілей (грамота) був затверджений львівським католицьким митрополитом (арцибіскупом) Яном Стшелецьким «Вонтробкою».
Принаймні з останньої чверті XV ст. в місті було 2 костели (більший, або фарний — кам'яний, однонавний, мав 2 бічні каплиці, які утворювали псевдотрансепт, з фронту була вежа; менший — костел Св. Хреста, розібраний перед будівництвом Церкви Воздвиження Чесного Хреста (Здвиженської) Бучацького василіянського монастиря).
Власниця міста — донька, спадкоємиця воєводи Якуба Бучацького Катажина Бучацька стала дружиною Яна Творовського гербу Пилява; посагом був Бучач, ця гілка Творовських стає Бучацькими-Творовськими (або Бучацькими гербу Пилява). Бучацькі-Творовські гербу Пилява володіли містом до кінця XVI століття, відтак — Гольські гербу Роля (Роліч) після одруження Катажини Бучацької-Творовської (доньки Яна Бучацького-Творовського (молодшого) і Катажини з Баранова за руським воєводою Станіславом Ґольським (†1612), потім — Потоцькі гербу Пилява.
За іншими даними, місто перейшло до Потоцьких після шлюбу Катажини Бучацької-Творовської — доньки Миколая Бучацького-Творовського — з кам'янецьким каштеляном (пізніше) Анджеєм Потоцьким, відтак, після шлюбу їх доньки Анни та Станіслава Ґольського, перейшло до останнього, після його смерті до брата, кам'янецького каштеляна Яна Ґольського. Після смерті Яна Ґольського власницею стала його вдова Зоф'я з Замєхова (Бонецький вказував 1617 рік), яка отримала для зберігання скарб Могилянки в замку Підгаців. Після тривалих феодальних сутичок, судових позовів у 1618 р. після укладення угоди місто перейшло до Стефана Потоцького, представники різних гілок яких були власниками міста до 1772 р., дідичами до 1939 р.
Влітку 1498 р. Бучач завоювали війська Штефана III, його союзників — турків; їх помстою за попередні невдачі стала руйнація міста, полонення частини його жителів.
В. Диняк писав, що у XVI ст. розпочався процес спольщення, який перетворив українців на селянську націю, позбавлену шляхетської еліти, яка стала польською.

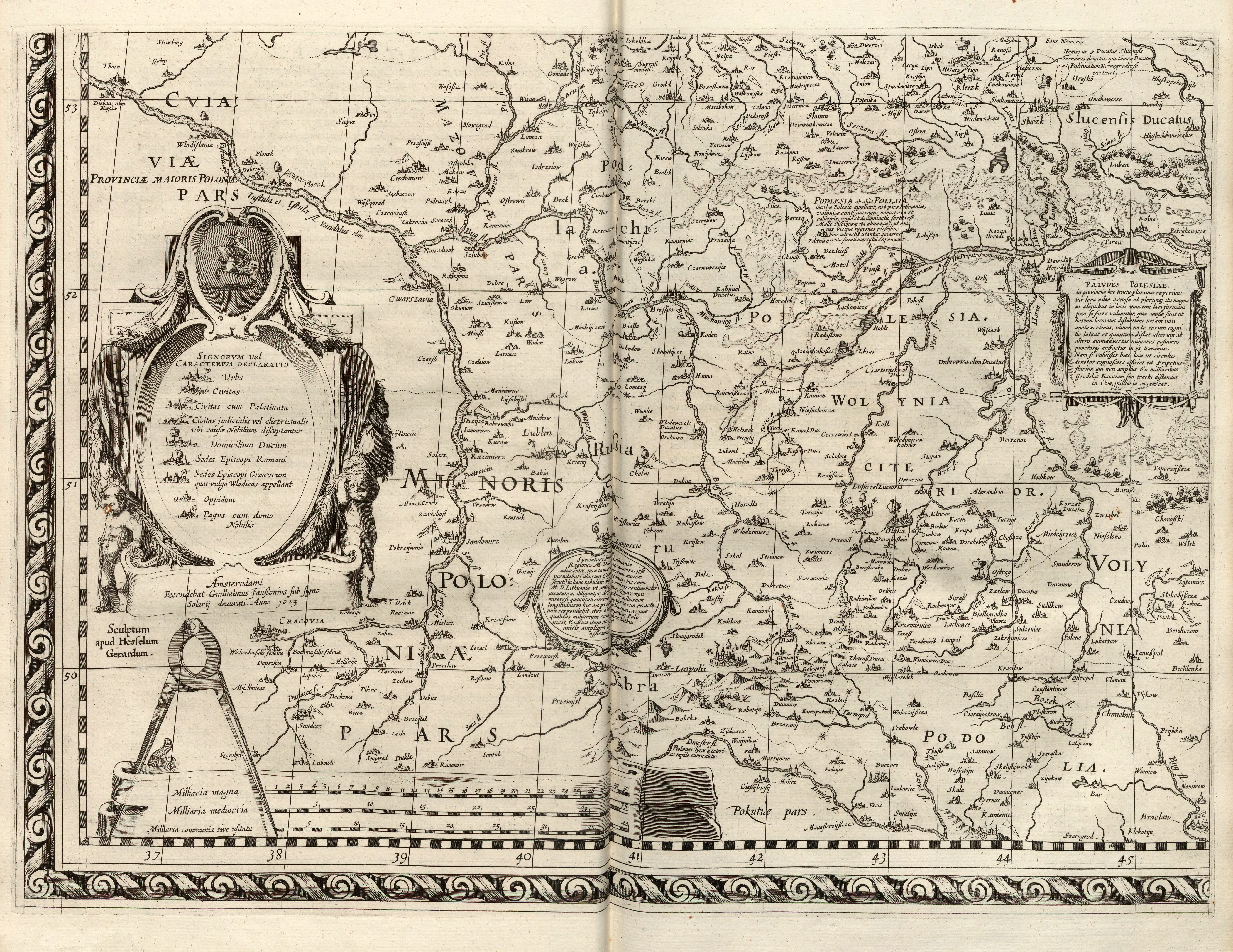
Бучач на мапі 1613 року

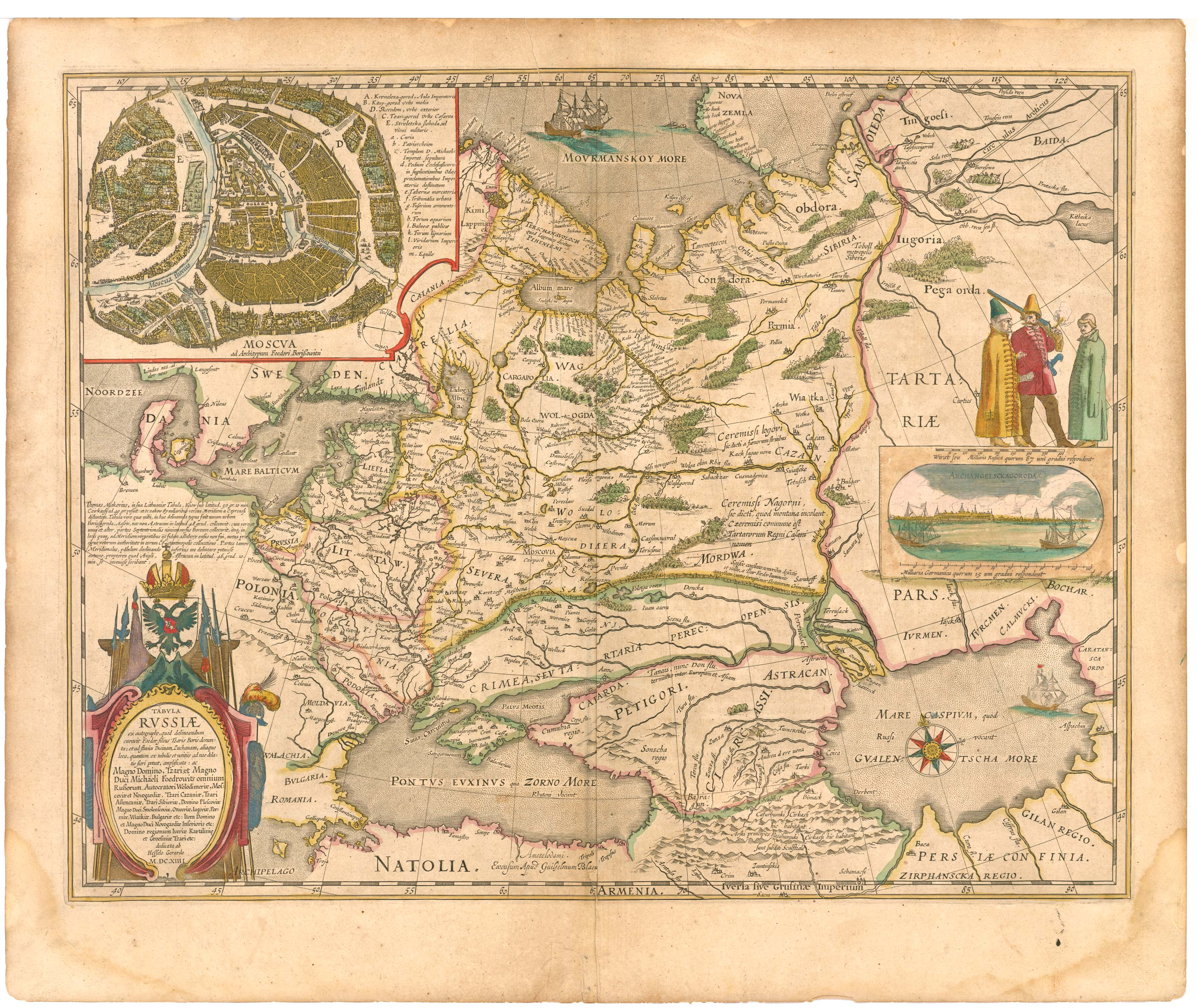
Бучач на мапі 1614 року

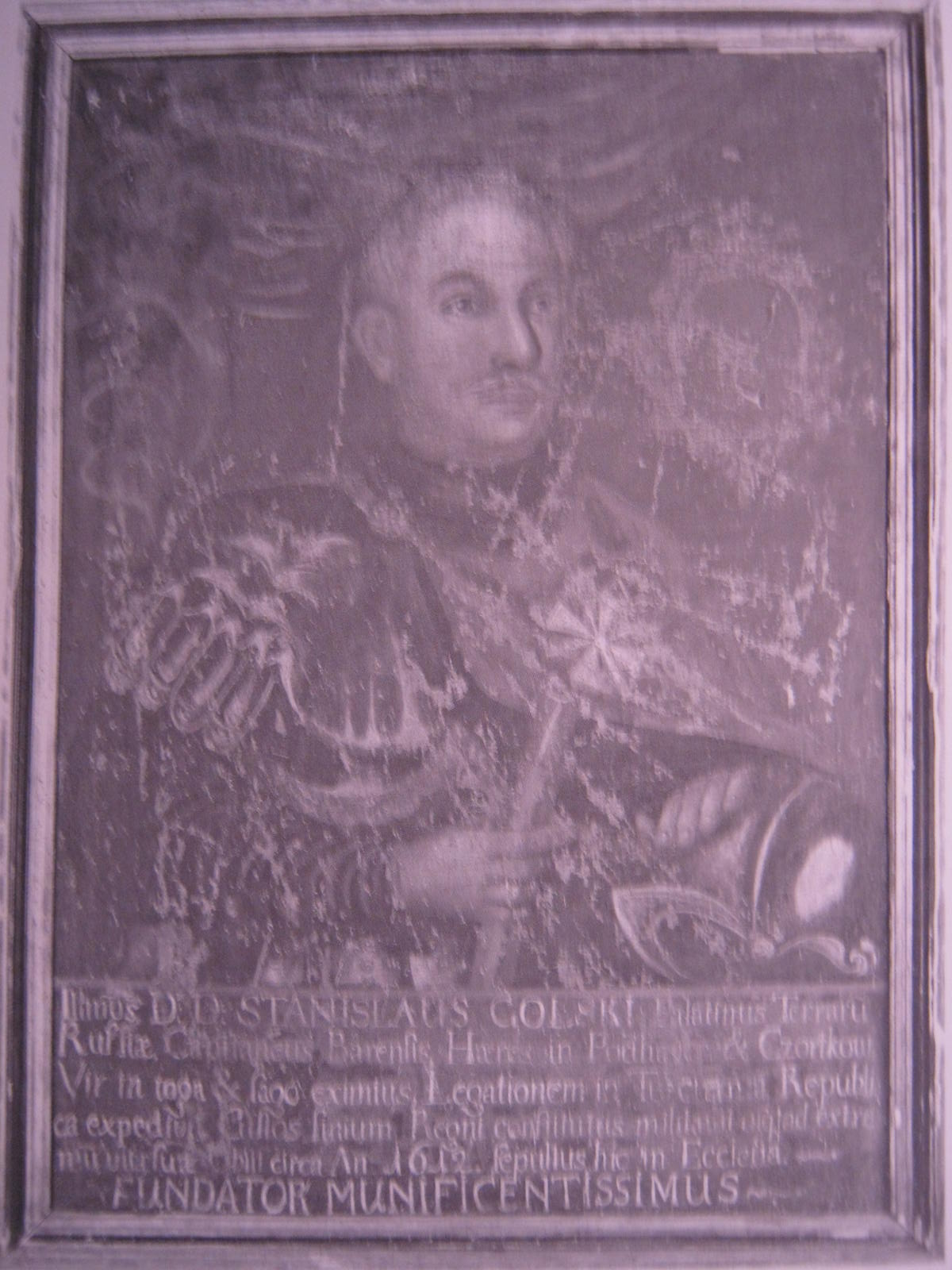
Станіслав Гольський

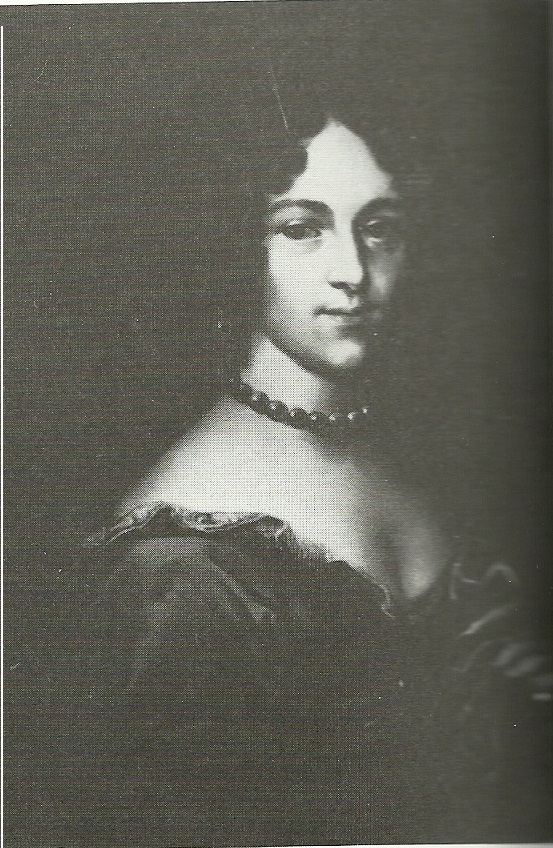
Марія Амалія Могилянка

У 1506—1509 роках Молдовсько-польська війна охопила терени Галичини, Поділля та Буковини. У 1508 р. до міста тимчасово перенесли засідання ґродського (старостинського) суду зі сильно зруйнованої татарами Теребовлі.
1515 року було повторно (привілеєм короля Сигізмунда I Старого) отримане магдебурзьке право. 1518 року в Бучачі, як і у всій Польщі, запроваджена панщина; почала діяти урядова заборона селянам Галичини подавати скарги на феодалів. 25 липня 1524 року татари, які спустошили всю Галичину, підійшли до Львова.
У Королівстві Польському в 1543 році дозволено вживати польську мову поряд із латинською. Сейм 1552 року визначив, що польська мова є необхіднішою за латинську.
З 1558 року, за привілеєм короля Сиґізмунда II Авґуста (прохання власниці — вдови Катажини Бучацької-Творовської), 2-чі на рік (на святих Прокопа та Єнджея) проводилися ярмарки, щотижня в четвер — торги, що сприяло зростанню добробуту міщан, розвитку ремесел. Власник міста Миколай Бучацький-Творовський — зять Радзивілла Миколи Христофора «Чорного» — був кальвіністом, сприяв поширенню цієї течії християнства, перетворив фарний костел на кальвінський збір. Більшість міщан займалися ремеслами і рільництвом, відробляли панщину, сплачували десятину, виконували різні повинності.
1580-і роки — закінчена перебудова фортеці Тривалий час (до 1675 р.) місто з успіхом оборонялось завдяки замку та оборонно-спостережним вежам.
1610 р. збудовано та освячено муровану церкву Св. Миколая. «Congregatio de propaganda fide» згадує, що 1612 р. за сприяння Марії Амалії Могилянки-Потоцької (православної за віросповіданням) на правому березі Стрипи — на найвищому бучацькому узгір'ї — для православних монахів збудували муровані церкву Святої Трійці та монастир (старий валився)
Не відомо, чи у місті діяв третій органу магістрату — колегія мужів (її аналоги — колегія 40-ка мужів у Львові з 1577 чи 1579 року, колегія 30-ти — у Крем'янці (заснована 1615 року, але так і не діяла) колегія 30-ти — в Олиці).
За твердженням М. Грушевського: наприкінці XV ст. до Королівства Польського почали масово переселятись євреї (пол. żydzi) із Заходу, особливо після розпорядження цісаря Максиміліяна I Габсбурга, який вигнав їх із Німецького цісарства; старости Королівства Польського, зацікавлені в отриманні прибутків, маючи конкурентні стосунки з міськими громадами, сприяли масовому розселенню євреїв, з яких брали спеціальні податки, у Короні, в тому числі й Українських містах та містечках; «особливо множили ся жидівські осади по містах приватних».
Шляхтич Павел Домбський довірив С. Гольському зберігання свого депозиту (3000 зл., клейноти, срібло) в бучацькому замку. Після смерті останнього 80-річний Домбський вимагав його повернення в Зофії Гольської, але її слуги зневажили старого. НаБучачі був забезпечений посаг першої дружини С. Гольського Катажини та Ельжбети Бучацької з Падневських, першої дружини Єжи Войцеха Бучацького-Творовського.

### Конфлікт між Зофією Ґольською та Іваном-Юрієм Радзивіллом
У січні 1614 р. в результаті феодальних «розбірок» замок у Бучачі, який належав тоді Зофії з Замєхова Стадніцькій-Ґольській, здобув завдяки підкупу залоги ординат Несвіжу, троцький каштелян Іван-Юрій Радзивілл при допомозі Станіслава Влодека. Причина конфлікту — наслідок несплаченого боргу Станіслава Ґольського: його жовніри ще за життя «сюзерена» спричинили шкоду в маєтках дружини І.-Ю. Радзивілла — власниці Язловця Елеонори з князів Острозьких Язловецької (вдови Героніма Язловецького), оцінені І.-Ю. Радзивіллом у 90000 злотих. Після позову до суду він від імені дружини отримав право інтромісії на Бучач як відшкодування втрат, які оцінив у 90 000 злотих.
Напад на замок відбувся під претекстом примусового виконання рішення суду. З. Ґольська, повторно вирішивши вступити в шлюб з подільським воєводою Станіславом Лянцкоронським (він у 1616 році купив, зокрема, Бучач і Підгайці з прилеглостями), подала позов до Коронного трибуналу з приводу нападу на Бучач, вимагала повернути 60 000 гривень. С. Лянцкоронський, використовуючи зв'язки, добився кари інфамії та баніції для Я. Є. Радзивілла. Остаточно закінчилась суперечка «полюбовно» 11 лютого 1615 року за посередництва київського воєводи Станіслава Жолкевського та руського воєводи Яна Даниловича. Спочатку маєтність перевели до секвестру, а після скасування всіх поданих позовів Бучач мав відійти до Лянцкоронських.

### Подальші роки
1622 року почався конфлікт між пробощами Бучача та дідичами з іншими сторонами конфлікту через відбирання останніми «ґрунтів», несплату коштів на утримання вікарія.

#### До, під час та після Хмельниччини

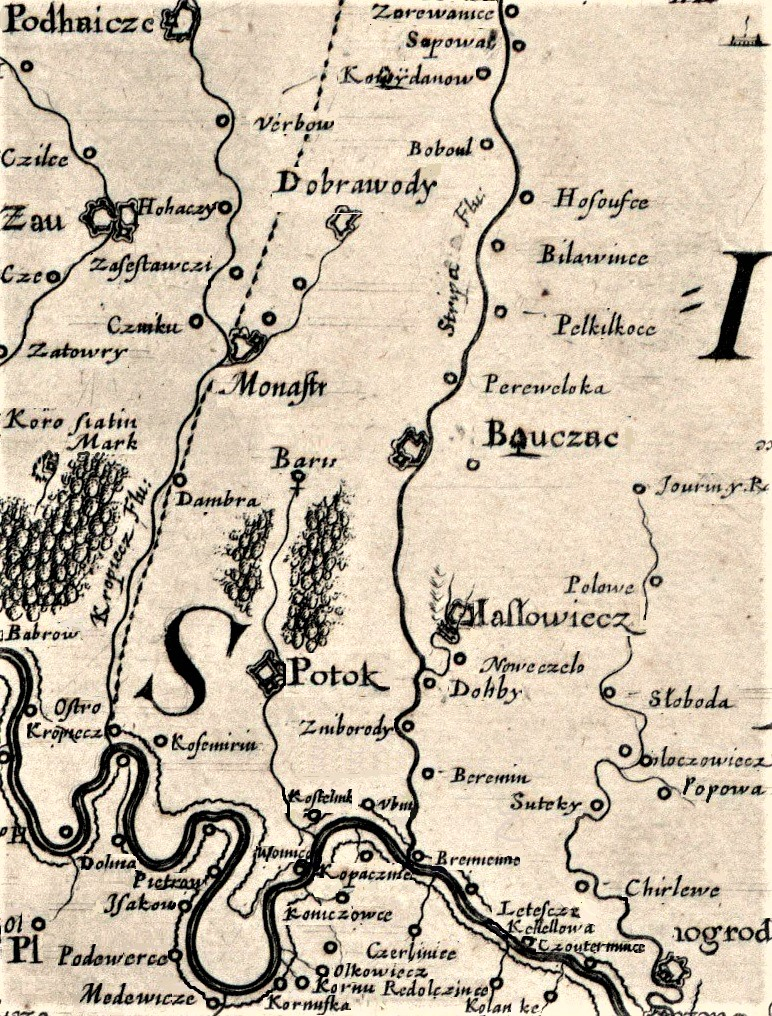
Бучач на фрагменті спеціальної мапи України Боплана, 1650

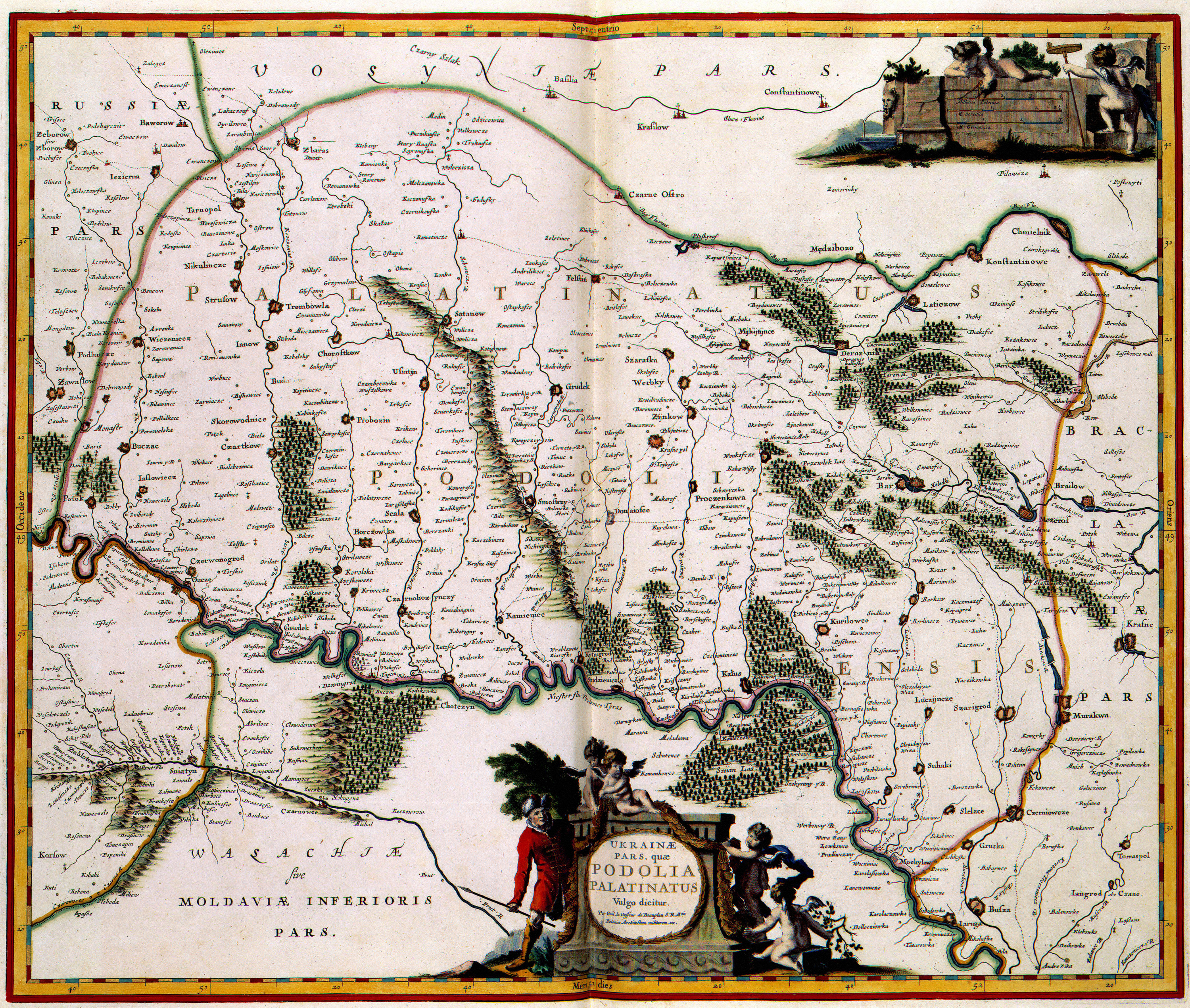
Бучач на мапі 1660 року

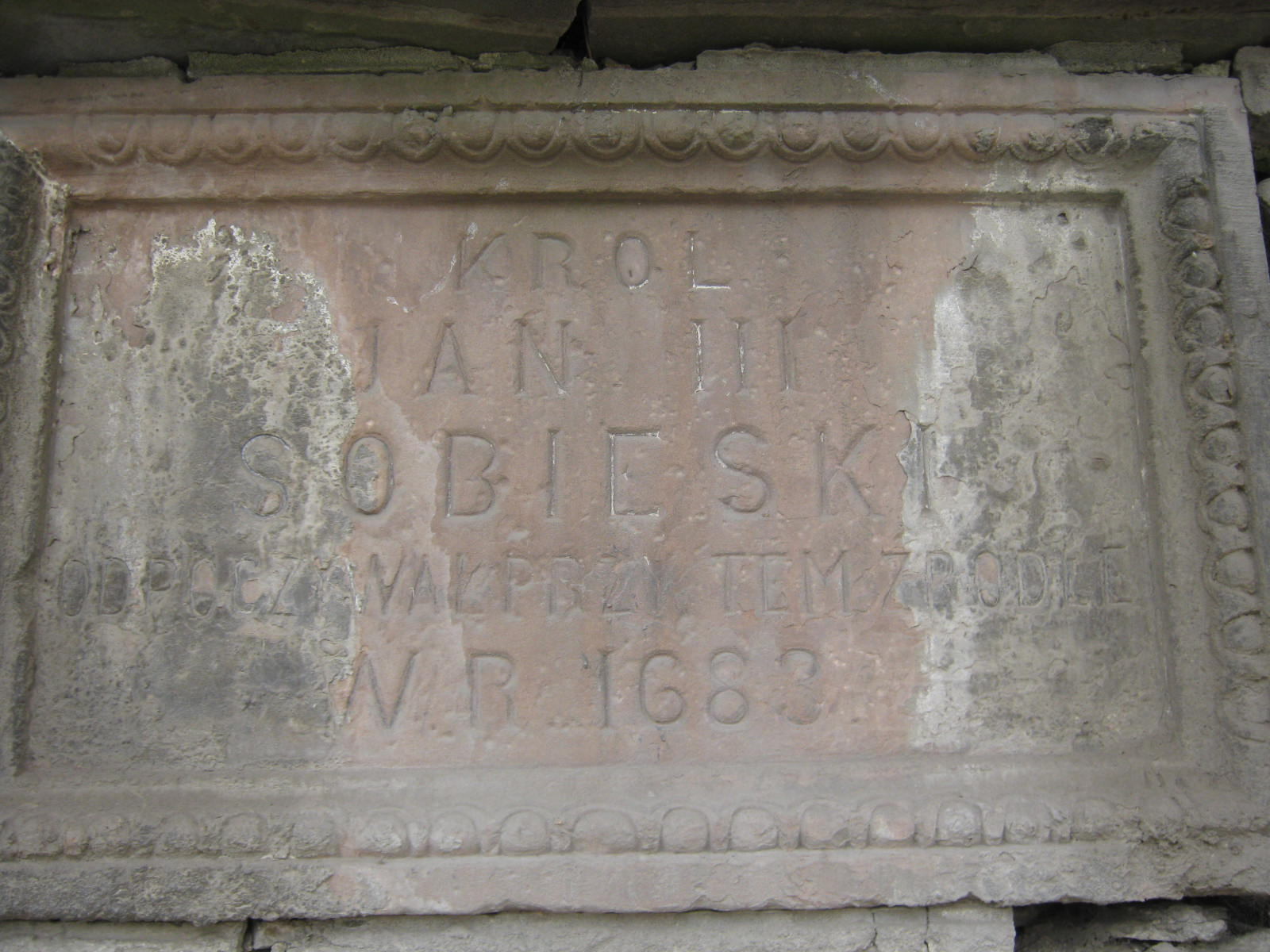
Пам'ятна дошка крулю Яну III, осінь 2013

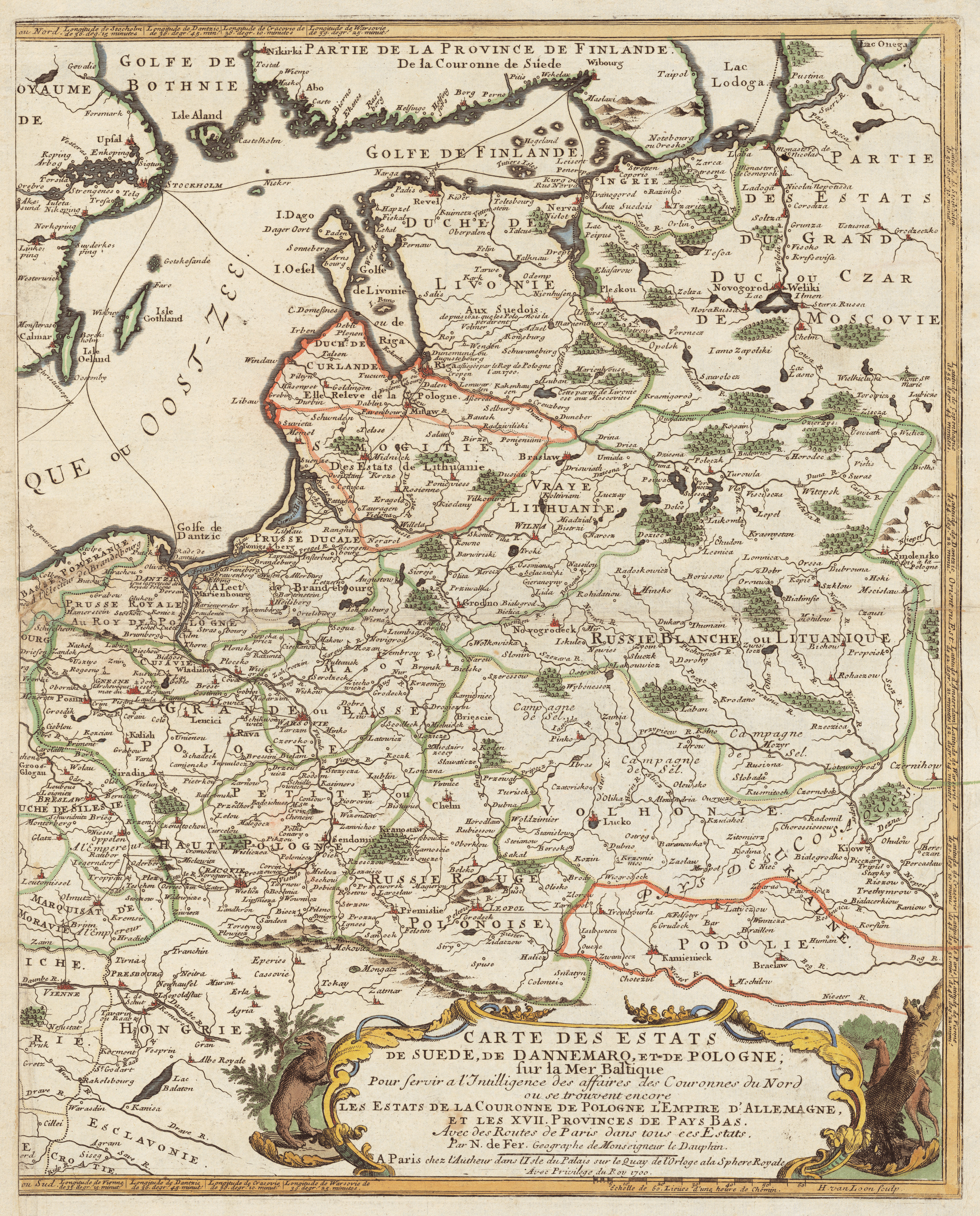
Терени міста на мапі 1700 року

У 1630-х роках відбулась чергова перебудова замку.
Після початку визвольної війни проти польсько-шляхетського панування в місті було скликано всю громаду для проведення наради щодо подальших дій.
Восени 1648 року міщани Чорткова та селяни з Білої здійснили похід на Бучач. Володимир Грабовецький стверджував про здобуття замку повстанцями. 1648 року фортецею безуспішно намагались оволодіти незначні частини козацько-селянсько-татарського війська. Обороною замку командував власник міста Ян Потоцький. Було підпалено околишні будинки.
У 1652 р. власник (дідич) міста Ян Потоцький подарував «на вічні часи» василіянський монастир Св. Трійці з церквою та всім майном (час заснування та побудови дерев'яних будівель поки що невідомий, був реставрований за кошти, виділені його матір'ю — Марією Амалією Потоцькою з Могил) католицькому ордену домініканів, надав ґрунт (земельну ділянку) для кляштора. За одними даними, Ян Потоцький надав кошти для спорудження костелу (на плані мав форму латинського хреста) Воскресіння Господнього За іншою версією, при православному монастирі василіян кам'яна церкву збудували коштом власниці Марії Могилянки-Потоцької. За часів володіння містом Яном Потоцьким при фарному костелі існувала школа, шпиталь для 8 хворих. Також він близько 1664 року заснував у місті греко-католицьку парафію.
У 1653 році через Бучач прямувало коронне військо на Кам'янець, яке потрапило в облогу під Жванцем.

Під Бучачем під час походу на захід військ Богдана Хмельницького разом із московитами відбувся бій їх загонів із загоном кінноти, висланим коронним гетьманом Станіславом «Реверою» Потоцьким. Через значні втрати коронне військо відступило на захід. Михайло Грушевський, «Історія України-Руси»: 
|  | З-під Ягольниці пішли ми до Львова сентября 4, і по дорозі твої ратні люди у польських городів Язлівця, Бучача, Бережан, Теребовлі, Потока, Тернополя, Підгайців і за Дністром Галича, Поморян, Голих Гір, Бужська попалили «посади». В Язлівці, Бучачу і Бережанах в маленьких городках засіли Ляхи, Жиди, Вірмени, і міщан богато, і ми до них приступати не веліли, тому що городки муровані, тверді-аби не наробити утрат. |

1655, 1667 рр. — фортецю намагалися захопити кримські татари та московити, але зазнали невдачі, відступаючи, спалили місто.

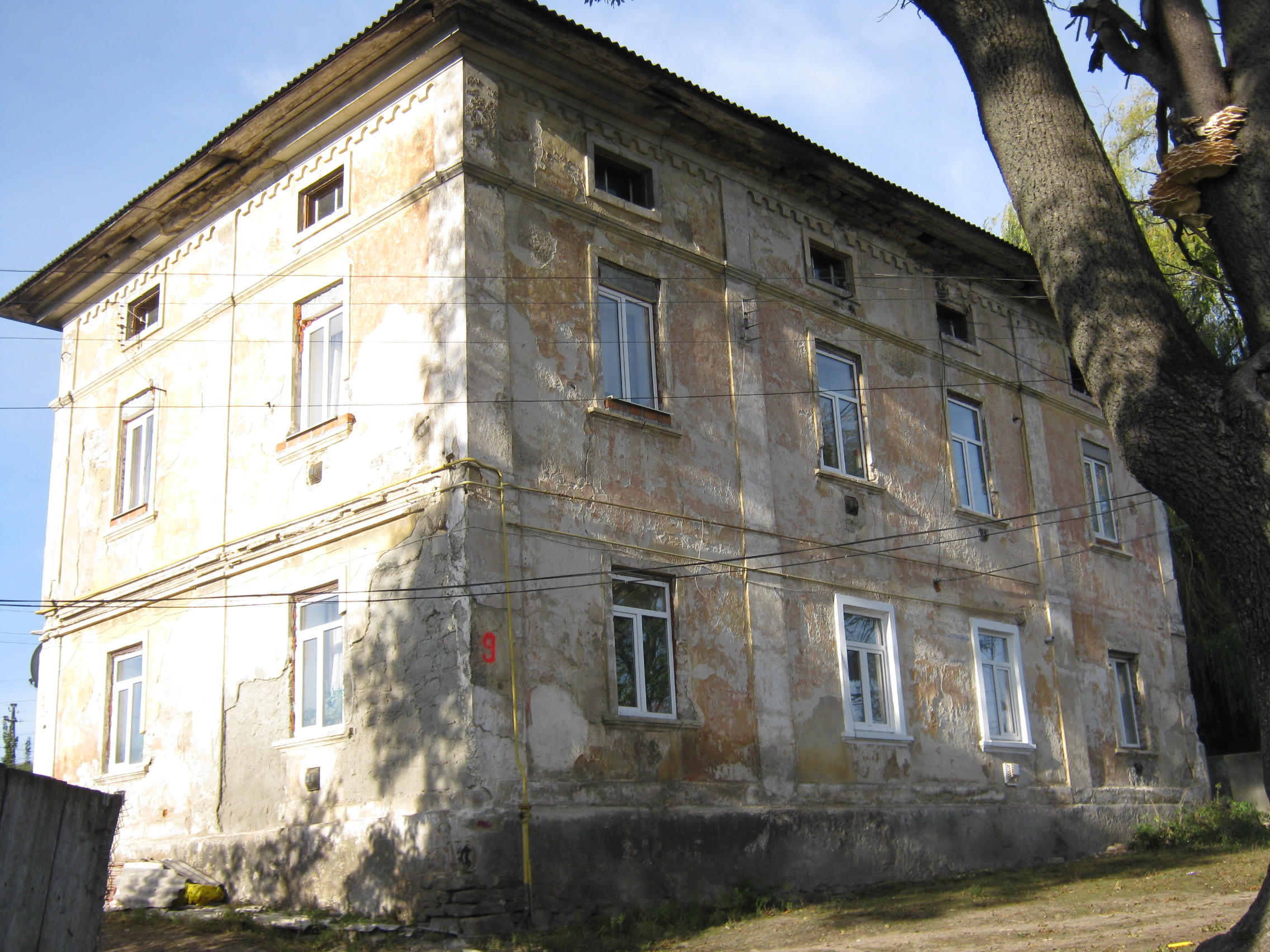
Старий будинок (колишня бурса)

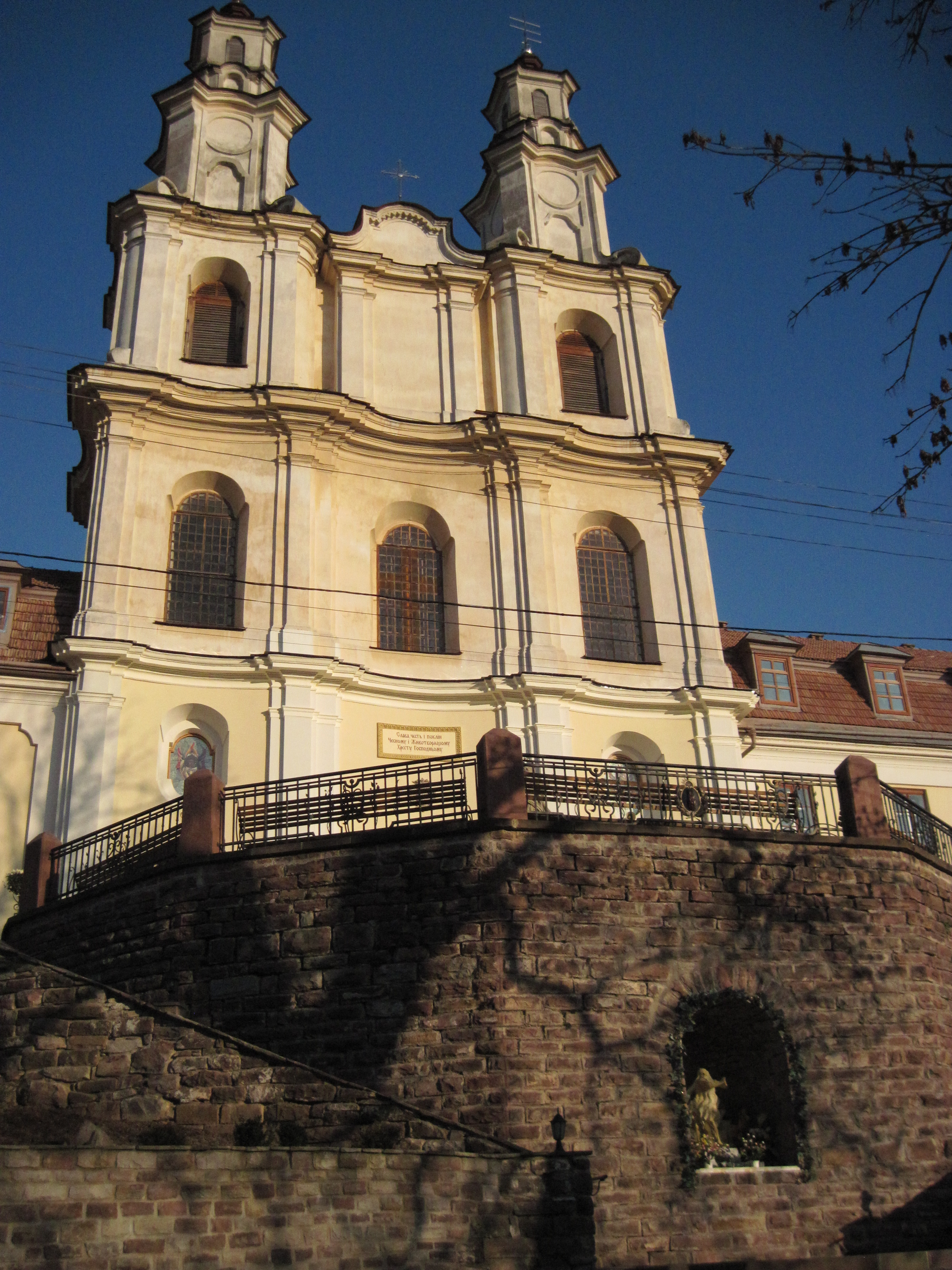
Здвиженська церква, фасад

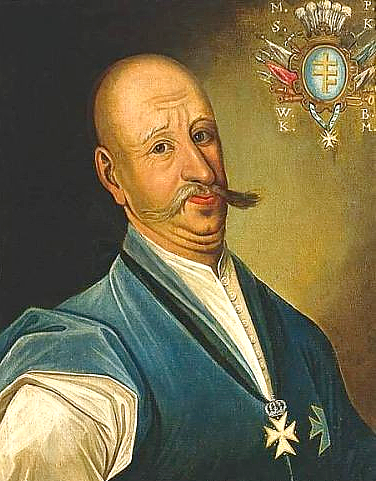
Микола Василь Потоцький

Мандрівник-німець Ульріх фон Вердум, відвідавши місто в 1671 (або 1672) році, залишив опис, за яким:
…місто було великим, оточене камінним муром, мало непогані доми, 3 папські (римо-католицькі) костели, руський монастир (жили монахи-домініканці, мова про переданий Яном (Янушем) Потоцьким монастир), вірменська церква (в оригіналі пол. koścoił); жидівські: божниця, гарне окописько, оточене окремим муром. Замок, його фортифікації кам'яні.
У XVII—XVIII ст. тут працювало близько 10 водяних млинів: 3 на потічку з передмістя Нагірянки, решта на Стрипі. Один із млинів називавсся папірнею (вгору по Стрипі, неподалік Підзамочка): у великих ступах товкли ганчір'я, з маси робили папір. На початку XX ст. малі та віддалені млини занепали, деякі переробили на електростанції. На сьогодні залишились 2 колишні мукомельні споруди (не мають великого дерев'яного колеса зі скриньками для води, жолобом для її подачі. Теперішня вул. Стрипна колись називалась Млинарською.
Весною 1672 р. гетьман Петро Дорошенко разом із турецьким султаном Мехмедом IV почали війну, 18 серпня відбили у поляків Кам'янець-Подільський. 1672 р.: турецько-татарське військо зруйнувало тільки частину міста та замку; 18 жовтня у Бучачі під деревом «Золота Липа», яке збереглося при дорозі на Соколів, був підписаний мирний договір між Туреччиною та Річчю Посполитою. Султан Мехмед IV мав за тимчасову резиденцію бучацький замок
За легендою, кордон пройшов по річці Стрипа і поділив місто на дві частини — східну (турецьку) і західну (польську). Окупація лівобережної частини Бучача турками тривала 11 років (тепер вона виглядає малоймовірною, бо в листопаді 1673 р. поляки здобули перемогу над турками в битві під Хотином, статті Бучацького договору втратили силу), після демаркації в 1680 р. польсько-турецького кордону в складі Речі Посполитої був навіть Джурин, також, зокрема, Трибухівці, Майдан, Крогулець. Підтвердженням також є факт збору жителів Руського воєводства (урядників, лицарства, простих мешканців) 3 серпня 1674 р. на Бучацькому замку (керівником (губернатором) замку в той час був Кшиштоф Струшевич) з метою організації життя відповідно до потреб того часу (ймовірної навали турків).
1675 р. турецько-татарське військо облягало Теребовлю під командуванням Ібраґіма Шишмана; він наказав кільком башам здобути Бучацький замок, у якому перебували шляхтичі та міщани. Місто було взяте без надзусиль та підпалене. Частину євреїв догнали під брамою замку та вбили. Замок боронився завзято, але шансів на тривалу оборону було мало; врятувала звістка про підхід військ під проводом короля Яна III Собеського. Вересень 1676 р. турецько-татарське військо під проводом бейлербея Дамаску Ібраґіма-паші на прізвисько «Шейтан» сильно зруйнувало замок, всі житлові будинки міста. Після здобуття Бучача, Язловця, Золотого Потоку Ібраґім-паша «Шейтан» дав наказ розбити табір в околицях Бучача.
Король Ян III Собеський був у Бучачі 1683 року (очевидно, до «Віденської відсічі» 12 вересня). У місті пам'ятають про «Джерело Яна Собеського». На опорній стіні було встановлено 2 пам'ятні плити з барельєфом та написами, що біля цього джерела відпочивав король (нині збереглася лише кам'яна).
У 1684 році посли Галицької землі запропонували сеймові задовольнити прохання щодо звільнення від сплати податків маєтності Бучач і Золотий Потік принаймні на 6 років, оскільки вони зазнали руйнувань від ворога та кілька разів через них переходило коронне військо.
Під Бучачем знаходився табір війська під командуванням гетьмана коронного Станіслава Яна Яблоновського під час його кампанії на Поділлі в 1688 році. Король 26 серпня вислав сюди Станіслава Антонія Щуку, щоб він переконав гетьмана коронного та гетьмана великого литовського Казимира Яна Сапегу піти на Молдавію. Після прибуття до Бучача близько 3 вересня С. А. Щука переконався, що К. Я. Сапега на сеймиках готує політичні акції, не готуючись до походу. Після укладення проекту угоди між К. Я. Сапегою та королем С. А. Щука в середині вересня виїхав до короля (Золочів).
Існували язловецька брама, львівська, галицька, припускають про існування теребовлянської, загайпільської брам. Француз д'Алерак — придворний короля Яна III Собеського — в своїх описах вказував про існування мурів та 4-бічних башт у місті.
Серпень 1687 року: король Ян III Собеський стояв у Бучачі та околицях із табором (обозом), проводив військову раду щодо здобуття Кам'янецької фортеці, після отримання звістки про перемогу над турками князя Лотаринґії Леопольда I Габсбурґа в Угорщині наказав відспівати молитву Te Deum. За час перебування короля в місті воно не отримало від нього великої допомоги у відновленні. 7 серпня 1687 р. сеймик Галицької землі звільнив маєтки С. А. Потоцького від оподаткування (в тому числі Бучач) через знищення. 1688 р. Галицький сеймик підняв питання, щоб С. А. Потоцького, в чиїх маєтках були розквартировані жовніри, отримав за це належне йому «уконтентування»; справу мали розглядати на січневому сеймі в Гродно.
1699 р. єврейська громада отримала від короля підтвердження своїх прав. 20 травня 1699 р. власник міста — стражник великий коронний Стефан Александр Потоцький — видав грамоту-привілей для єврейської громади Бучача, в якій визначались права та обов'язки представників цієї етнічної громади міста. Завдяки цьому етносу в місті з'являються ґуральні, набуває поширення звичай (потім — звичка) вживати горілку. До цього міщани віддавали перевагу меду, пиву, вину. В одній із тогочасних пісень були рядки: 
Га-ча-ча, га-ча-ча, горілочка з Бучача, 

А келішок з Терембовлі, 

Дай нам, Боже, здоров'я!

Відсутність міста на мапі 1700 р., напевне, можна пояснити або наслідками польсько-турецьких воєн, або автори просто не позначили сильно зруйноване місто. 
15 травня 1703 р. власник міста С. А. Потоцький видав привілей для шевських цехів (більшого та меншого); 16 серпня 1703 р. менший шевський цех отримав ще один привілей від дідича. Ще одна грамота-привілей для відновлення та розвитку міста була видана С. А. Потоцьким 8 листопада 1706 р. в Бучачі. Грудень 1707 р. — цар Московії Петро І наказав арештувати С. А. Потоцького за підозрою в шпигунстві на користь Речі Посполитої; власник міста зумів уникнути арешту, але в його маєтках були розквартировані близько 8000 московських солдатів під командуванням бригадира Г. Кропотова (довірена особа царя, підлеглий А. Мєньшикова, які грабували, ґвалтували мешканців Бучача (також інших маєтків власника, чим завдали йому та його містам, селам значних матеріяльних збитків).
7 грудня 1712 р. в Любліні С. А. Потоцький видав фундаційну грамоту про заснування монастиря оо. Василіянів на місці костелу Св. Хреста в Бучачі (незвичний для тодішньої Речі Посполитої вчинок). Монахи-василіяни, які переїхали до міста з Литви, починають навчати в заснованій теологічній школі як вже діючих священиків, так і дітей, які планували ними стати. Після його смерті в 1727 р. містом керувала власниця — його вдова Йоанна з Сенявських Потоцька до своєї смерті в 1733 р.; після неї — син Микола Василь.
1715 року кс. Александер Млодкевіч заснував при костелі «Братство шкапліра Матері Божої», 20 липня відбулись перші вибори до нього. 1728 року було закінчено будівництво головної синагоги міста
Середина XVIII століття — час містобудівної діяльності мецената М. В. Потоцького, архітекторів Бернарда Меретина та Яна Ґотфріда Гофмана, скульптора Йогана-Ґеорґа Пінзеля. Зведено ряд визначних пам'яток пізнього бароко, які сформували обличчя старого міста: придорожня скульптура («фігура») Святого Яна Непомука (1750), міська ратуша і придорожня «фігура» Святої Анни (1751), Бучацький монастир (1751—1770), парафіяльний костел (1761—1763), церква Покрови Пресвятої Богородиці (1764). 1754 р. М. В. Потоцький, за привілеєм короля Августа III Фрідріха, засновує василіянську гімназію. Ним у місті було засновано власну ґуральню на березі потічка (неподалік новозбудованого палацу, тепер тут — Бучацький мальтозно-спиртовий завод)
8 листопада 1764 року у Львові було оформлено акт дарування «Миколая на Бучачі, Потоці, Городенці, Печеніжині Потоцького воєводича белзького» (відпис знаходиться в архіві домініканів у Кракові). Згідно з ним:
- місто Бучач із палацом, передмістями, селом Підзамочок та 14 сіл, належних до цього «Бучацького ключа», отримували Міхал Антоній Потоцький (?—1766) і його брат — львівський каштелян Юзеф. Також всі спадкоємці мали отримати права на столове срібло та інші цінності, які знаходились у депозиті у монахів-домініканців Кам'янець-Подільського конвенту… до рівного поділу.

Поділ мав контролювати Теодор Потоцький (1738—1812). Цілий і детальний перелік цінностей (пол. nobilitów) був у палаці М. В. Потоцького в Бучачі, доглядав за ним Каєтан Домбровський. М. В. Потоцький зобов'язав всіх наступних спадкоємців до виплати щороку 50 000 флоринів для утримання костелів Бучача, Потоку, Городенки. Записом нові дідичі Бучача Антоній Міхал та Юзеф Потоцький зобов'язувались змурувати нову церкву в місті, бо стара руйнувалась. Документи були додані до архіву урядових актів у Львові 15 листопада 1764 року, до архіву земських актів у Галичі 21 листопада 1764 року.
У місті проповідував відомий польський історик, дослідник генеалогії та геральдики, єзуїт Каспер Несецький. 1765 р. місто — центр новоутвореного римо-католицького деканату.

Грушевський казав:
Польсько-жидівське місто, з його никлим життєм, пародією торгівлі та промислу, — на місці … інтензивного міського життя руських часів — було одним із найбільш характеристичних дарів «культурної місії» Польщі на Руси.

### Австрійський період

#### У складі Габсбурзької монархії

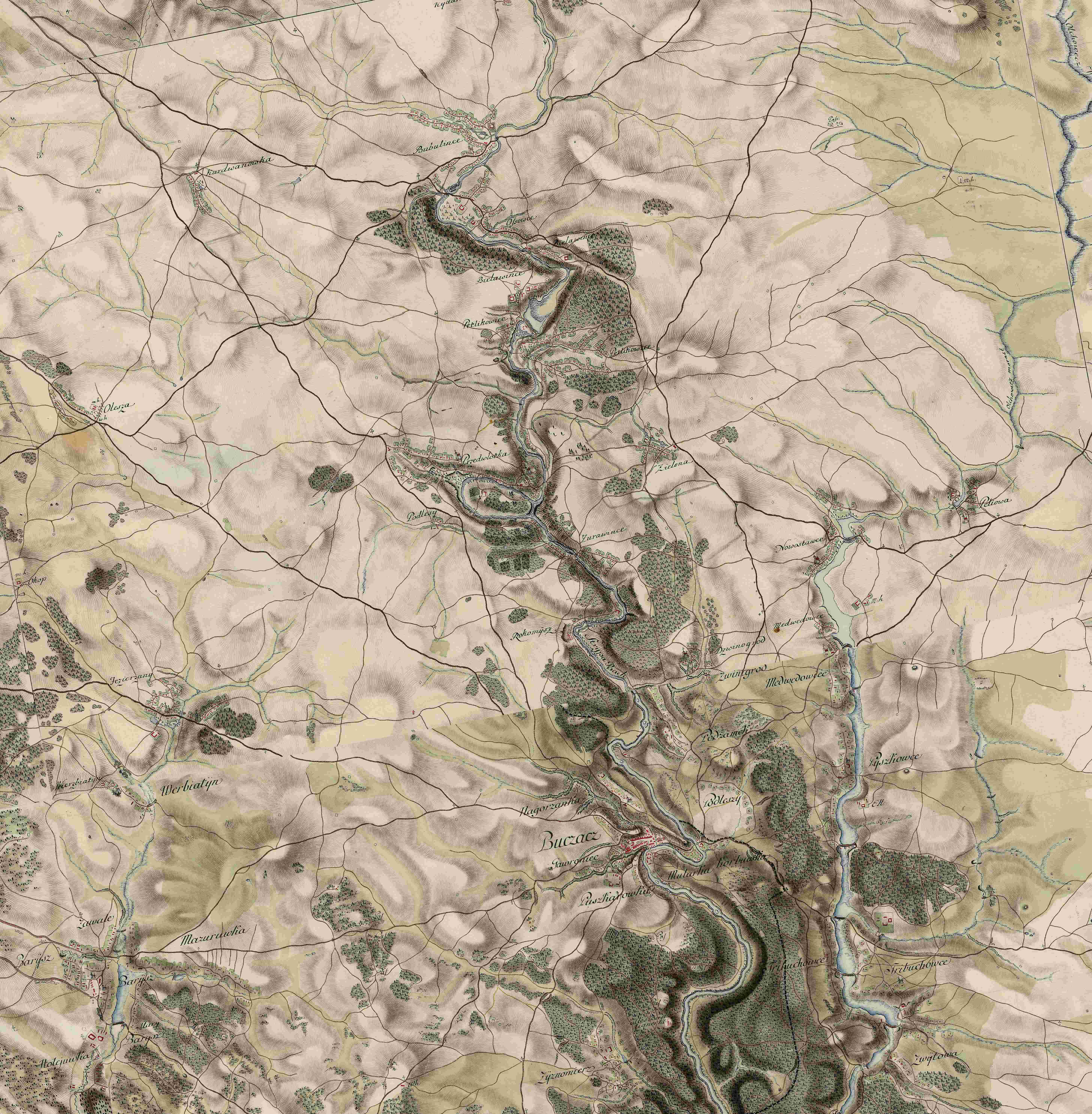
Бучач та околиці на мапі фон Міґа, XVIII ст.

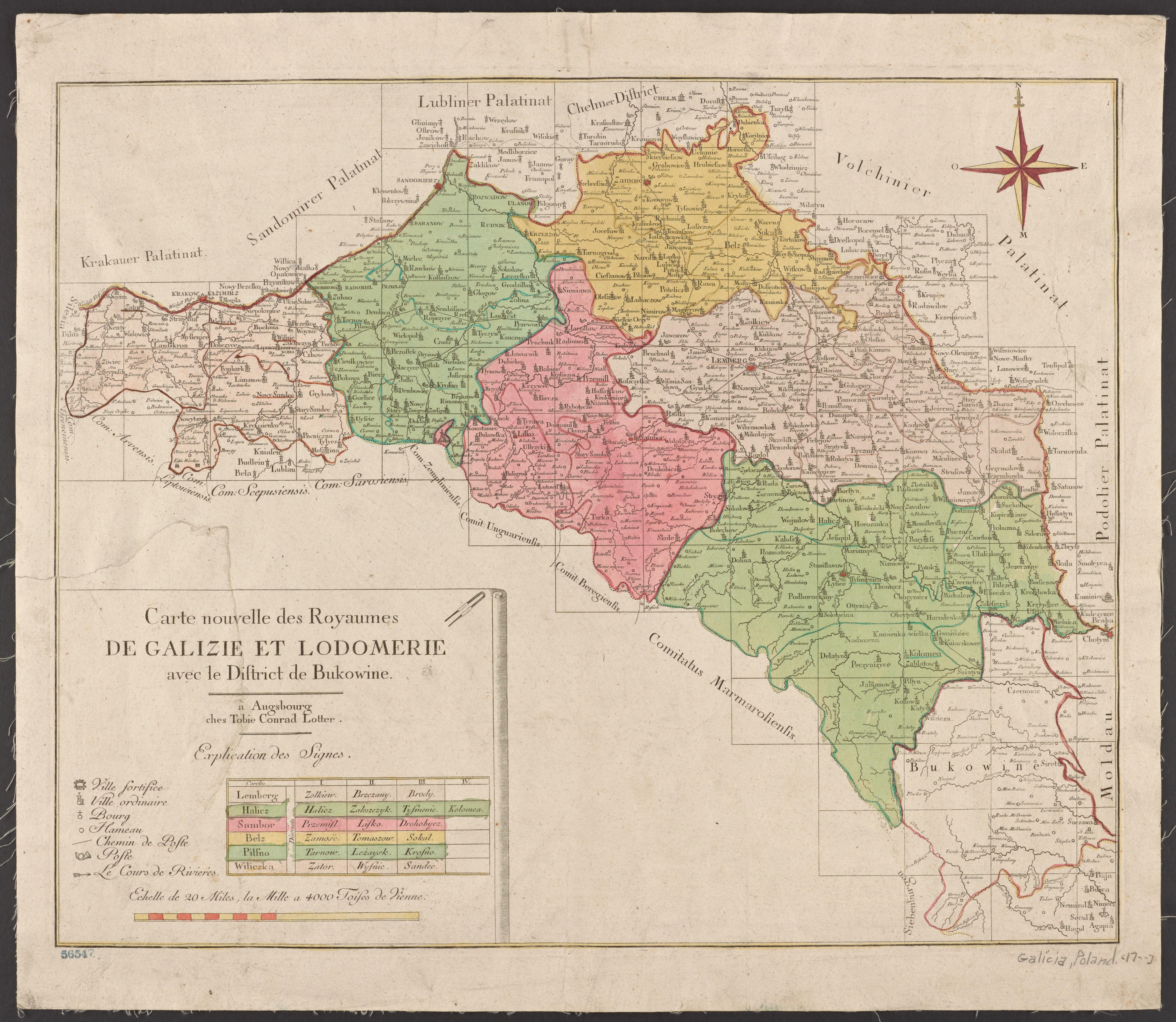
Адміністративний поділ Королівства Галичини та Володимирії у 1777—1782 роках

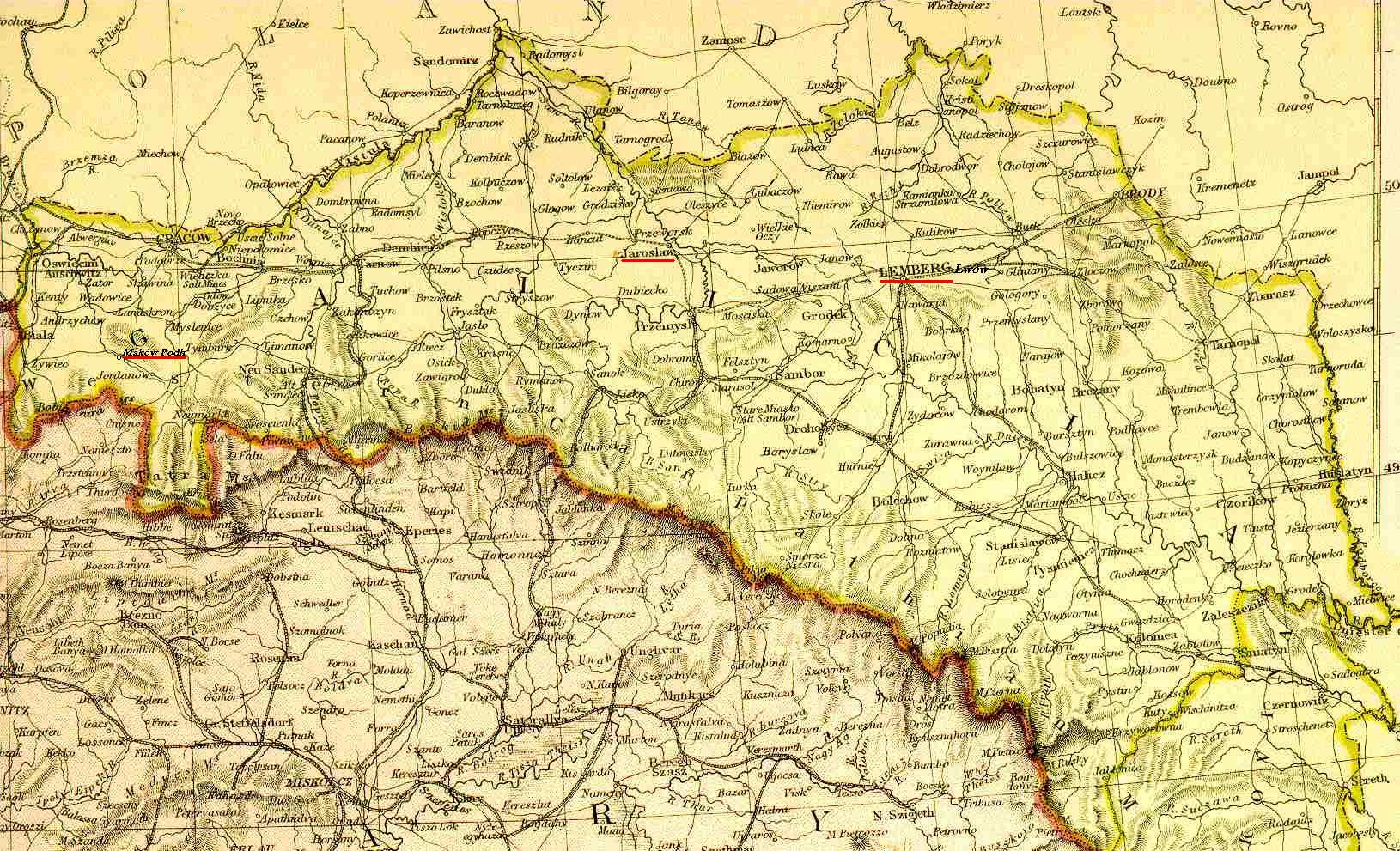
Бучач на мапі Галичини у складі Габсбурзької монархії, 1800 р.

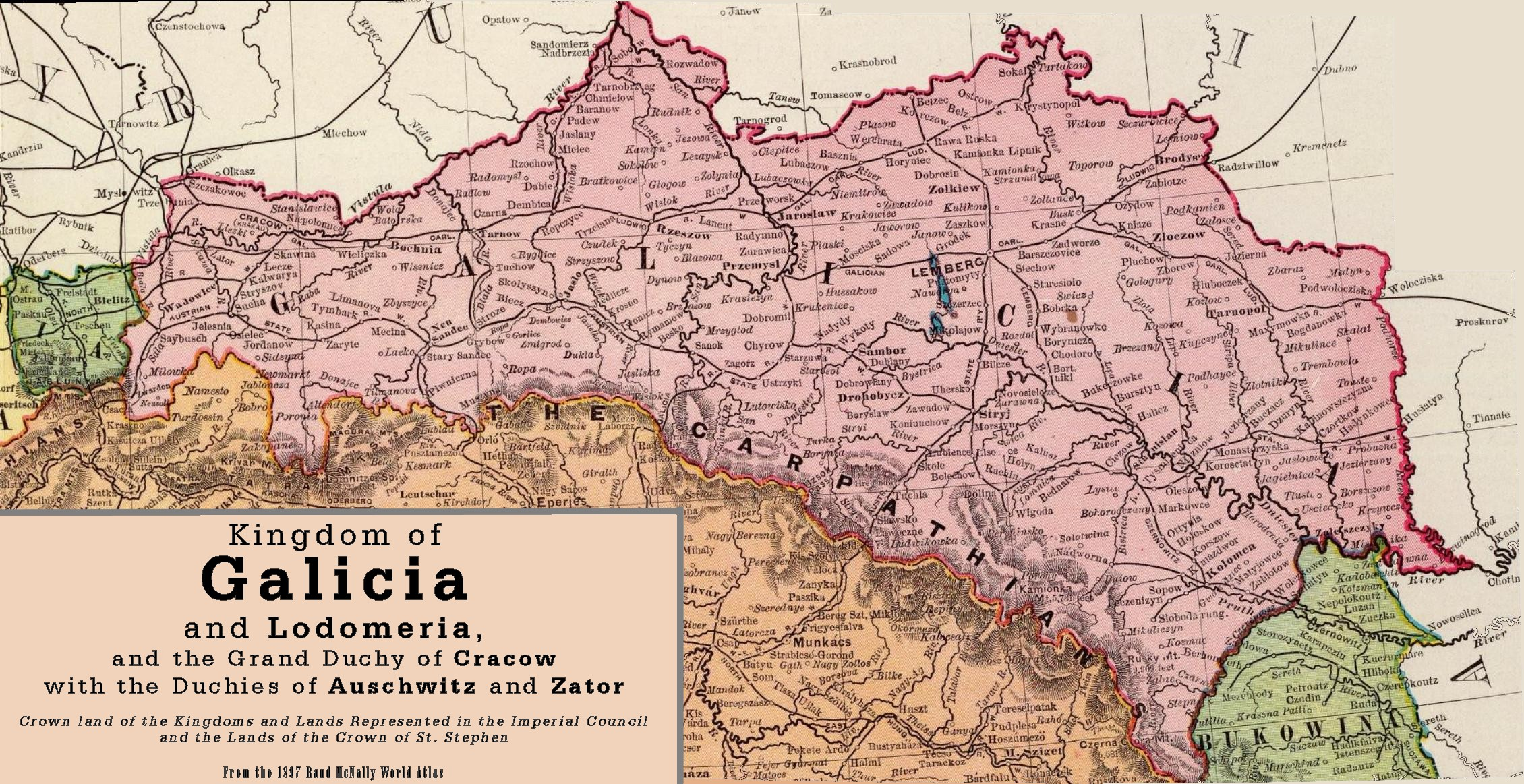
Бучач на мапі 1897 р.

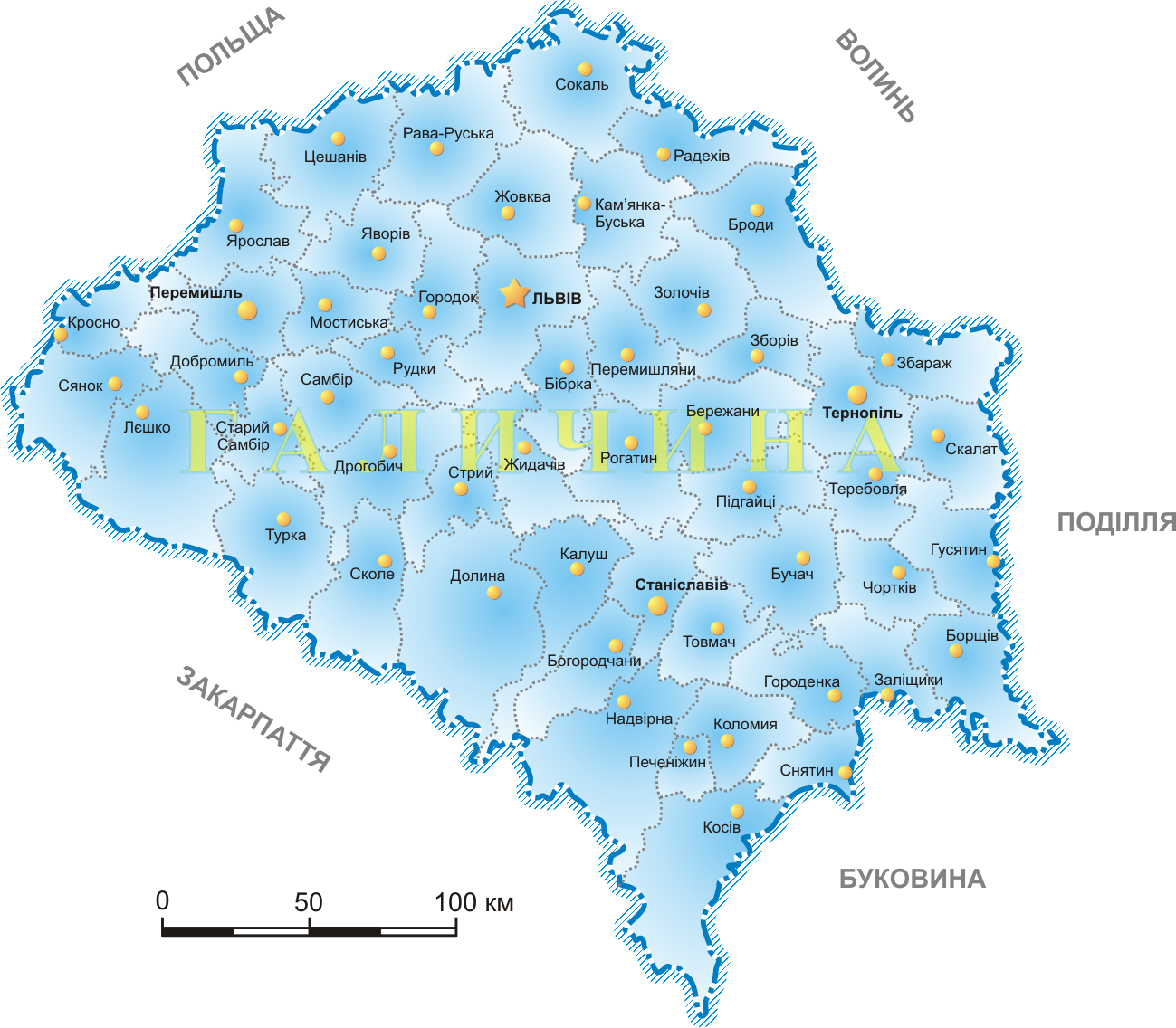
Бучач — повітовий центр Східної Галичини (1910 р.)

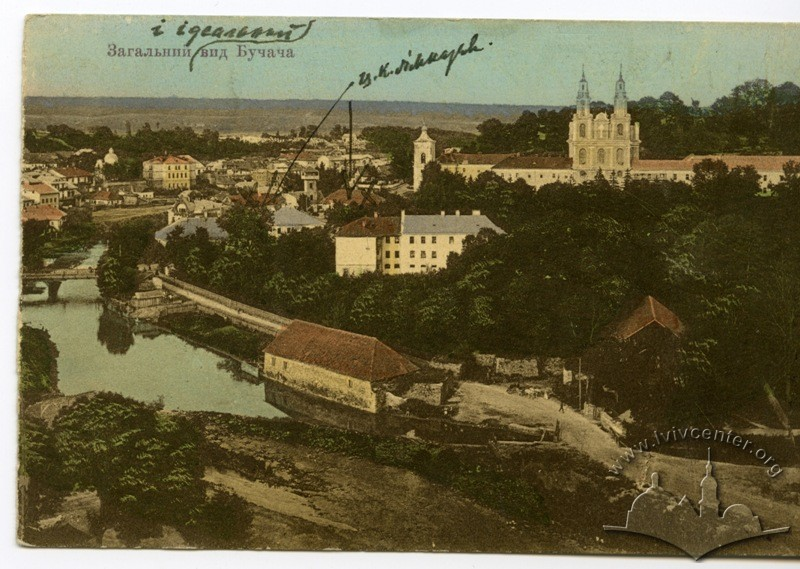
Бучач із замку

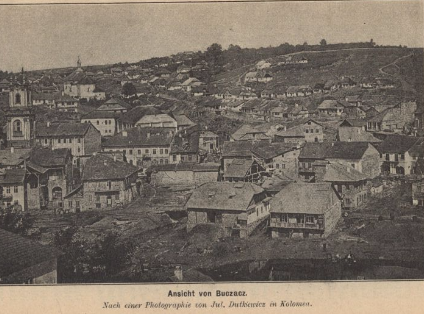
«австрійське» місто

1772 р., після першого поділу Польщі, Бучач відійшов до володінь Габсбургів у Габсбурзької монархії (з 1804 р. — Австрійської імперії). 3 жовтня 1772 р. власник М. В. Потоцький зі смутком спостерігав за проходженням частин війська монархії Габсбурґів: вони ночували у Бучачі, а вранці 4 жовтня вирушили в напрямку Чорткова. 15 квітня 1773 року з полудня почалась пожежа за язловецькою брамою (або на тодішньому покровецькому передмісті); сильний вітер сприяв пожежі, загорілись 130 будинків.
1773 р. при монастирі оо. Василіян відкрито вищі філософські курси
Після першого поділу Речі Посполитої наприкінці 1773 року сусідні Монастириська — найближче до Бучача місто — та Чортків стали центрами двох з 13 дистриктів Галицького циркулу Королівства Галичини та Володимирії. 14 березня 1775 року Галицька придворна канцелярія затвердила проект від 11 жовтня 1774 року, за яким реформований Галицький округ (крайс, циркул) з центром у Станіславові складався з 4 дистриктів, старі Монастириський, Чортківський дистрикти скасовувалися. Новим дистриктовими центрами ставали, зокрема, Галич, Заліщики. Декретом від 2 вересня 1780 року губернатор Галичини був зобов'язаний провести нову адмінреформу коронного краю. 22 березня 1782 року цісарева Марія Терезія видала патент, за яким взагалі скасовувались дистрикти, створювалися 18 округів, остаточні межі затвердив цісарський патент від 25 листопада 1783 року. — Бучач і навколишні села ввійшли до складу Станіславського округу Габсбурзької імперії.
1 лютого 1779 р. до міста прибув граф Ян Потоцький (син графа львівського каштеляна Юзефа Потоцького, рідного брата Антонія Міхала, староста канівський з 1782 р.) з дружиною Йоанною — за заповітом Миколи Василя Потоцького — новий дідич Бучача. 1781 р. почала діяти пошта
У 1783 р. розпорядженням цісаря Йозефа II кладовища біля храмів мали бути ліквідовані, могили навколо них підлягали знесенню, крипти мали бути звільнені від домовин, ховати в криптах заборонялося. 13 травня 1783 року Йозеф II видав декрет про піднесення міст Галичини та Лодомерії, за яким Бучач був віднесений до III класу міст (мали власний магістрат).
В 1786 році місто потрапило під секвестр за рішенням трибуналу (причина невідома). 7 червня 1786 р. через виїзд до Литви дідичка графиня Йоанна Потоцька права на дідицтво міста передала рідному брату чоловіка (каноніку ґнєзненському, краківському) графу Каєтану Потоцькому Після цього містом керував магістрат із 4 осіб: президента (пол. prezes, судді (пол. sędyk), радника (пол. radca) та бурмістра (пол. burmistrz). Для його утримання були призначені 964 морґи землі громади. У цей час було виготовлено печатку магістрату з гербом міста. пізніше магістрат був скасований, було утворено «домініум».
26 травня 1790 року після спільного засідання міського уряду та представників ізраелітського кагалу було видане свідоцтво, за яким скарга кагалу стосовно ймовірного пограбування бучацькими студентами Мошка Берковича вважалась безпідставною через відсутність факту злочину, про що було також повідомлено кримінальний суд у Станіславові. 19 травня 1799 року єврейський кагал вніс прохання до керівників міста покарати ізраелітів, які бунтували, арештом чи грошовим штрафом, тільки не тілесно; воно було задоволене.

#### У складі Австрійської імперії

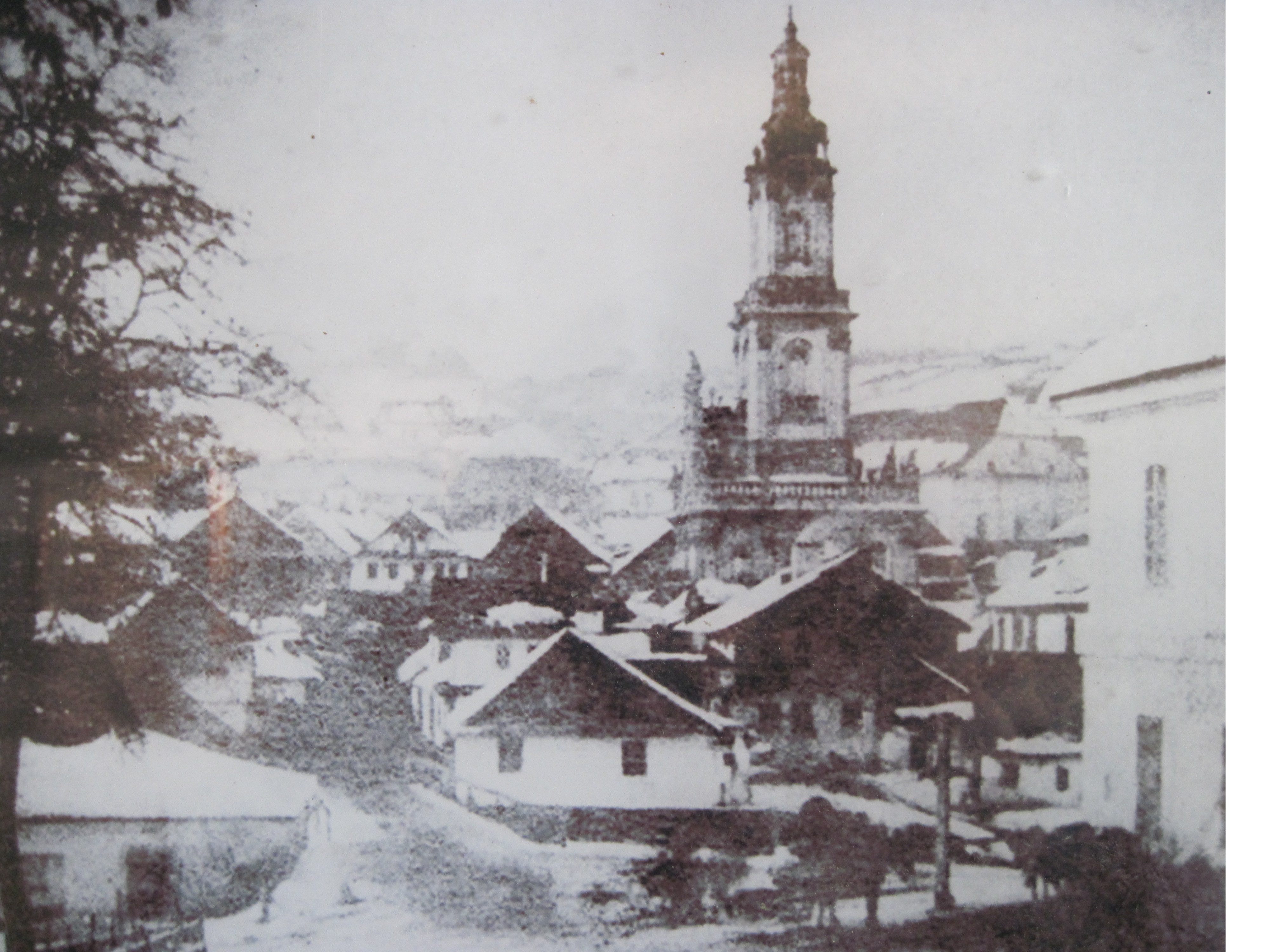
Бучацька ратуша із старим зниклим куполом

1804 року при монастирі отців Василіян відновила діяльність гімназія, в якій навчалися відомі українські та польські діячі культури, літератури і мистецтва (Антін Любич Могильницький, Корнило Устиянович, Іван Гушалевич, Порфирій Бажанський, перший комендант Львова часу ЗУНР Микола Маринович, польський художник Юліуш Коссак, письменник Станіслав Россовський, літератор Ян Лям Серед викладачів — поети о. Юліян Добриловський, Іларіон Грабович, біолог Семен Труш.
Після організації у Львові на початку XIX ст. Галицької крайової будівельної дирекції в місті почав діяти будівельний комісаріат як її територіальний підрозділ.
1809—1811 роках проходила ліквідація Бучацького римо-католицького деканату через окупацію частини його території росіянами. 1811 року: австрійська влада винесла ухвалу, за якою містом вважався населений пункт із міським привілеєм, що мало тільки облікове, не правове значення; значна пожежа в місті.
Дідичі — каноніки Павел та Каєтан Потоцькі — продали євреям замок, які почали розбирати його на матеріал для будівництва 1812 р. дідичі — каноніки П. та К. Потоцькі — наказали розібрати останню з спостережних башт Бучача на горі Федір та спорудити з каменю гробницю-каплицю в стилі класицизму на міському цвинтарі.
1814 р. після смерті каноніка графа К. Потоцького (1751—24.4 1814) дідичем став його рідний брат граф Павел — канонік краківський схоластик катедральний луцький За часів каноніків Потоцьких було розпочато будівництво приміщення римо-католицької плебанії (ймовірно, тепер на цьому місці — дитячий садок «Теремок» біля костелу). 27 вересня 1818 р. помер дідич граф Павел Потоцький. Дідичем став тоді малолітній граф Адам Потоцький (1803/1804, Бучач—1890, Підпечери), опікуном був його батько Марцелій Мар'ян (1775/1781—1851) (син графа Домініка — рідного брата каноніків).
Після Віденського конгресу влітку 1815 року Тернопільський край повернено Австрійській імперії. Чеський письменник Карл Запп, подорожуючи Галичиною в 1830-х, залишив цікаві спостереження про побут і звичаї Бучача, сіл повіту; польський архітектор, художник Єжи (Юрій) Ґлоґовський виконав кілька акварелей із краєвидами міста. В I-й половині XIX ст. в місті вироблялись орнаментальні тканини поряд із такими містами, як Борщів, Косів, Яворів, Броди, Сокаль
В 1822 році за сприяння латинського пароха кс. Міхала Домбровського було закінчено будівництво плебанії, розпочате дідичем — графом К. Потоцьким.
З 1830-х років почала діяти Бучацька золототкацька мануфактура. Щоправда, сучасні польські дослідники А. Чиж, Б. Ґутовський стверджують про її заснування дідичем Оскаром Потоцьким у другій половині XIX ст. 1831 року: епідемія холери забрала 770 бучачан (110 християн, 660 юдеїв), згоріла синагога.

Після створення 2 травня 1848 року у Львові Головної Руської Ради (ГРР) в місті почала діяти окружна Руська Рада. Зокрема, окружна Руська Рада в місті скаржилася Головній Руській Раді, що
…польські поміщики грабують, мучать народ руський, а австрійський уряд не перешкоджає йому, на скарги селян не звертає уваги, і, взагалі, селяни не можуть поскаржитись на пана, бо він за допомогою … властей покарає їх.
У серпні 1848 р. Руська Рада в Бучачі повідомляла ГРР про переслідування українського селянства за підтримку вимоги поділу Галичини на 2 провінції.
Скасування панщини 1848 р. сприяло розвитку економіки, основне місце в якій продовжувало займати рільництво, що мало натуральний характер. З 1856 р. тричі на тиждень, з 1861 р., після побудови залізниці з Відня до Львова, — щодня ходив поштовий диліжанс. 1863 р. почав діяти телеграф, звичайна пошта — в 1871 р.
1840-ві рр. — відновлено Бучацький деканат РКЦ.
З 1854 р. через місто проходили 3 муровані дороги (гостинці): 1) Бучач — Озеряни — Монастириськ — Нижнів — Станіслав, 2) Бучач — Трибухівці — Чортків — Тернопіль (або Чернівці), 3) Бучач — Зелена — Струсів — Тернопіль. У 1856 році закінчили будівництво мурованого «гостинця» Бучач — Язловець — Товсте.
2 травня 1855 року о 3-й годині по обіді була потужна злива, стрімка вода потоку (з Нагірянки) зруйнувала млини, місток між старим та новим містом (збереглись залишки, які видно з вул. Підгаєцької трошки вище церкви святого Миколая), будинки, крамниці.
1864 р. Бучач мав 9535 мешканців (не враховано позамісцевих учнів); з них: 8809 народжених у місті, 726 прибулих; євреїв 5272 осіб. Домів: всього — 919, мурованих 90, з «пруського муру» 359, дерев'яних 360. Крамниць єврейських 158, католицьких 2; заїзних домів 46, шинків 168. Було 2 цехи: шевський, ковальський; кушнірський, ткацький, кравецький скасовані. Серед майстрів 30 католиків, євреїв 372. Челядників євреїв 215, католиків 60. Було 2 уряди (адміністрації): повітова, скарбова (податкова). Духівників усіх 18 (в тому числі 12 вчителів), урядовців. Були аптека, гарбарня, фабрика поташу. Місто мало 1753 морґів орного поля, 244 — сіножатей, 1454 морґи лісу, всього 3451 морґів; пасовища не було. Дідичу належали: 492 морґи поля, 41 — сіножатей, 1241 — лісу. Місто мало 204 коней, 62 воли, 395 корів, 126 овець, 627 свиней.
У Бучачі були нижча гімназія (160 учнів), народна школа, «препаранда» для підготовки вчителів початкових шкіл (всього 244 учні).
На передмістях Ґавронець, Нагірянка проживали 1663 ос., з них: 994 греко-католики, 495 латинників, 1 протестант, 173 євреї. За професією: 2 урядовці, 7 військовиків, 2 літерати і мистці, 1 лікар, 143 власники ґрунту, 4 власники домів, 14 промисловців і ремісників, денних зарібників 134, ремісників-челядників 11, слуг 86, наємників 206. Орного поля 3635 м, сіножатей 203 м, лісу 498 м, всього 4336 м. Дідичу належали: 761 м поля, 139 — сіножатей, 282 — лісу.
29 липня 1865 р. велика пожежа, під час якої згоріло 220 будинків, в тому числі ратуша, монастир і його бібліотека, церква, костел та синагога, і, найприкріше для істориків, — архіви магістрату, суду та інші цінні документи, відсутність яких дуже ускладнює працю дослідників міста.
За «Громадським законом» від 12 серпня 1866 року, «уставодатним» та контрольним органом ставала міська рада, яку обирали за куріальною системою. Її виконавчим органом був магістрат (бурмістр, його заступник, делегати ради).

#### У складі Австро-Угорщини (з 1867р.)

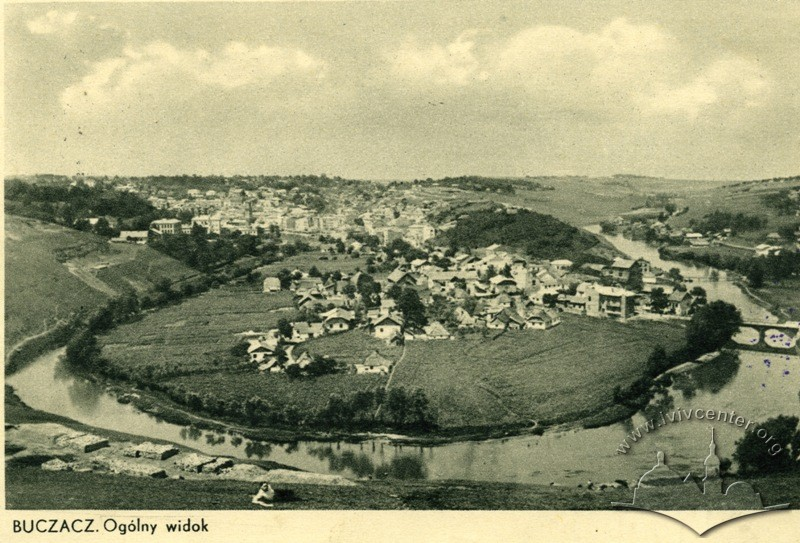
Вигляд на місто з відрогів гори Федір

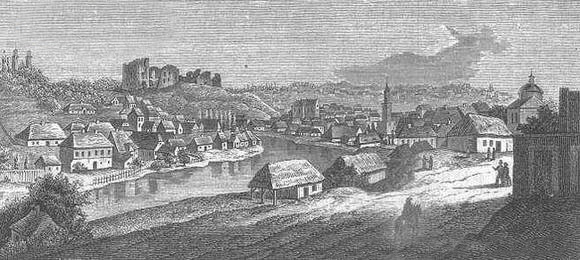

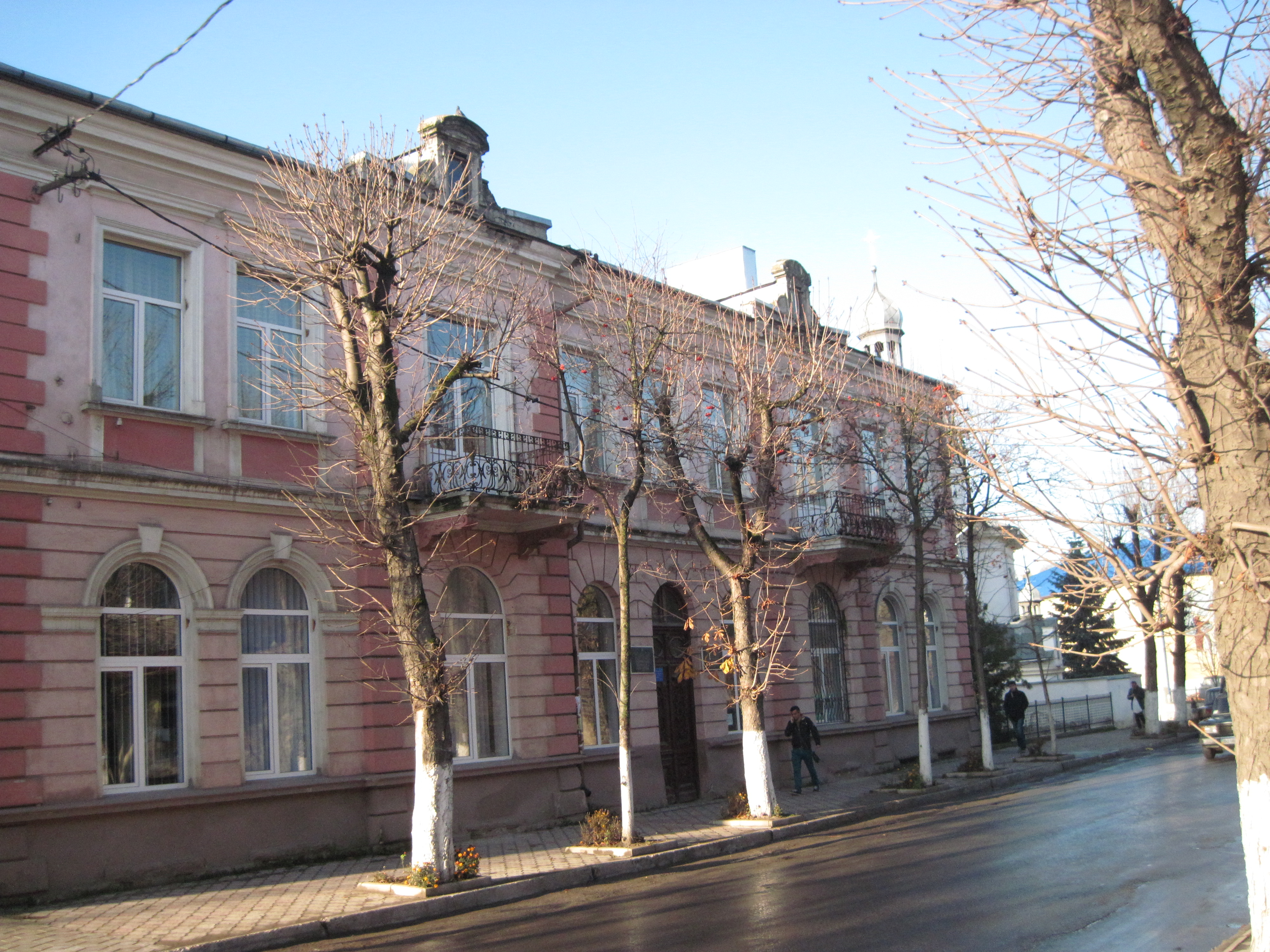
Будівля повітового староства (тепер бібліотека), осінь 2013

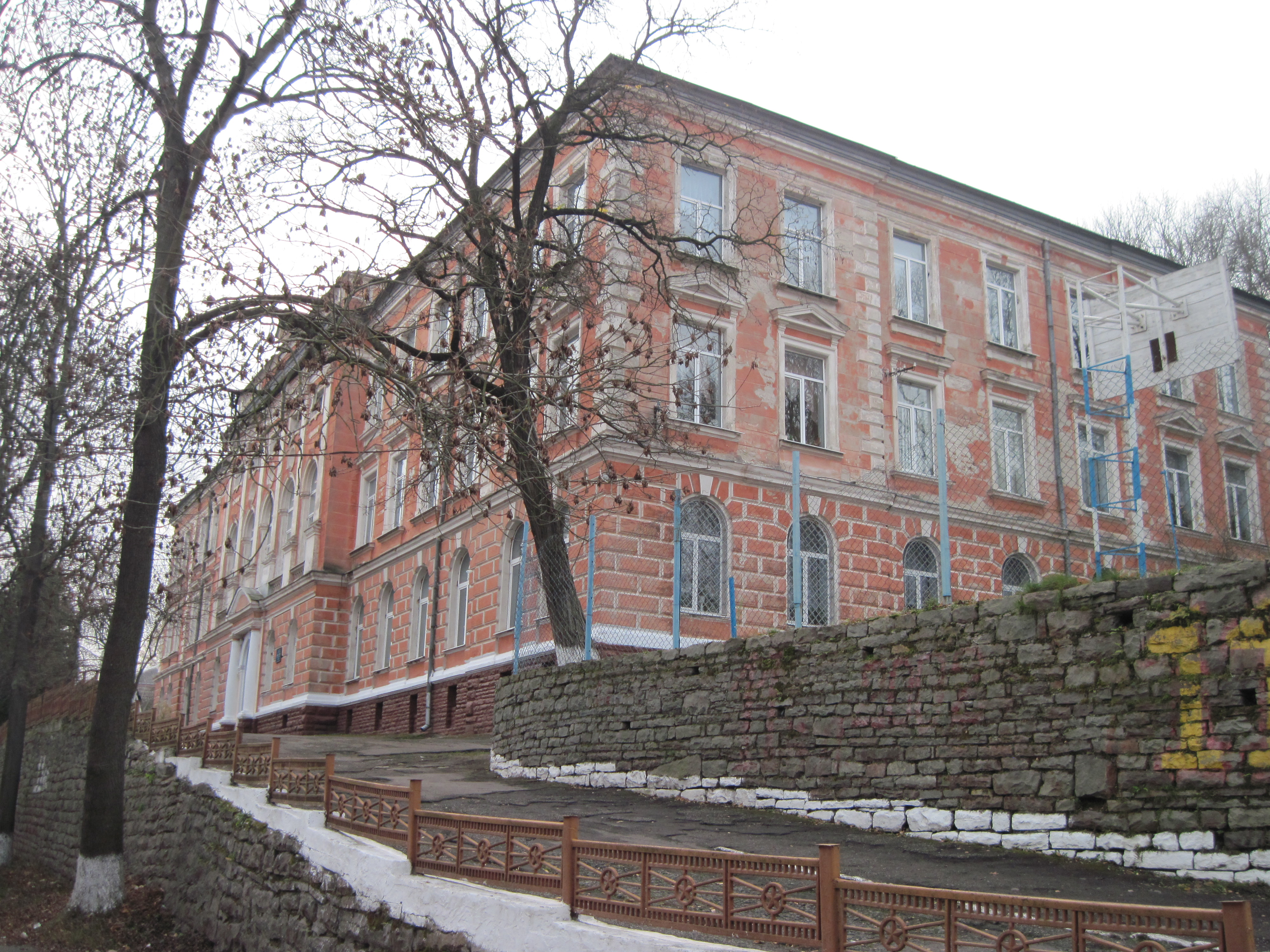
Гімназія імені В. Гнатюка, осінь 2013

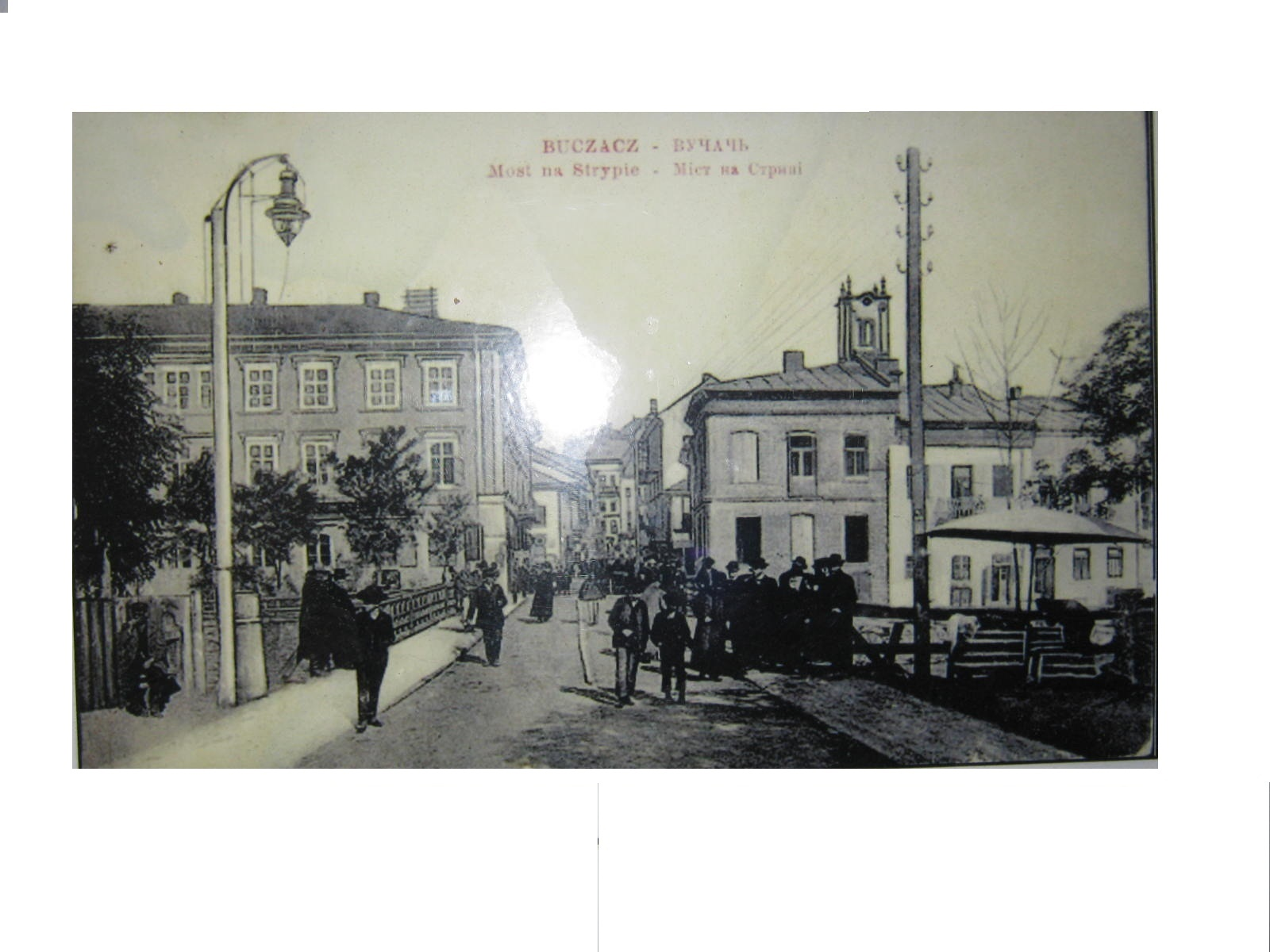
Бучач до Першої світової війни. Справа за мостом — будинок банку «Праця» — осередку української громади міста

Станом на 1870 р. в місті проживало 8959 мешканців, з них 6,077 (67,9 %) були юдеями.
Станом на 1880 р.: територія міста — 3055 моргів, проживало 8967 жителів у тому числі:
- юдеїв — 6077 (67,8 %), римо-католиків — 1816 (20,25 %), греко-католиків — 1066 (11,9 %)[195]
- за іншими даними, всього — 9970 осіб; з них: українців — 1761 (17,7 %), 1920 поляків (19,3 %), 6281 (63,0 %) єврей[196] 8 (0,1 %) євангелістів; будинків — 1017[197].

Прокладення в 1884 р. залізниці Станиславів — Гусятин призвело до пожвавлення розвитку промисловості й торгівлі, Бучач став одним із найбільших торгових містечок Галичини, найважливішим із Тернополем на Галицькому Поділлі. У другій половині XIX століття Бучач славився ткацькими виробами та килимами, які виробляла фабрика в Підзамочку (була закладена в II половині XIX ст., за дідича, графа Оскара Потоцького) на засадах місцевого народного ткацтва (зокрема, працювали майстри Володимир, Іван, Степан, Дмитро Нагірянські). Галицький історик та фольклорист Садок Баронч написав перші історичні праці про Бучаччину — «Язлівецькі пам'ятки» (1862 р.), «Pamiątki buczackie (Пам'ятки бучацькі», 1882 р.), видані у Львові.
У 1880-х збудували 4-й гостинець: Бучач — Золотий Потік — Коломия.
У 1870-х роках у місті перебував білоруський та польський художник Наполеон Орда, який виконав малюнки міста. 1887 р. перебував на гастролях Театр товариства «Руська Бесіда»: серед акторів — Степан Янович (Курбас), дружина Ванда Яновичева, з ними піврічний син Лесь Курбас — майбутній реформатор українського театру.
Станом на 1880 рік:
- до Австрійського парламенту обирали 1-го посла:
  - міська громада Бучача разом із громадами Коломиї, Снятина (III курія)
  - більші землевласники разом з адміністративними повітами Станіслав, Богородчани, Товмач (I-ша курія)
  - сільські громади разом з сільськими громадами Чортківського повіту (IV курія).
- до Галицького парламенту більші землевласники Бучача і повіту разом з адміністративними повітами Чортків, Гусятин, Борщів, Заліщики (I-ша курія) обирали 3 послів[200]
- діяли 4-класні державні («етатові») народна школа з українською мовою навчання для хлопців та з польською мовою — для дівчат[201].

У 1880-х роках під прикриттям протидії полонізації у місті посилились позиції москвофілів. Перед Першою світовою війною лідерами бучацьких москвофілів були лікар доктор В. Могильницький (одружений із московкою), гімназійний учитель Онуфрій Ґеців (платний агент). Утворене в місті відділення «Общєства ім. Качковського» утримувало бурсу для гімназистів (сприяли деякі священики — Ульванський, Копистянський), найбільше гімназистів-«кацапів» було з Джурина
1890 р. після смерті графа Адама Потоцького дідичами стали його сини: Еміль, Артур, Оскар, які виділили кошти для ремонту ратуші.
1891—1899 рр., за проектом Топольницького і Джованні Батісти Феррарі (1851—1905, або львівських архітекторів Тадеуша Мостовського, Гіполіта Слівінського), спорудили будівлю державної 8-класної гімназії, в якій навчалися, зокрема, Адам Коцко, історик Іван Джиджора, художник Володимир Ласовський, письменник Осип Назарук, поет-січовик Балюк Іван, польський актор, радіо- та кіносценарист Єжи Яніцький инші відомі люди. Урочисте відкриття було 10 січня 1899 р., виступав намісник Галичини Леон Пініньський; на фасаді були погруддя польських поетів-пророків Адама Міцкевича, Юліуша Словацького, Зигмунта Красінського.
15 липня 1893 р. перестала діяти василіянська гімназія у місті. Наприкінці XIX — на початку XX ст. у місті було збудовано торговий пасаж. Центр міста було в основному забудовано у стилі модерн (як і центри Тернополя, Скалата, Заліщиків, Підгайців)
1900 р.: всього — 11756 осіб, з них: українців — 1948 (16,6 %), 3078 поляків (27,1 %), 6730 (57,3 %) євреїв. Рік невідомий: всього — 13 000 осіб, з них: українців — 2000, поляків — 3500, євреїв — 7500.
1904 р. заснована філія товариства «Сокіл» (керівник — Станіслав Сіяк); 1907 р. — філія товариства «Просвіти»: перші загальні збори відбулися 25 березня 1908 р., керівником обраний вчитель гімназії Никифор Даниш(1877—1954) (читальня «Просвіти» існувала до утворення філії, понад 8 років містилася в домі Гриня Бобика, орієнтовно до 1909 р.; після утворення філії перемістилася до мешкання Гриня Чекановського, де була до 1914 р.). Було засновано по селах читальні «Просвіти», з 27 березня по 15 квітня 1911 р. пройшли перші торгово-касові курси для жителів міста та повіту, організовані філією «Просвіти». Почесним членом повітової філії «Просвіти» був Володимир Гнатюк — уродженець Бучаччини.
У 1904—1905 р. було збудовано 3-поверховий будинок 7-класової жіночої школи (тепер приміщення Бучацької ЗОШ № 1). У 1904—1905 р. було збудовано 7-класову хлоп'ячу школу з 4-класовою школою для дівчат (так звана школа «на Бараках», не збереглась, була знищена після бомбардування червоними військами у 1944 р. через те, що в ній розташовувався госпіталь; зараз на її місці галявина, збереглись підпірні стіни площі, розташована між насипом залізниці та будівлею сучасного районного військового комісаріату).
7 вересня 1905 року в місті відбулась виставка промислової та сільськогосподарської продукції, одним із переможців — золота медаль — стала продукція «Фірми Бачевського».
На загальних виборах до Австрійського парламенту 1907 р. Бучач увійшов до 60-го сільського змішаного округу (IV курія; Бучач, Підгайці, Монастирська, Вишнівчик); депутат — львівський адвокат доктор Генрик Ґабль, заступник — доктор Лонгин Цегельський. З 1907 року діяла юдейська друкарня, в якій, зокрема, виходив тижневик «Der Jüdische Wecker» (редактор Елазар Роках, за іншими даними, друкувався тут з 1905 року).
1913—1914 рр. у ремісничо-будівельній школі при монастирі навчався письменник Дмитро Бедзик. На початку XX ст. звели ряд громадських і житлових споруд: будинок польського товариства «Сокул» (1905 р., тепер Будинок культури), церкву Святого Архангела Михаїла (1910 р.) на Нагірянці, «Касу хворих» (тепер корпус районної лікарні). 1910 року в місті проживало 14 286 осіб.
Перед I-ю світовою Бучач був одним із небагатьох повітових центрів Галичини, в якому:
- не було приміщення «Народного Дому», тому мандрівний театр «Руської бесіди» вистави давав, наприклад, в заїзді Шнітліха
- мав міщан-українців[202].

1914 р. величавим концертом було вшановано 100-ту річницю народження Т. Г. Шевченка.
Перед 1914 р. у місті було 2 готелі («Центральний» на 10 номерів, «Імперіял» — на 8) з ресторанами, звичайних шинків-корчм — понад 10. Були заїжджі двори «Брістоль», «Молдавія» (номер коштував 2,5—4,0 корони). Ресторани: Леліґдовича, Рогозинського Климентія, «Казино» (всі працювали за попереднім замовленням), на двірці (тобто на залізничній станції; будівля Бучацького залізничного вокзалу не збереглась). Місто було досить брудним.

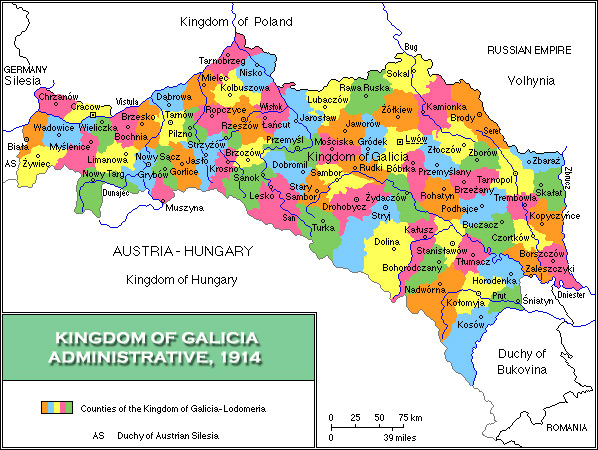
Бучач на мапі Адміністративний поділ Королівства Галичина, 1914 р.

Повітовим старостою за Австро-Угорщини, зокрема, був Юзеф Бєрнацький, його заступником — барон Лєвартовський, міським посадником — Прусак.
1913 року в місті діяла броварня.

### Перша світова війна

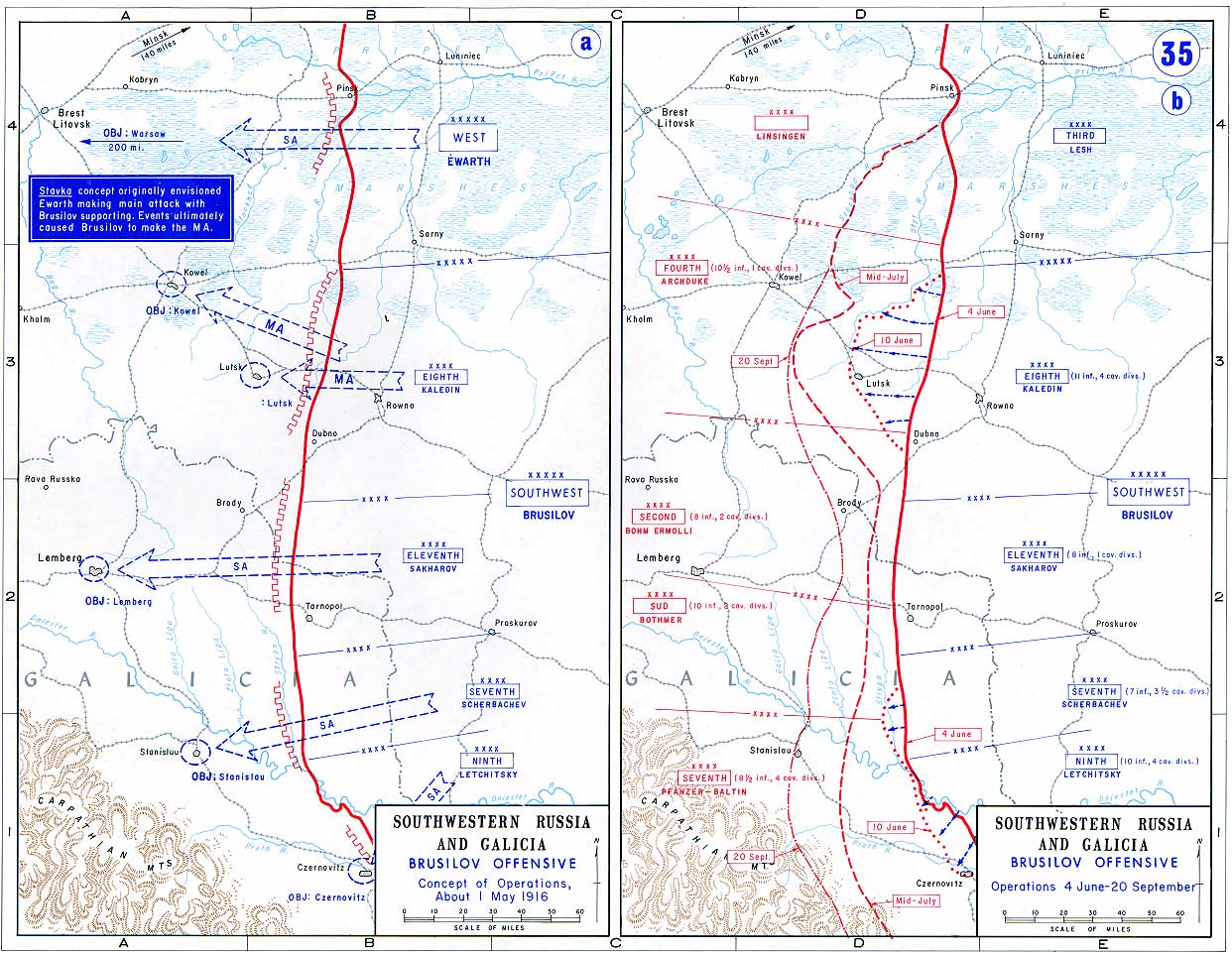
Східний фронт у травні (ліворуч) і влітку (праворуч) 1916 року

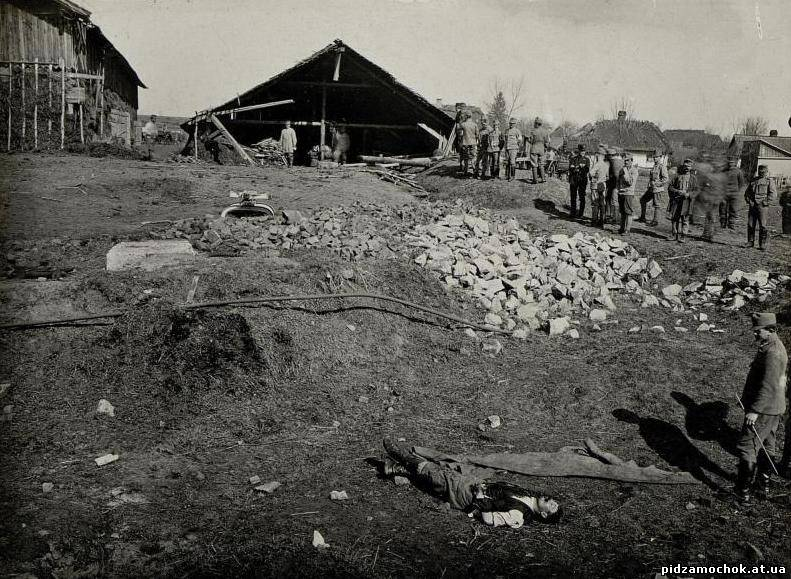
Наслідки бомбардування Бучача московитами, 1916

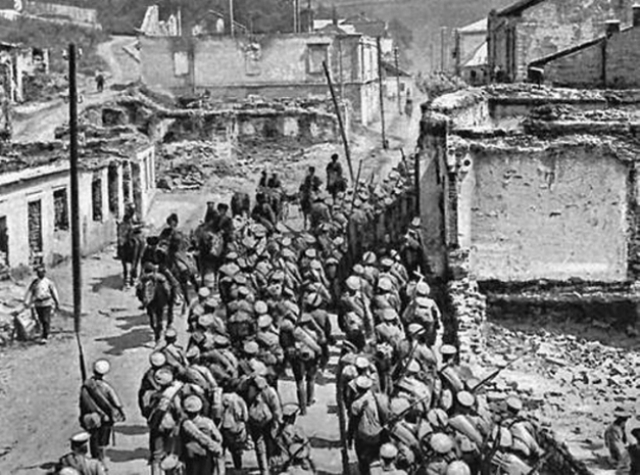
Московити вступають у зруйнований ними Бучач, 1916 рік

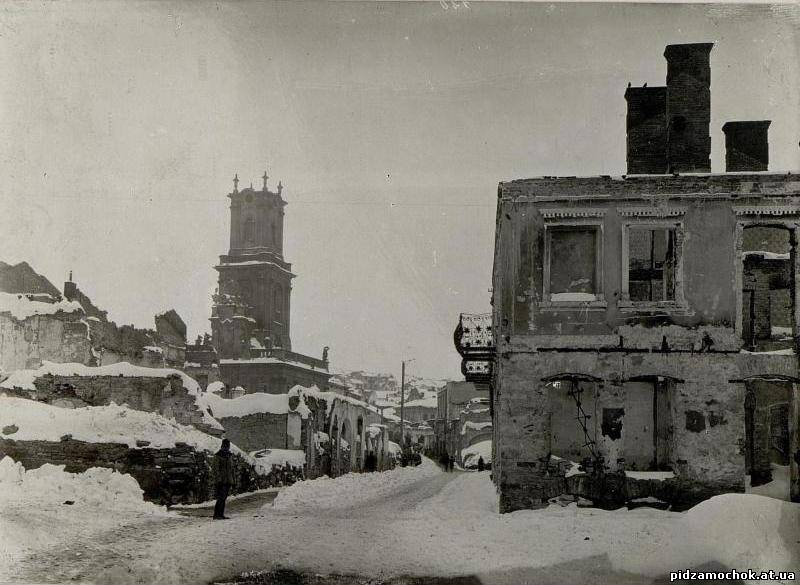
Бучач після руйнації московитами в І-шу світову

На початку Першої світової московські війська спричинили пожежу, вся середина міста і передмістя поза церкву Св. Покрови вигоріла дотла (згарища залишались до початку ІІ-ї світової) Місто (як Галич, Гусятин зокрема) було сильно зруйноване (зокрема, «врятувалась» лівобережна частина, ступінь знищення — понад 60 % спалене внаслідок дій російських окупантів як помста за ліквідацію шпигунського осередку, очолюваного москвофілом Ґецівим Знову згоріла частина міських архівів.
Під час Першої світової війни в межиріччі Серету і Стрипи проходила лінія фронту. 15 серпня 1914 року в місто вдерлася російська армія (після Лютневої революції в Росії активізувались більшовики). Російські частини стояли тут, за даними одних дослідників, безперервно до липня 1917 року до моменту, коли його знову відвоювали австро-німецькі війська. За іншими даними, московити брали місто двічі: після початку Галицької битви у серпні 1914, потім — після т. зв. Брусиловського прориву 7 червня 1916 року
У лютому 1916 року, коли велась позиційна війна, залізничну станцію та місто бомбардували під час нічних нальотів московські-російські нападники, одного разу використавши при цьому заряди із задушливими газами.
У місті якийсь час знаходився штаб 7-ї російської армії після початку наступу в 1917 році. Під час відступу росіян у ході П'ятої Галицької битви 12 липня 1917 р. Бучач залишили частини 7-ї російської армії, натомість увійшли частини армій Німеччини, Австро-Угорщини під командуванням генералів фон Ботмера, Вінклера.
В останні дня жовтня 1918 р. в місті була невелика військова залога, відділ для охорони тунелю (в основному — галичани-ополченці), відділ саперів (в основному — боснійці-ополченці), які провадили вузькоторівку до Золотого Потока. З проголошенням ЗУНР частини склали зброю. Шефом експозитури для відбудови поселень був майор Віктор Лучків. Станиця жандармерії була трохи більша, ніж у мирний час, серед них — українці (зокрема, заступник команданта Павло Кухтин із Переволоки). Останнім повітовим старостою був Юзеф Бернацький (Józef Biernacki), його заступником барон Лєвартовський (Lewartowski), посадником міста Прусак.
За москвофільство було арештовано і вивезено до Талергофу: Івана та Стефана Беріз, Івана Лісовського, Григорія Громадського, Н. Мандіровича, д-ра Володимира Могильницького з дружиною, Антіна Шведу, Н. Нагірянського, Кирила Крижанівського (помер на тиф у таборі).

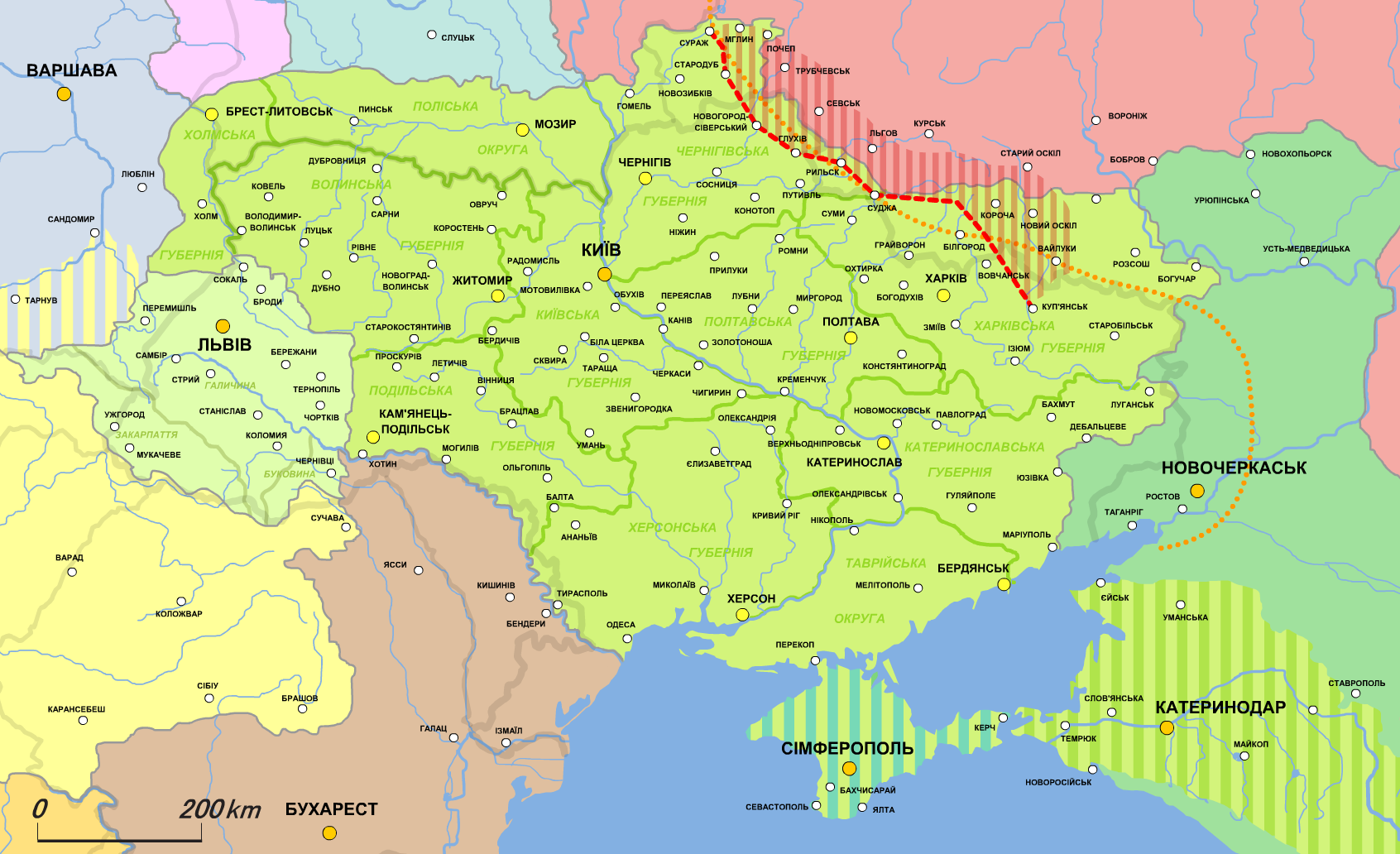
У складі ЗУНР (листопад 1918 року):
ЗУНР
Українська держава
Кримський крайовий уряд
Кубанська народна республіка
Всевелике Військо Донське
Білоруська народна республіка
Литовська республіка
Польська республіка
Австро-Угорщина
Румунське королівство
Королівство Сербія
Радянська Росія

Читальня «Просвіти» під час Першої світової війни не діяла.
Пошкодження міста внаслідок війни оцінюються як нищівні.

### Українська Державність— ЗУНР
1 листопада 1918 року українці перебрали владу в Галичині і створили Західноукраїнську Народну Республіку (офіційна назва віл 13 листопада 1918 р.). Перехід влади до українців у місті відбувся швидко (як і в Станіславі, Стрию, Коломиї, Бродах, Збаражі), спокійно. 1—2 листопада 1918 року місто увійшло до складу Української держави — ЗУНР. 2 листопада було встановлено владу Української держави в місті та повіті Бучач.
Першим міським головою (посадником) міста тоді був Рогозинський Климентій, першим державним повітовим комісаром (обраний на повітовій нараді більшістю голосів) — доктор Боцюрків Іларіон. Після виборів повітового комісара на зборах 7 листопада 1918 р. за участи 209 делегатів із 70 громад повіту представники власників великої земельної власності, пізніше — представники єврейської громади — склали заяву лояльности ЗУНР Делегатом до Української національної Ради був Остап Сіяк. Помітний вплив на життя міста того часу мала родина його пароха о. Дениса Нестайка.

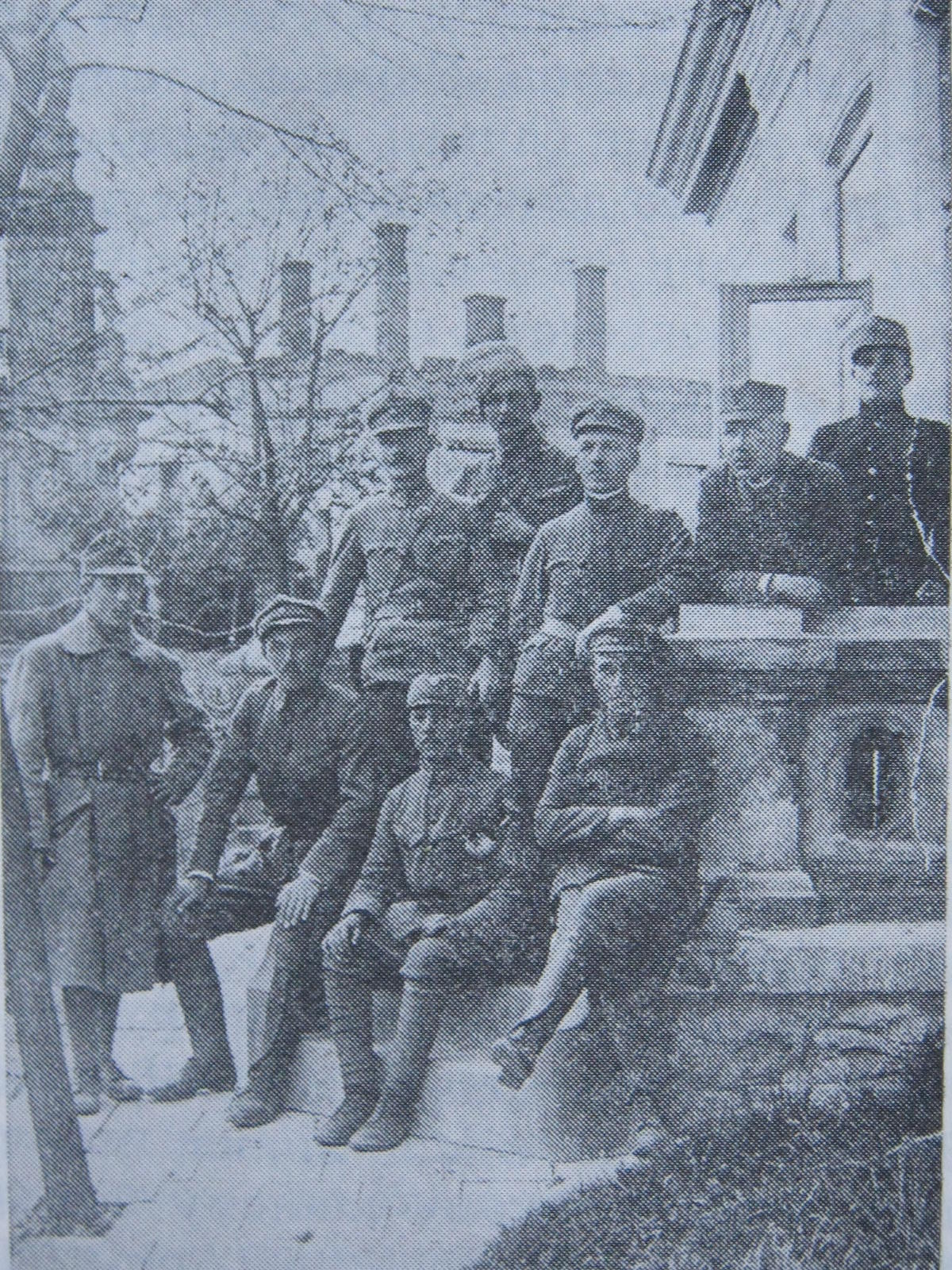
Вояки УГА в Бучачі, 1919 р.

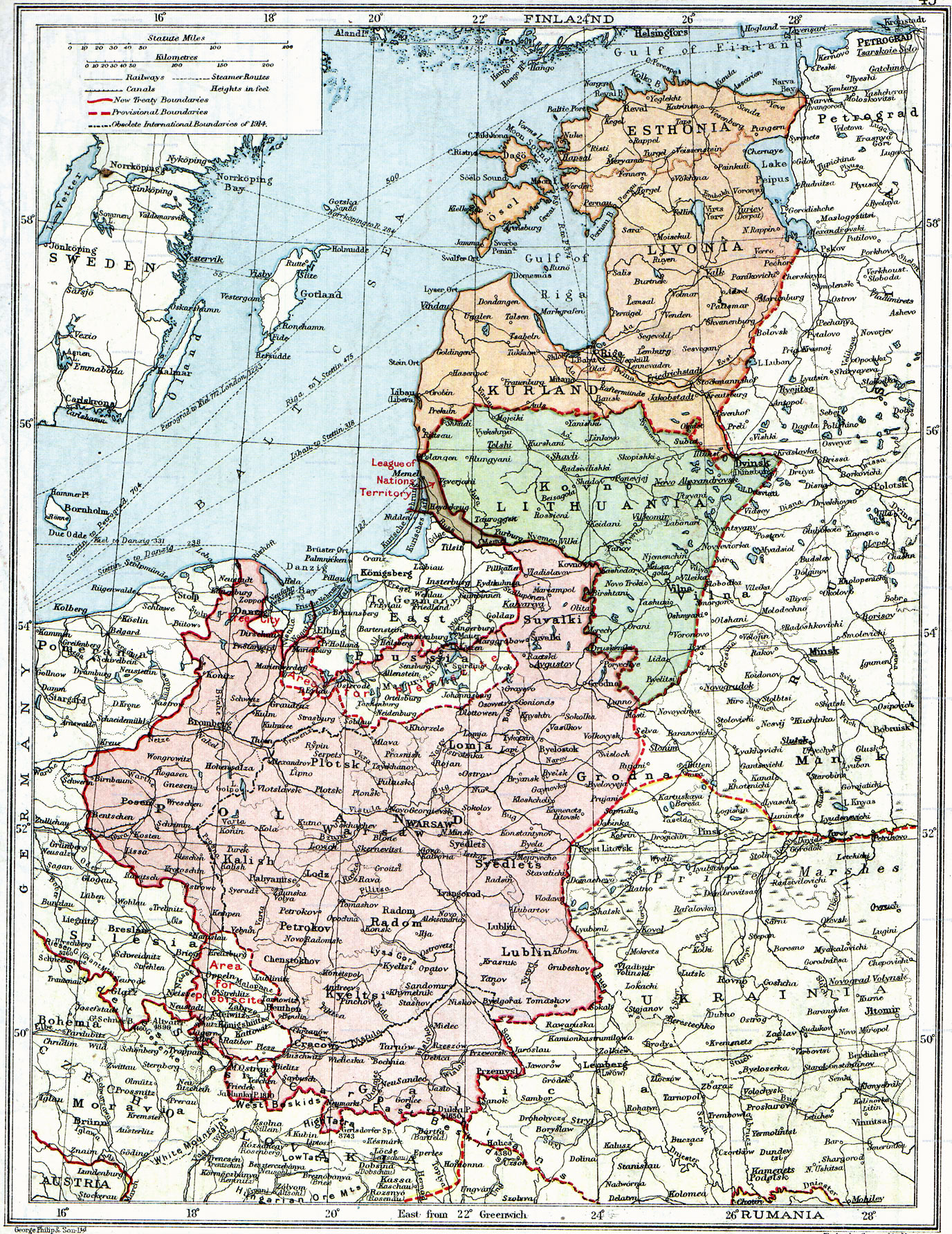
Мапа 1920 року

Тимчасові призначення ЗУНР (для повіту): майор інженер Лучків Віктор — військовий командант (невдовзі четар Михайло Босаків), хорунжий Евген Носковський — залізниця, поручник Юліян Нестайко  — жандармерія (невдовзі Павло Кухтин), Теодор Марків — начальник суду, Матитчак — скарбовий уряд, професор Василь Винар — шкільництво, Сіяк Остап — пошта.
У період Української державності діяв Український військовий клуб імені гетьмана Павла Полуботка.
У грудні 1918 р. директорія УНР заарештувала Митрополита Київського, «відомого україножера» Антонія Храповицького та єпископа Житомирського Євлогія і вислала до Бучача. Владик помістили в монастирі отців Василіян, де вони перебували до травня 1919 року.
Зі Станіславова до Бучача було евакуйовано уряд ЗУНР за допомогою збройного залізничного загону на чолі з сотником Іваном Сіяком. Травень — червень 1919 р. — в місті перебувала Начальна команда Галицької армії (двічі: вперше — під час відступу до «Трикутника смерті», вдруге — після звільнення міста від польських окупантів під час Чортківської офензиви).
25 травня 1919 р. Державний секретаріат змушено покинув Станиславів та переїхав до Бучача. 2 червня (за іншими даними, 31 травня відбулося засідання послів Української Народної Ради) 1919 р. в монастирі відбулася нарада з участю президента ЗУНР доктора Евгена Петрушевича, державних секретарів, генералів Михайла Омеляновича-Павленка і Олександра Грекова, полковника Віктора Курмановича та інших старшин УГА. Переглядали «фатальну ситуацію на фронті», вирішили використати всі можливості для оборони Галичини, в крайньому випадку — перевести УГА за Збруч.
У період ЗУНР у місті було відкрито українську гімназію (всього в ЗУНР — 20).
10 червня 1919 р. передові частини II-го Корпусу УГА підійшли до міста, куди противник перекинув резерви, виявлені летунами УГА. Важливу роль при звільненні міста відіграла артилерія УГА. 11 червня місто було визволене від польських військ. Першими увійшли в місто артилеристи сотника Степана Когута, батарейці Володимира Ґалана, які відбили сильну контратаку уланів. Безпосереднім учасником подій був отаман Степан Шухевич, який відзначав дії начальника штабу II-го Корпусу УГА Альфреда Шаманека. У ті дні добровольцями стали УГА близько 5000 мешканців міста та повіту. 19 червня 1919 р. до міста переїхала НКГА, в Бучачі почала формуватися 16-та Бучацька бриґада (комендант — отаман Антін Виметаль.
Місто було одним з орієнтирів планованого напрямку наступу армійських груп польських генералів Ю. Галлера (Сокаль — Красне — Бережани — Бучач) та Івашкевича (напрямок Самбір — Дрогобич — Стрий — Бучач) весню 1919 р. Бучач — один з опорних пунктів базування УГА (також Чортків, Заліщики) під час відступу УГА під натиском поляків наприкінці травня 1919 р. Місто входило до планованого коридору наступу УГА (під командуванням генерала М. Тарнавського; напрямок Чортків — Бучач — Станіслав — Калуш — Стрий — Лавочне) для отримання виходу до Чехословаччини.
У липні 1919 р. місто окупували польські війська.

### Бої за місто, у складіГСРР
Наприкінці липня — на початку серпня 1920 р. більшовики створили в Чорткові ударну групу для наступу на Бучач. У серпні 1920 р. в місті перебував штаб Дієвої армії УНР під командуванням генерала М. Омеляновича-Павленка. 6 серпня більшовиками було проведено гарматний обстріл міста, війська УНР опинились у небезпеці оточення, тому генерал М. Омелянович-Павленко віддав наказ покинути місто. 11 серпня при допомозі Волинської та Київської дивізій місто було звільнене від червоних. До 17 серпня бойових дій не було. 18 серпня за наказом командування війська УНР покинули місто через прорив червоними лінії фронту в районі Ходорова.
18 серпня — 15 вересня 1920 р. під владою більшовиків. Бучацький ревком (голова М. Галон) виконував декрети більшовицького Галицького революційного комітету (Галревкому), що містився в Тернополі. Каральним органом була Галицька Чрєзвичайна (Надзвичайна) Комісія (ГЧК, ГНК, так звана ГАНКА). У місті ГАНКА (чекісти) організувала показовий суд.
Від більшовиків місто 16 вересня звільнили частини Дієвої Армії УНР (Бучацький повіт визволяла середня група під командою генерала Олександра Загродського в складі 1-ї Запорізької, 2-ї Волинської, 6-ї січової дивізій група.

### У складі II Речі Посполитої
Центр Бучацького повіту.
Після закінчення першої світової війни почала діяти Версальсько-вашингтонська система. Доля ЗУНР визначилась внаслідок Паризької мирної конференції 1919—1920 рр., Варшавського договору 1920 р., Ризького миру 1921 року, Ґенуезької конференції, Конференції в Сан-Ремо та інших міжнародних договорів. 14 березня 1923 року в Парижі Рада послів великих держав — Великої Британії, Франції, Італії та Японії ухвалила рішення про визнання суверенітету Польщі над всією територією, якою вона фактично володіла, в тому числі і над Східною Галичиною (фактично ухвалила приєднати Галичину до Польщі з умовою надання їй автономії). Намагаючись змінити рішення Ради Послів, з Раймоном Пуанкаре зустрічався митрополит Андрей Шептицький, але безуспішно. Бучач, як частина ЗУНР, був анексований Польщею. Тодішній польський уряд не думав надавати Галичині автономію, посилив заходи, щоб припинити український розвиток, проводячи політику полонізації.
1921 р. значна частина міста (центр, найближчі вулички), спалена в перших роках I-ї світової, була в руїнах.

1922 р., за почином учнів та учениць-семінаристок створено бібліотеку (містилась у найбільшій із кімнат банку «Праця». Після війни 1918—1919 років, незважаючи на тиск влади, відновлюють роботу українські громадські організації «Просвіта», «Пласт», «Сільський господар», «Рідна школа», «Сокіл»; члени повітових філій товариств «Просвіта» та москвофільського «Общества ім. Качковського» утворюють «Українське міщанське братство» (УМБ), яке діяло на основі статуту «Просвіти» (1923 р.): у 1923—1924 роках було збудовано будинок УМБ, засновано бібліотеку товариства «Просвіта», 1924 року — повітову учительську бібліотеку. 24 серпня 1924 р. відбулись установчі збори «Повітового Союзу кооператив» (ПСК) (головою Надзірної (тепер спостережної) Ради було обрано пароха Бучача о. Дениса Нестайка, після нього був о. Іван Галібей; директорами були доктор Роман Слюзар, Сильвестр Вінницький. 1924—1925 рр. — зводиться будинок дитячої захоронки (садка) під опікою монахинь СС. Служебниць Станиславівської єпархії УГКЦ (теперішня районна поліклініка). Педагог, музикант Софія Ілевич відкрила в місті музичну школу на початку 1920-х років. 1927 р. в місті відкрив адвокатську канцелярію доктор Гринів Василь.

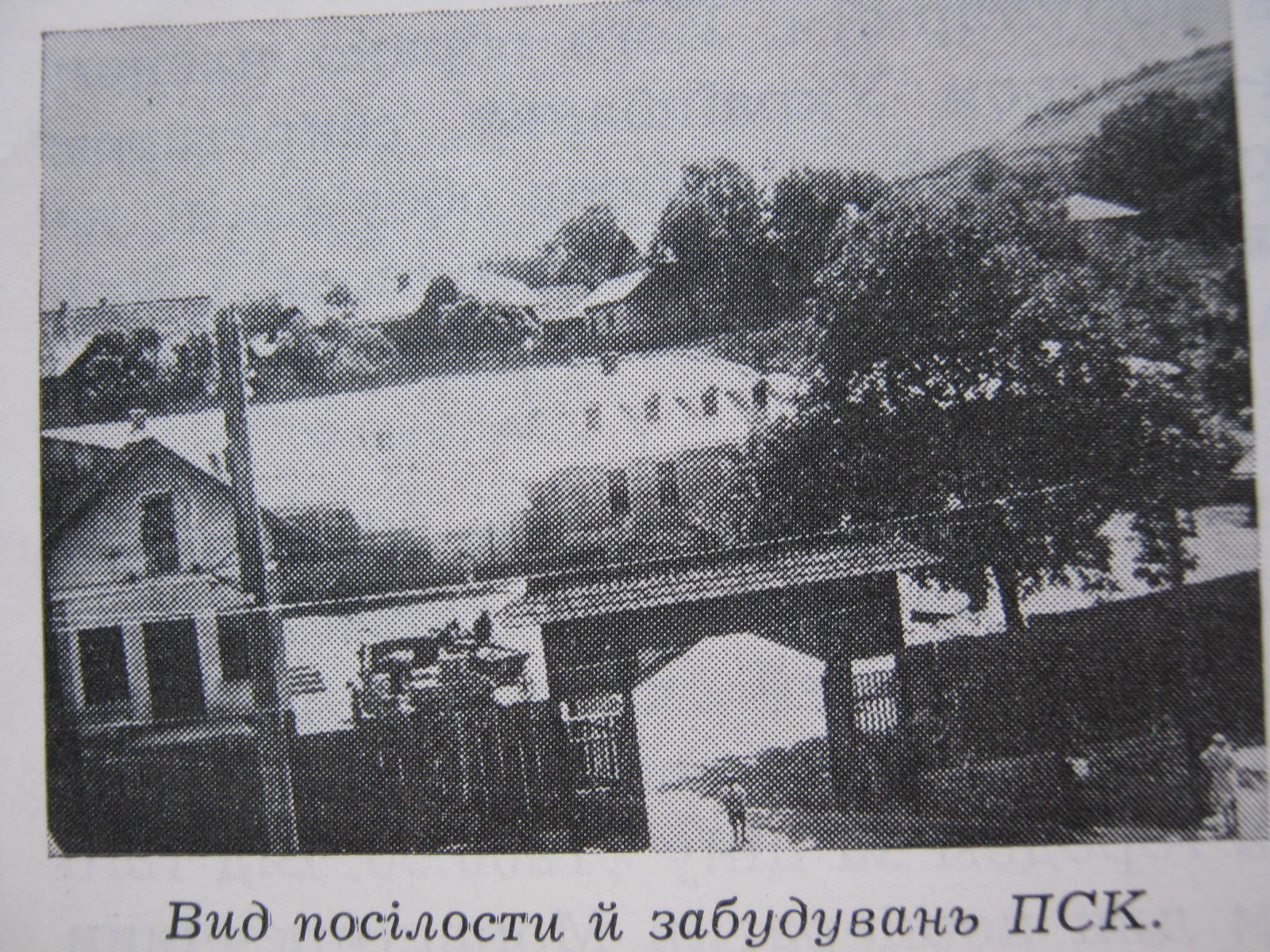
Забудова Повітового Союзу Кооператив

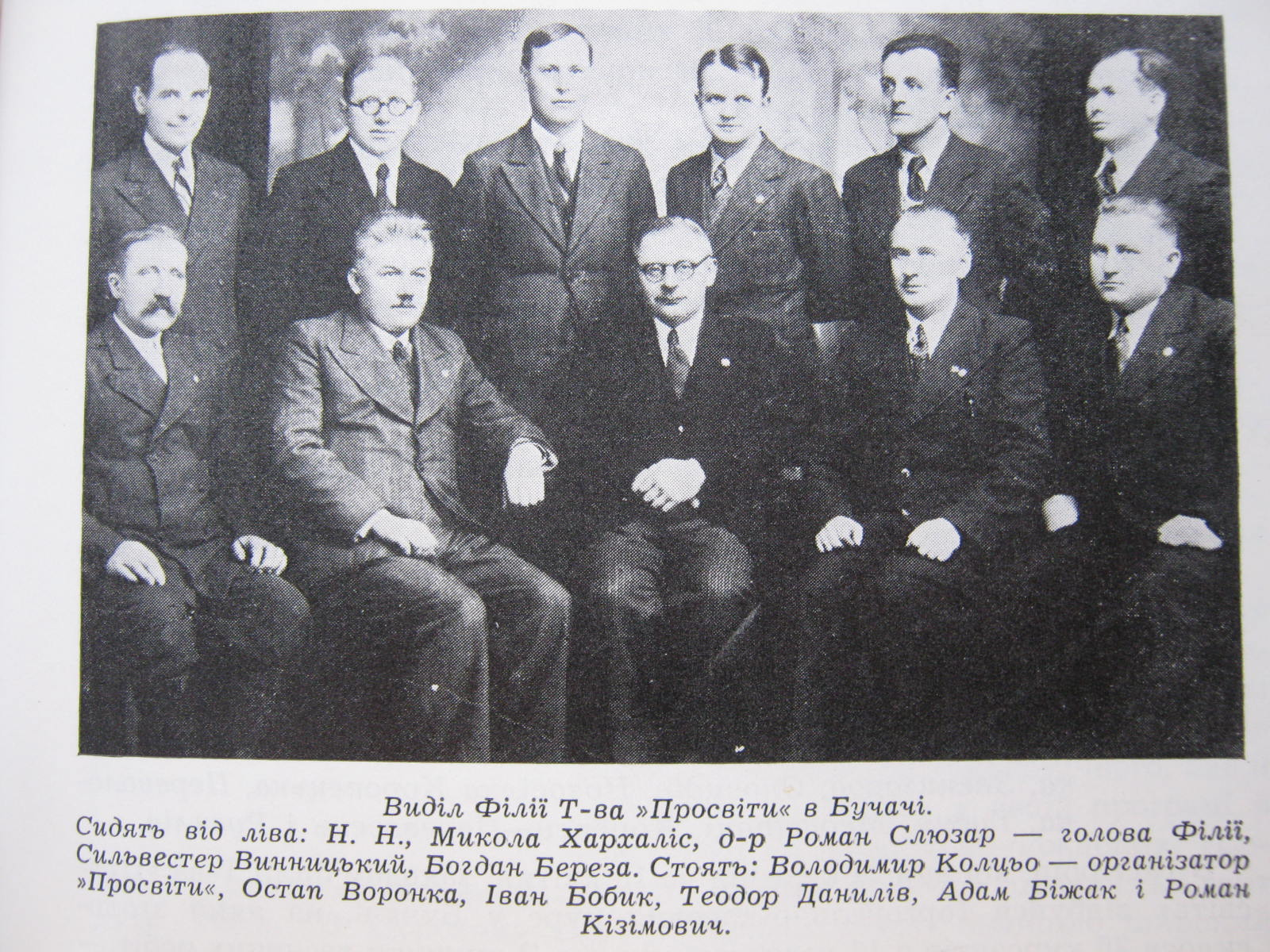
Діячі «Просвіти» Бучача, повіту

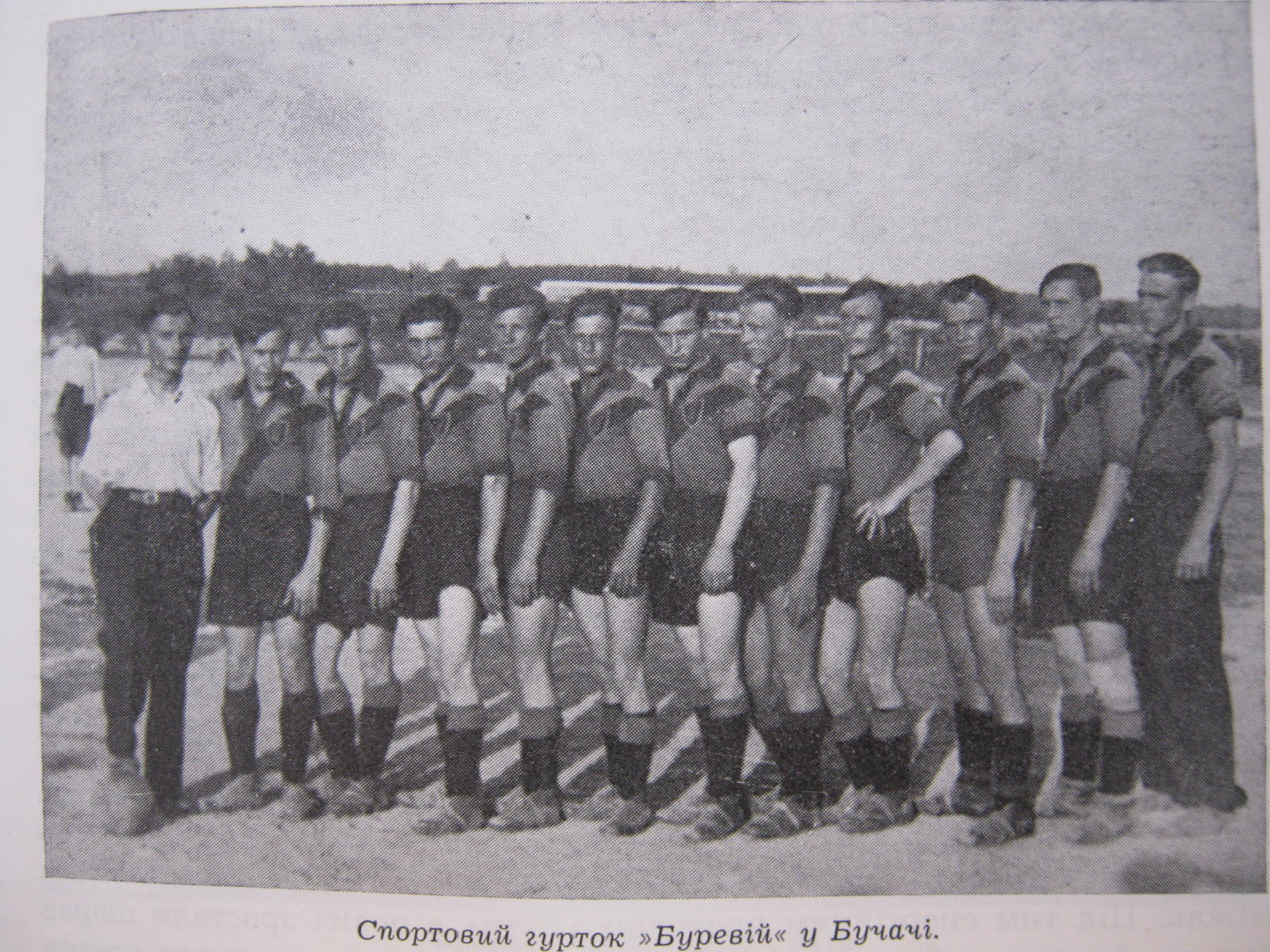
Команда «Буревій»

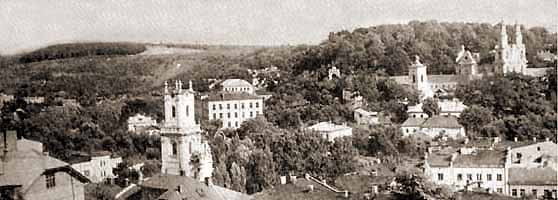
Старий Бучач

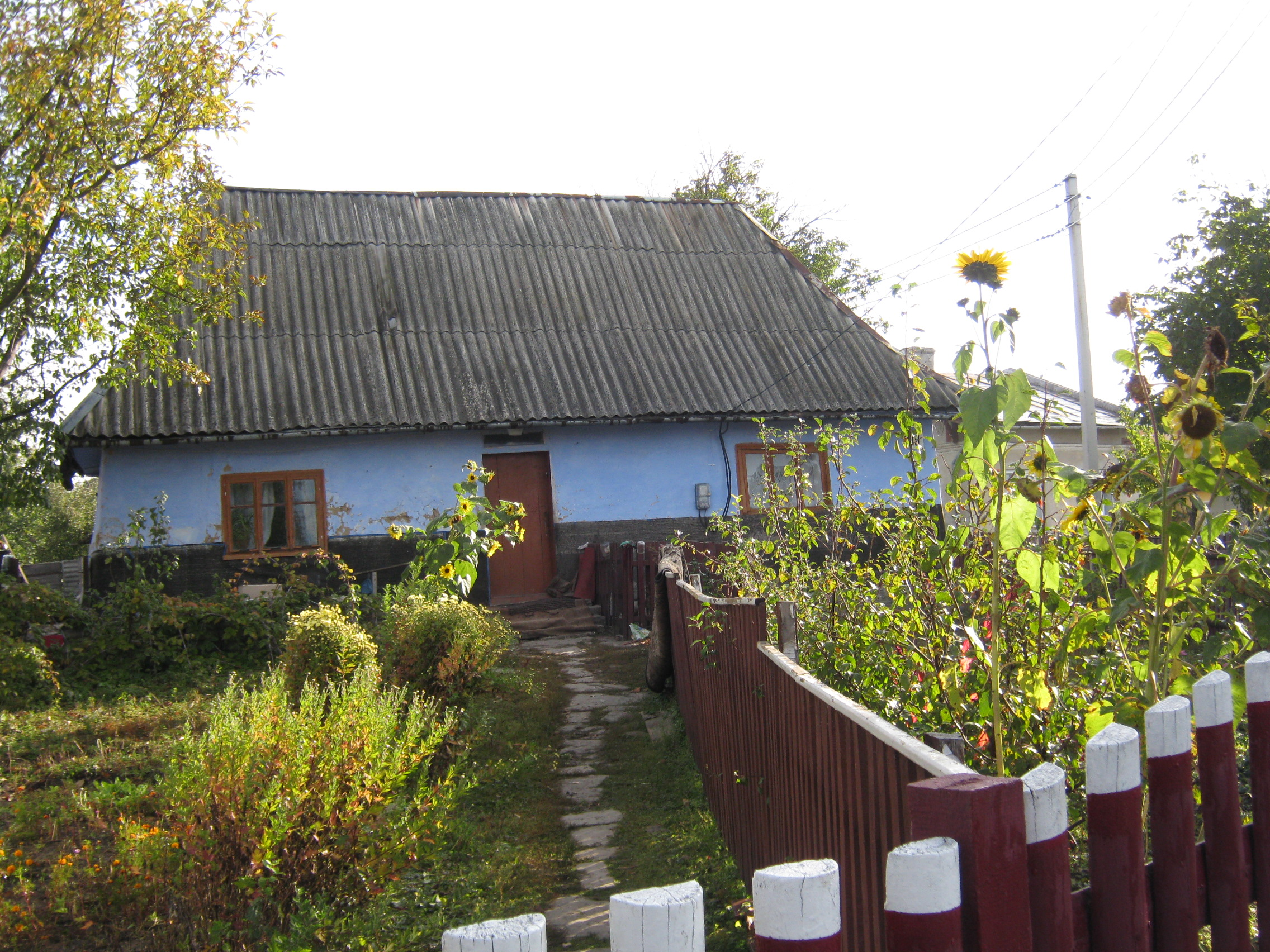
Стара хатина. Бучач-Нагірянка

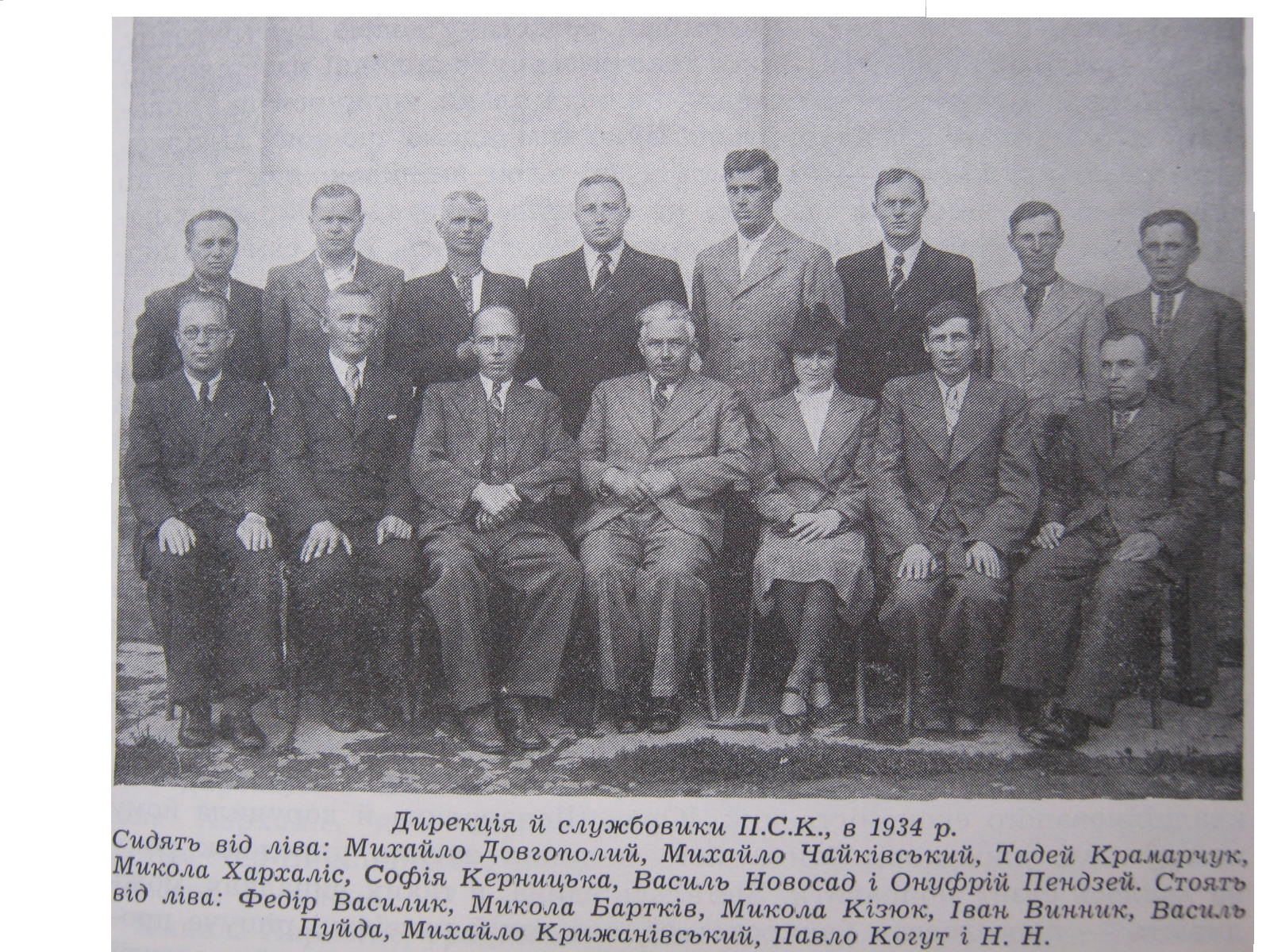
Керівництво Повітового Союзу Кооператив

Незважаючи на утиски українського населення зі сторони польської окупаційної адміністрації, вона докладала певних зусиль для збереження, відновлення обличчя міста.
Автобусне сполучення діяло у 1920-х роках. Від залізничного вокзалу до центру міста можна було доїхати кінним екіпажем (вартістю від 2 до 3 злотих), авто чи автобусом.
На початку 1920-х у місті перебував ординарій Кам'янець-подільської дієцезії РКЦ біскуп Пйотр Маньковський (*1866—†1933, заснував у місті Малу духовну семінарію). До 1930-го діяла дівоча семінарія, яку закрили через брак коштів.
У 1930-х роках дідич Артур граф Потоцький (1893—1974, президент (голова) Ради Бучацького повіту) залучав археологів, простих міщан до розкопок замкових підземель, нічого особливо цінного не знайшов.
У 1920—1930-х роках на місці ґуральні, заснованої М. В. Потоцьким, за сприянням дідича міста — графа Артура Марії Потоцького — діяла модернізована ґуральня, де працювали 4 робітників.
16 жовтня 1930 року у місті відбулась «пацифікація українців», зокрема, знищили Повітовий Союз Кооператив.
1 квітня 1934 р. територія міста розширена шляхом вилучення зі складу села Нагірянка присілку Гавронець і включення його до міста.
Перед I-ю світовою в місті діяли наступні Марійські Дружини (надалі М. Д.):
- М. Д. Пань — канонічно ериґована, аґреґована до Риму у 1932 р., мала 27 членок, провідник о. М. Р.
- М. Д. дівчат-міщанок — членок 75, провідник о Висаріон Бородайко ЧСВВ
- М. Д. учнів при інституті ОО. Василіян, членів 54, провідник о. Й. Маркевич ЧСВВ
- М. Д. учнів державної ґімназії, членів 40, провідник о. Іван Терешкун
- М. Д. учениць державної ґімназії, членок 29, провідник о. Іван Терешкун
- М. Д. ремісників, членів 33, провідник о. М. Ґрень ЧСВВ[273].

Переписи:
- 1921 р.: всього — 7517 осіб, разом із приміськими селами Нагірянкою і Підзамочком — 12309; 847 будинків[196]; євреї — 51,3 %.
- 1931 р. в місті 1110 мешкальних домів.
- 1939 р.: 2400 (21,6 %) українців, 3550 (32,0 %) поляків, 5150 (46,4 %) євреїв[196].

За цей час було зведено будинки:
- Українського Міщанського Братства (1923—1924)
- «Каси хворих», до якого після І-ї світової перенесли Повітове староство і скарбовий уряд[225].

Брак приватного капіталу та податкова політика уряду РП унеможливлювали справжній розвиток промислу і торгівлі. Місто підупадало надалі (аж до 1939 року), не вважалось торговим.

### «Перші совіти»
У вересні 1939 р. Галичину легко окупували радянські (зважаючи на тільки спорадичний збройний опір польського війська) та нацистські війська. Зокрема, після вторгнення 17 вересня кам'янецька «оперативна група» (команд. І. Тюлєнєв) отримала наказ до кінця дня через Чортків вийти до Станиславова. Через погану організацію наказ не виконали (зокрема, дії 25-го танкового корпусу), тільки вдосвіта 18 вересня танки з Чорткова пішли на Бучач, куди також скерували групу військових інженерів та гідрогеологів. Штаб армії червоних отримав вістку про руйнування моста в Бучачі. На аеродромах довкола міста поляки залишили літаки, знявши апаратуру, і 26 таких винищувачів та бомбардувальників захопили червоні
18 вересня 1939 р. в місто прийшов тоталітарний сталінський режим. 13 квітня 1940 року з Бучача вивезли 46 родин (128 осіб).
Прихід нової влади був по різному зустрінутий представниками як етнічних громад Бучача (української, єврейської, польської), так і різних соціальних прошарків — інформовані жителі знали про Голодомор, репресії 1937—1939 років. На жаль, для нової влади чільні представники української громади міста становили «буржуазно-націоналістичну» загрозу, були «занадто інтелігентними та свідомими», тому їх переслідування не забарилось (зокрема, у квітні 1940 року з двірця (залізничної станції) Бучача до Казахстану виїхало 28 товарняків із 694 особами), а закінчилось воно жахливою різнею перед відступом більшовиків із Бучача. Тільки 1989 року рештки 148 бучачан, знайдених у підвалі церкви Св. Покрови, були поховані в спільну могилу біля церкви Св. Покрови.
Поляки — мешканці Бучача — створили підпільну організацію для боротьби з більшовиками, керівником була донька торговця Антонія Красовського Яніна (налічувала 50 осіб). 14 квітня 1940 р. Я. Красовська була арештована НКВД, під час процесу над воєводською організацією була засуджена до страти. Ймовірно, діяли в організації брати Евґеніюш та Єжи Осотовичі.
За нової влади почала виходити районна газета «За нове життя», на базі майстерні створили ливарно-механічний завод, відкрили зооветеринарний технікум (переведений із Язловця).
Під час відступу більшовиками було знищено та спалено міський архів.

### Гітлерівська окупація

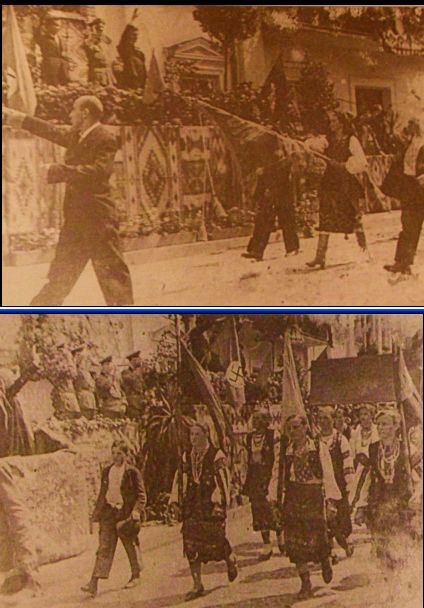
Святкування Акту відновлення Української Держави, 1941

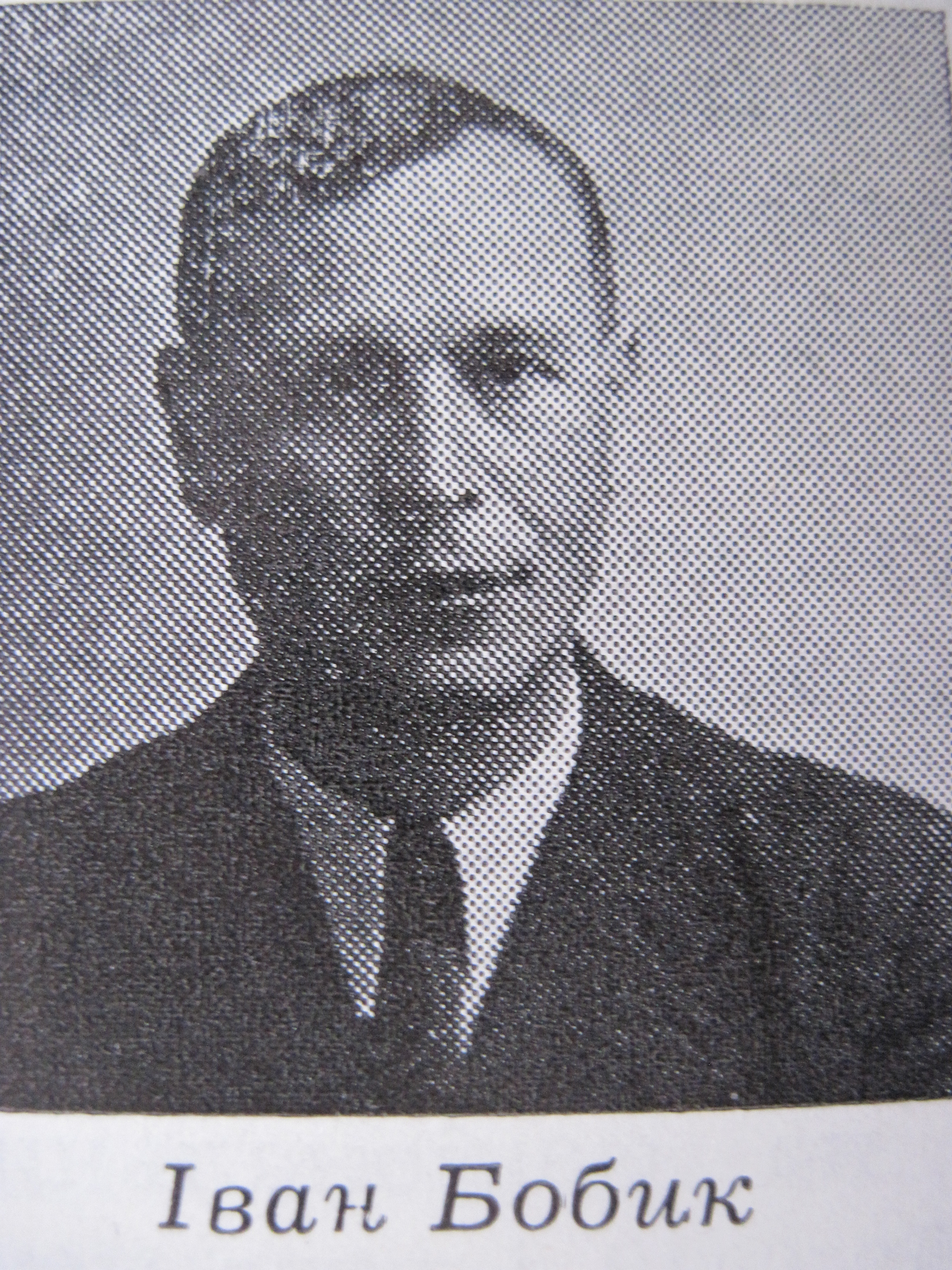
Староста Іван Бобик

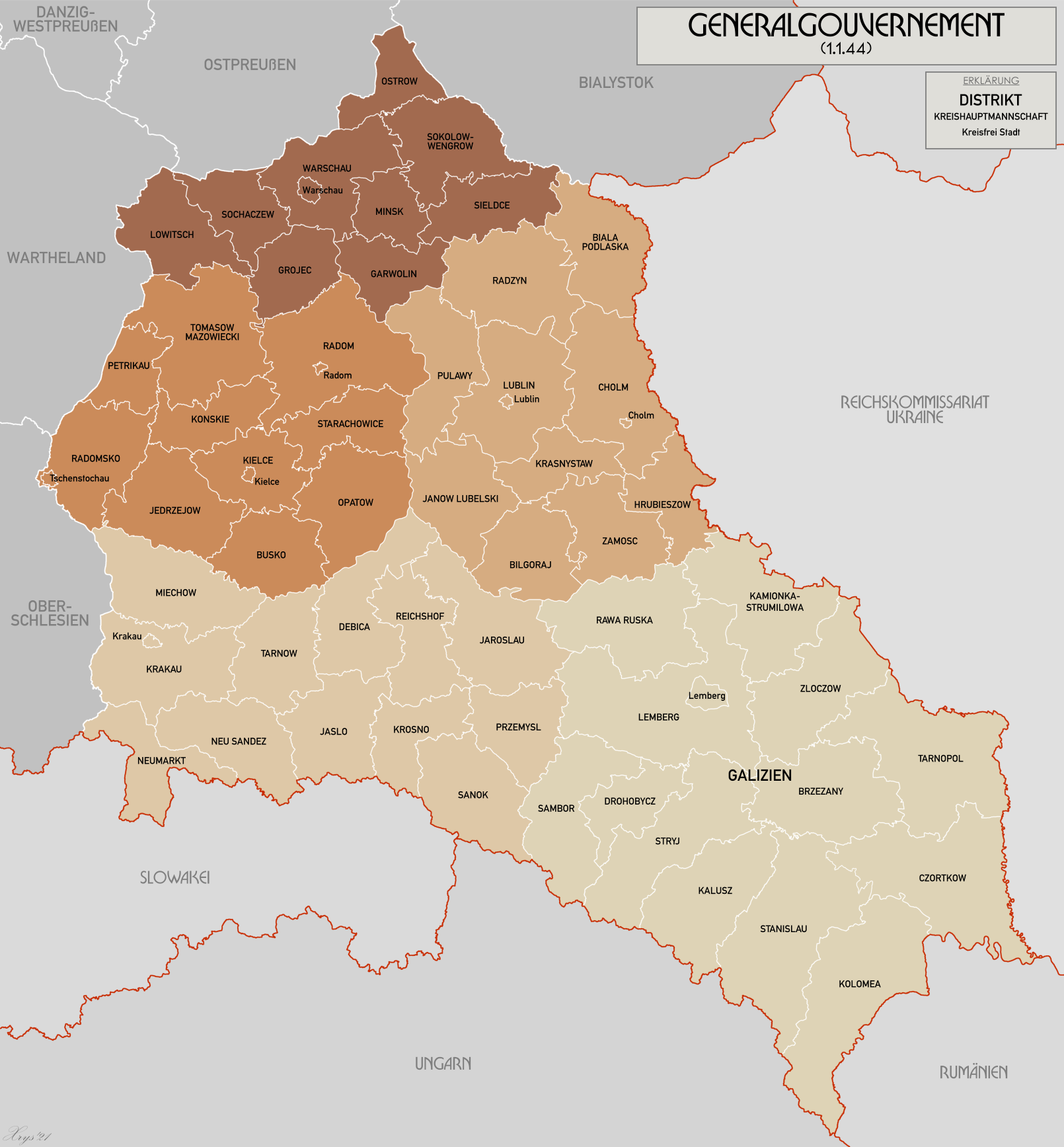
Повіти Дистрикту Галичина на мапі Генерал-губернаторства Польща

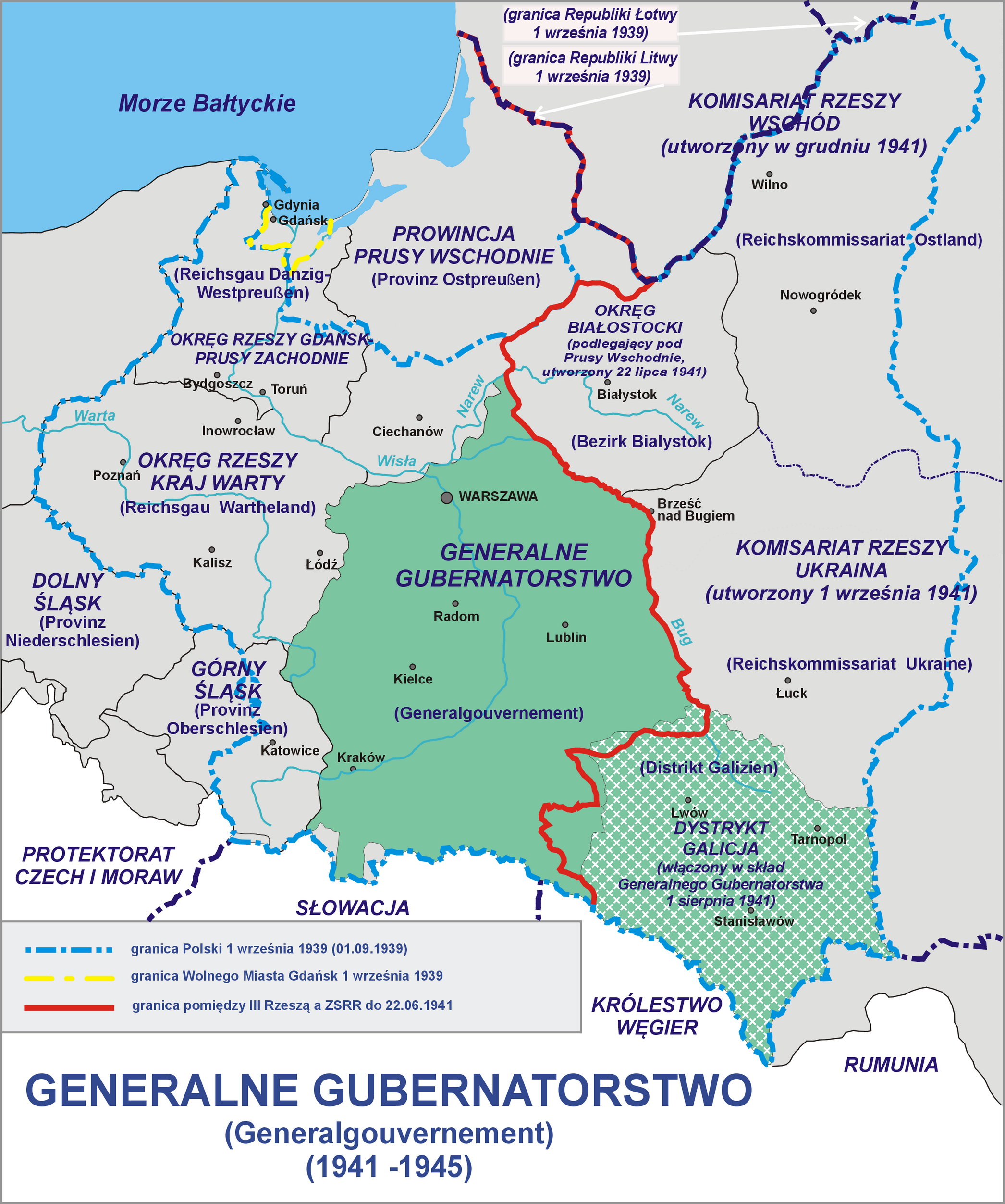
Ґенеральна губернія, Дистрикт Галичина, Райхскомісаріат Україна у 1941—1945 рр.

Аерофотосвілину повоєнного міста дивіться в Ізраїльській вікі.
5 або 7 липня 1941 р. Бучач зайняли війська вермахту. Проведений нашвидкуруч перепис встановив: в місті проживали понад 8000 євреїв, трохи більше 3600 українців, 3500 поляків. Спочатку Бучач увійшов до окружного староства (крайсгауптманшафту) Бережани, а згодом — Чортків (нім. Kreishauptmannschaft  Tschortkau). Крайсгауптмани: Ґерхард Літтшваґер, Ганс Куят. Грошовою одиницею з 18 вересня 1941 року замість рубля (карбованця) став злотий.
20 липня 1941 року відбулось громадське зібрання, на якому прийняли резолюцію, в якій проголошувалось відновлення Української Держави і підтверджувалось, що організаційні заходи щодо створення Тернопільської округи має здійснювати Провід округи під керівництвом Василя Охримовича, а Бучач мав стати центром одного з повітів
З 1 березня 1943 року ляндкомісаром Бучача був нім. Verwaltungsobersekretär Вальтер Гофер. 1 липня 1943 року було утворено «Ляндкомісаріат Бучач» (нім. Landkommissariate Buczacz).
Перше повідомлення влади для єврейської громади було у липні чи серпні 1941 р.: 800 молодих чоловіків віком 18—50 років зібрали під загрозою кари смерти біля великої синагоги під претекстом висилки на роботу. Однак вони були ув'язнені в бучацькій тюрмі, а наступного ранку розстріляні. Частина молодих робітників була переведена до концтабору у Великих Бірках, звідки ніхто не повернувся
Гітлерівці знищили близько 7500 жителів міста і району, переважно євреїв. Молодих людей примусово вивозили на роботу до Німеччини. Під час Другої світової війни колію залізниці у напрямку до Станіславова було зруйновано, пізніше — розібрано, не відновлено по цей час (місцями залишилися насипи — «штрики»).
Восени 1942 р. нацисти утворили «ґетто» та окремий табір біля вулиці Підгаєцької; число євреїв доходило до 15 000 осіб. 17 жовтня 1942 р. гітлерівці розпочали першу масштабну «Акцію» в Бучачі. Німецька поліція порядку та, під примусом, українська поліція нападали на єврейські домівки і насильно конвоювали мешканців на міську площу; деякі євреї ховались у підвалах та бункерах, тож почалися ретельні обшуки. Більшість бункерів були добре замасковані, гітлерівці розбирали будинки та руйнували фундаменти, сподіваючись знайти захованих. Багато спромоглися втекти з площі, де їх зібрали перед відправкою, близько 200 було вбито при спробі втечі. Того дня було заарештовано 1600 осіб, яких потім відправили на залізничну станцію для транспортування в запечатаних товарних вагонах у табір смерті в Берґен-Бельзен. 30 листопада 1942 р. була ще одна «акція» (знищено 1800 осіб). Місто було визначене гітлерівцями як «Judenfrei» у квітні-травні 1943 р. (жоден єврей, під загрозою негайного розстрілу, не мав права перебувати) Залишились живими близько 50 осіб. У червні 1943 р. місто проголошене «Юденрайн» (вільне від євреїв), залишки яких примусово вивезли ніби до Копичинець, розстріляні в околиці Товстого.
25 березня 1944 року був затверджений план фельдмаршала Е. Манштайна щодо прориву оточених німецьких сил у західному напрямку через територію Тернопільщини, відповідно до якого прорив оточеної 1-ї танкової армії повинен був забезпечити зустрічний удар 2-го танкового корпусу СС (9-та танкова дивізія СС «Гогенштауфен» і 10-та танкова дивізія СС «Фрундсберг», 100-та легкопіхотна, 367-ма піхотна дивізія Вермахту) в районі Підгайці — Бучач.
25 березня 1944 року нацисти покинули місто, натомість увійшли червоні. Однак 6 квітня вояки Вермахту, одні з яких проривались із котла поблизу Кам'янця (зокрема, 254 дивізія генерала Тільманна), інші наступали з боку Монастириська (дивізії «Адольф Гітлер», «Ґроссдойчлянд»), повернули контроль над містом. Невдовзі зі сходу утворився фронт, місто та околиці часто бомбили літаки червоних Виведення оточених німецьких військ за р. Стрипу у районі Бучача тривало з 6 по 18 квітня.
Червоні літаки робили нічні прольоти над містом та околицями, підсвічуючи собі прожекторами, і бомблячи у випадку виявлення цілі (що бувало нечасто, зокрема, 1 травня 1944 року).
Опустілий Бучач, за одними даними, 15, за іншими 21 липня взяли червоні.
У цей час також:
- діяв місцевий осередок Українського учительського об'днання праці (УУОП), який опікувався вчительською семінарією і торговельною школою[283]
- виходила газета «Бучацькі вісті»[299].
- діяв відділок Армії Крайової у Бучачі (садиба спочатку в Монастириськах, командант — Станіслав Ігнатович, пс. Старий, Стахура, уродженець с. Збиднюв, пов. Тарнобжег, проживав у доньки в Березівці, посмертно нагороджений Срібним хрестом заслуги з мечами еміграційним урядом Польщі в Лондоні; за припущенням Зб. Жиромського, вбитий упівцями[300]; з 1 січня 1945 року садиба у Бучачі, командант Міхал Горват пол. Michał Horvath, арештований НКВС 30 січня 1945, отримав 15 років, вийшов з ув'язнення в 1956 році, виїхав до Польщі[301])
- створений Юденрат на чолі з Менделем Райхом невдовзі розпустили через недостатню співпрацю з нацистами[302].

### «Другі совіти»

#### Репресовані

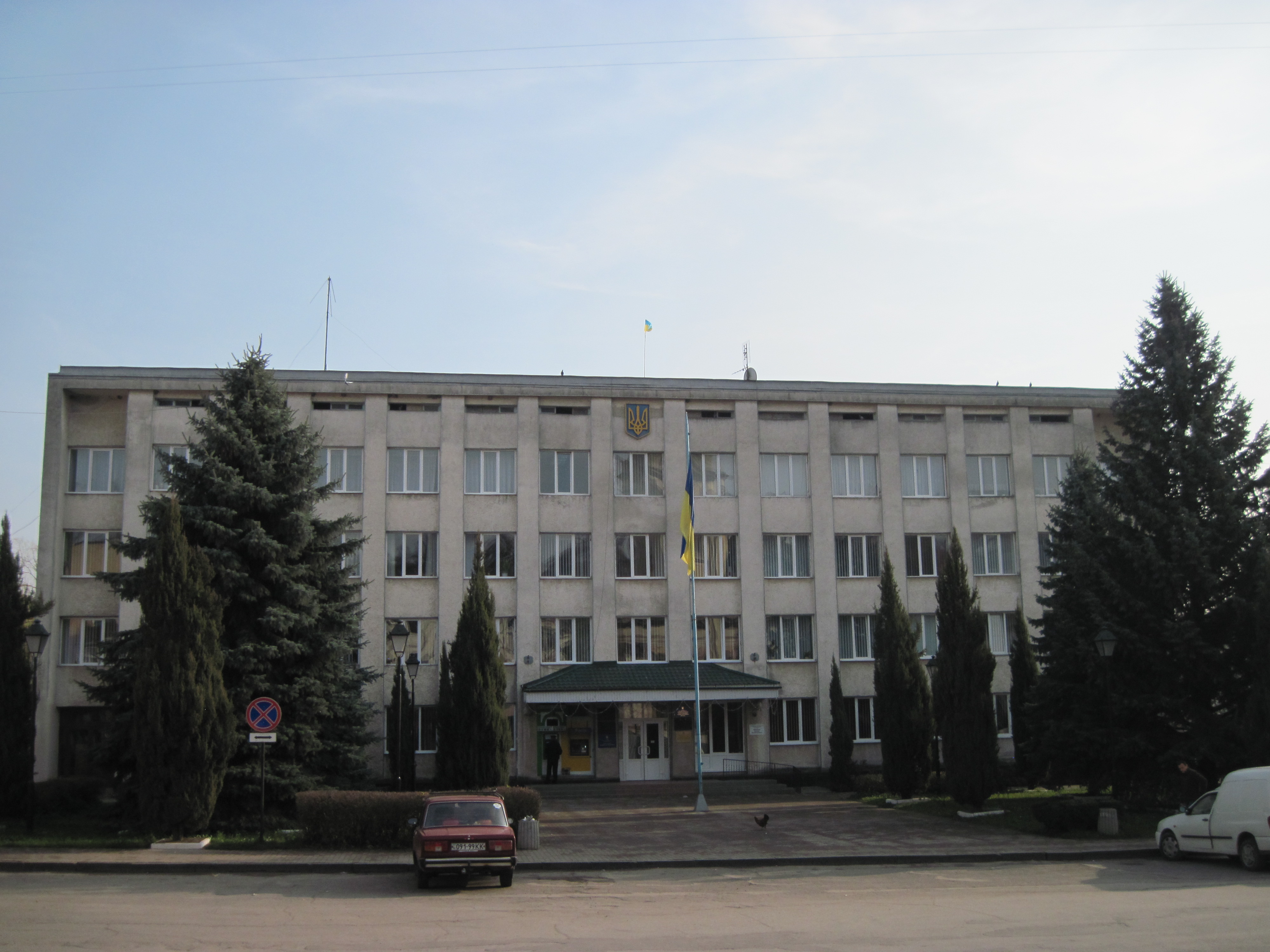
Будівля райдержадміністрації, осінь 2013 року (аналогічний до будівлі Любомля

Червона Армія зайняла місто в результаті успішного проведення Проскурівсько-Чернівецької операції (в рамках Дніпровсько-Карпатської операції) наприкінці березня 1941. Однак оточене військами 1-го Українському фронту до 28 березня угруповання нацистів з району Кам'янець-Подільського почало пробиватися в напрямі на Бучач. Водночас із району міста три піхотні і дві танкові дивізії гітлерівців завдали сильного контрудару, щоб деблокувати свої війська. 5 квітня 1-й танковій армії вермахту вдалося з'єднатися зі своїми військами, а 17 квітня війська 1-го Українського фронту за наказом Ставки перейшли до оборони. У результаті Бучач знову опинився під контролем Райху.
Остаточно червоні захопили місто 21 липня 1944 року, яке знову стало районним центром УРСР На верху Федір-гори, біля старого цвинтаря, 1984 року відкрили меморіал на місці поховання радянських вояків (скульптор Є. Карпов, архітектор О. Зайцев). Боротьбу проти гітлерівських окупантів вели ОУН та підрозділи УПА. За 100 м за корпусом СПТУ височить символічна могила-курган, насипана 1992 року в пам'ять полеглих за волю України членів ОУН, вояків УПА.
1945 р. заборонено Богослужіння в костелі Внебовзяття Пресвятої Діви Марії, храм перетворений на склад
1947 р. в місті проживали 3288 осіб.
Одним зі «звичаїв» в роботі місцевого НКВД було залишати тіла вбитих біля стіни власної будівлі на кілька діб. Родичі загиблих боялись чи остерігались підійти, бо могли отримати ло 25 років тюрми чи таборів. Тіла потім вивозили, зокрема, на міський цвинтар на Федір-горі, де їх іноді їли собаки. Зокрема, так сталось із загиблим повстанцем Дмитром Тичишиним (псевдо «Меч»), тіло якого 3 доби лежало біля «управи», після вивезення його на цвинтар собаки відгризли голову.
Після війни старе місто було частково відбудоване; розширено територію (за рахунок передмість), житловий, промисловий потенціал. Тоталітарний режим і надалі проводив «зачищення» міста від «буржуазно-націоналістичного елементу»: потрапляли в тюрми, табори та на спецпоселення представники довоєнних інтелігенції, підприємців; іноді повторно, після повернення до Бучача (родини Берез, Крушельницьких та ін.). З храмів діяла тільки Миколаївська церква, примусово переведена до РПЦ. Підпільну службу вів о. Ярослав Богатюк. Костел, монастир оо. Василіян, церква св. Покрови використовувались не за призначенням (в них знаходились склади, музеї), було частково зруйновано придорожні статуї роботи Й.-Ґ. Пінзеля. На жаль, почали приживатись безбожництво, лихослів'я, пияцтво та інші неодмінні атрибути більшовицького способу життя, в приміщенні колишнього відділку НКВД облаштували кафе «Золота рибка».
1947 р. організовано автошколу, 1950 р. — школу механізації сільського господарства (тепер СПТУ № 26). 1951—1980 рр. діяла обласна школа майстрів сільського господарства У 1952 р. в приміщенні колишнього млина дідичів Потоцьких почала працювати ГЕС «на Топольках» (працювала до 1972 р.), Невдовзі ГЕС «на Топольках» включили до новоствореного Бучацького РЕМу, з якого розпочалась електрифікація всієї області. Зокрема, електрифікація Бучацького і Монастириського районів проводилась підрядним способом від ТЕЦ Бучацької цукроварні. За якийсь час побудували першу лінію електропередач Бучач-Монастириськ із найвищою на той час в області напругою 35 кВ.
1955—1958 рр. на західній околиці міста побудовано цукровий завод, біля нього — селище цукровиків і середню школу. 1958 р. початок регулярних автобусних рейсів на Львів, Тернопіль і Чортків, міське сполучення.
30 квітня 1965 року село Нагірянка приєднане до міста.
29 жовтня — 5 листопада 1966 р. в Бучачі на реконструйованому стадіоні «Колос» проходив фінальний раунд змагань ЦР ДСТ «Колгоспник» (тепер «Колос»). Бучацький «Колос» став срібним призером, поступившись команді м. Севастополь.
На східній околиці міста, біля Трибухівців, в 1970-х зведене навчальне містечко радгосп-технікуму; Бучацький коледж Подільського ДАТУ, створений на його базі 1999 року, — один із найбільших навчальних закладів України цього профілю. 30 грудня 1982 р. — початок діяльності Бучацького історико-краєзнавчого музею.
1965 р. на місці старого спортмайданчику на г. Федір, де відбувся перший футбольний матч у місті, було збудовано стадіон «Колос». З 4 по 12 жовтня на стадіоні відбулись ігри фінальної частини першості СССР за Кубок «Золотий колос» серед сільських футбольних колективів. 1966—1973 роки: футбольна команда «Колос» Бучач — багаторазовий чемпіон області з футболу, чемпіон України та СССР серед сільських команд, 3-разовий володар «Кубка „Золотий колос“».
У місті відбувались зйомки фільму «Дума про Ковпака».

### Період незалежної України

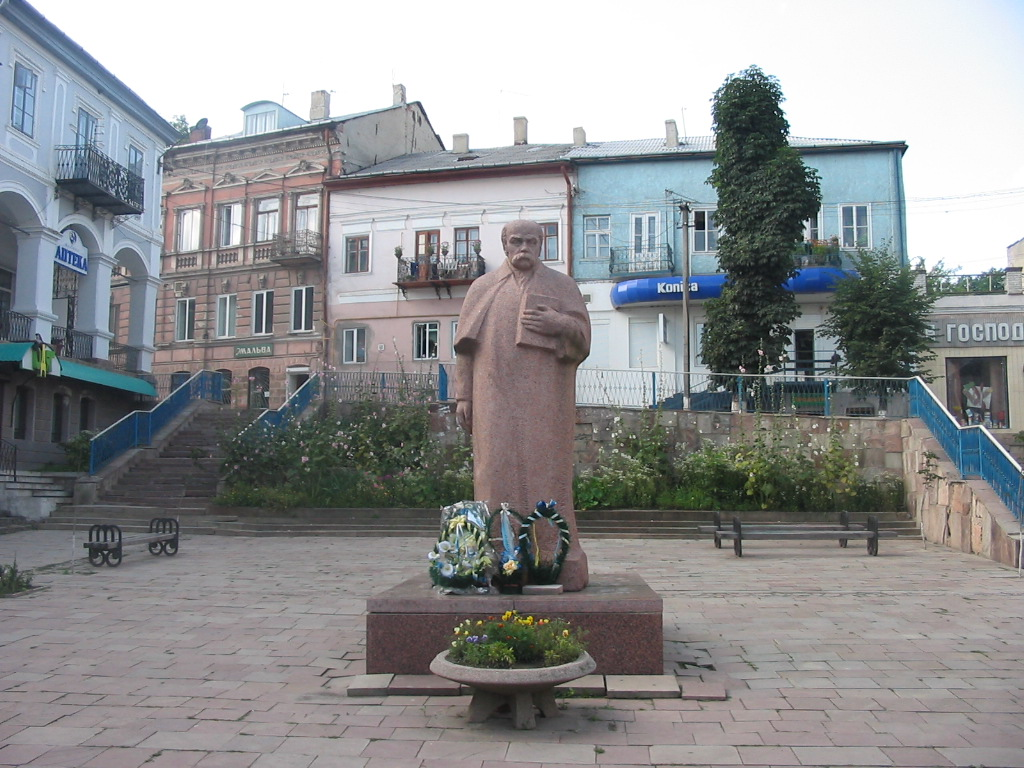
Пам'ятник Тарасові Шевченку, до 2015
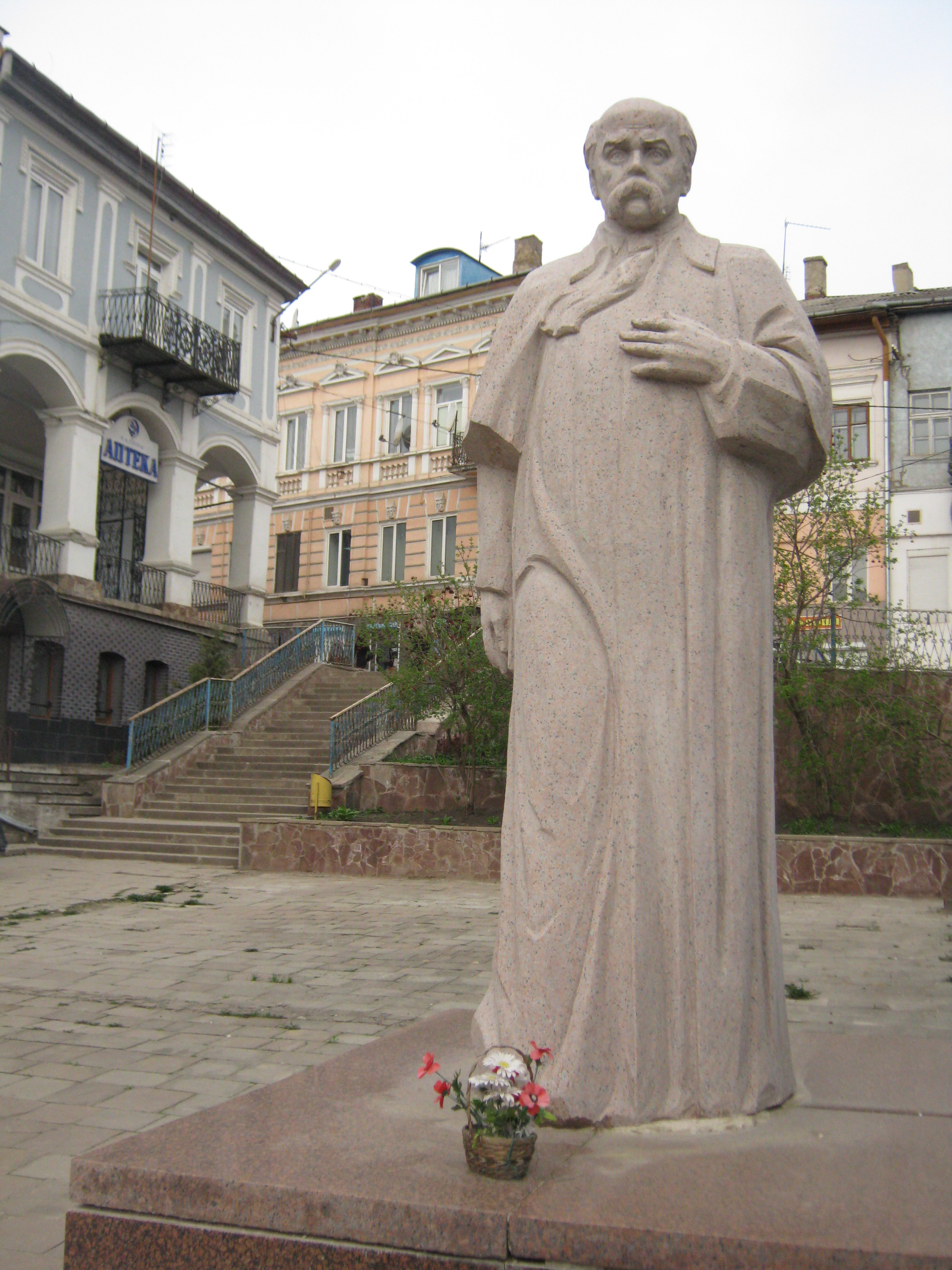
Пам'ятник Тарасові Шевченку після реконструкції, 2016
Пам'ятник Степанові Бандері
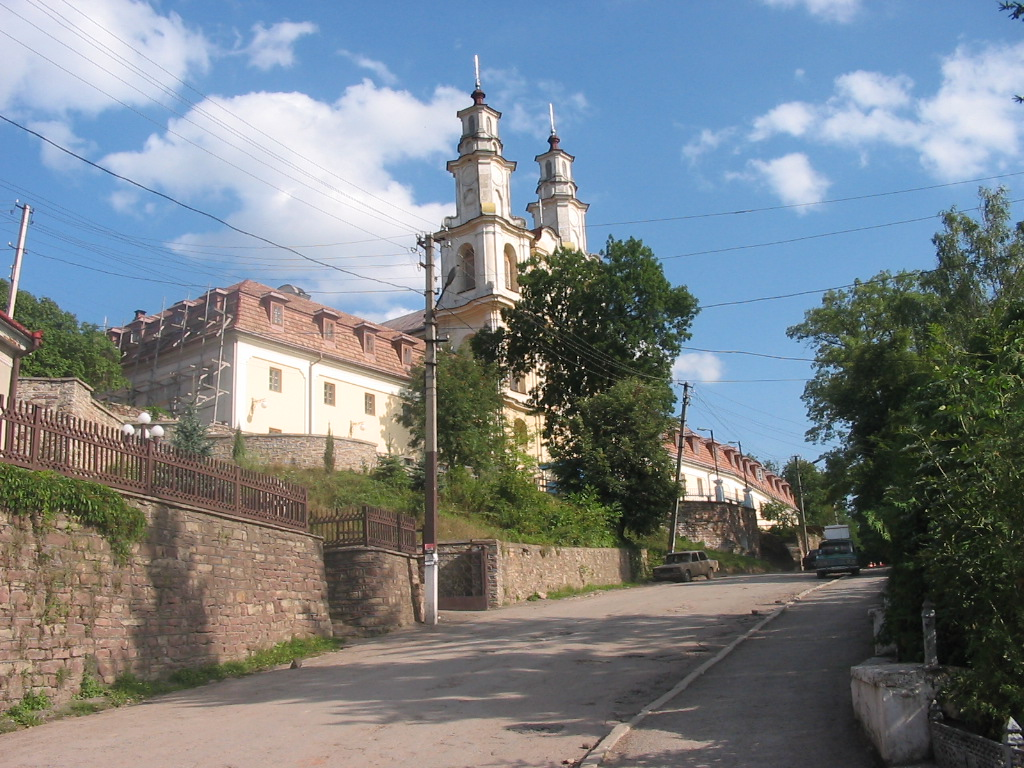
Василіянський монастир
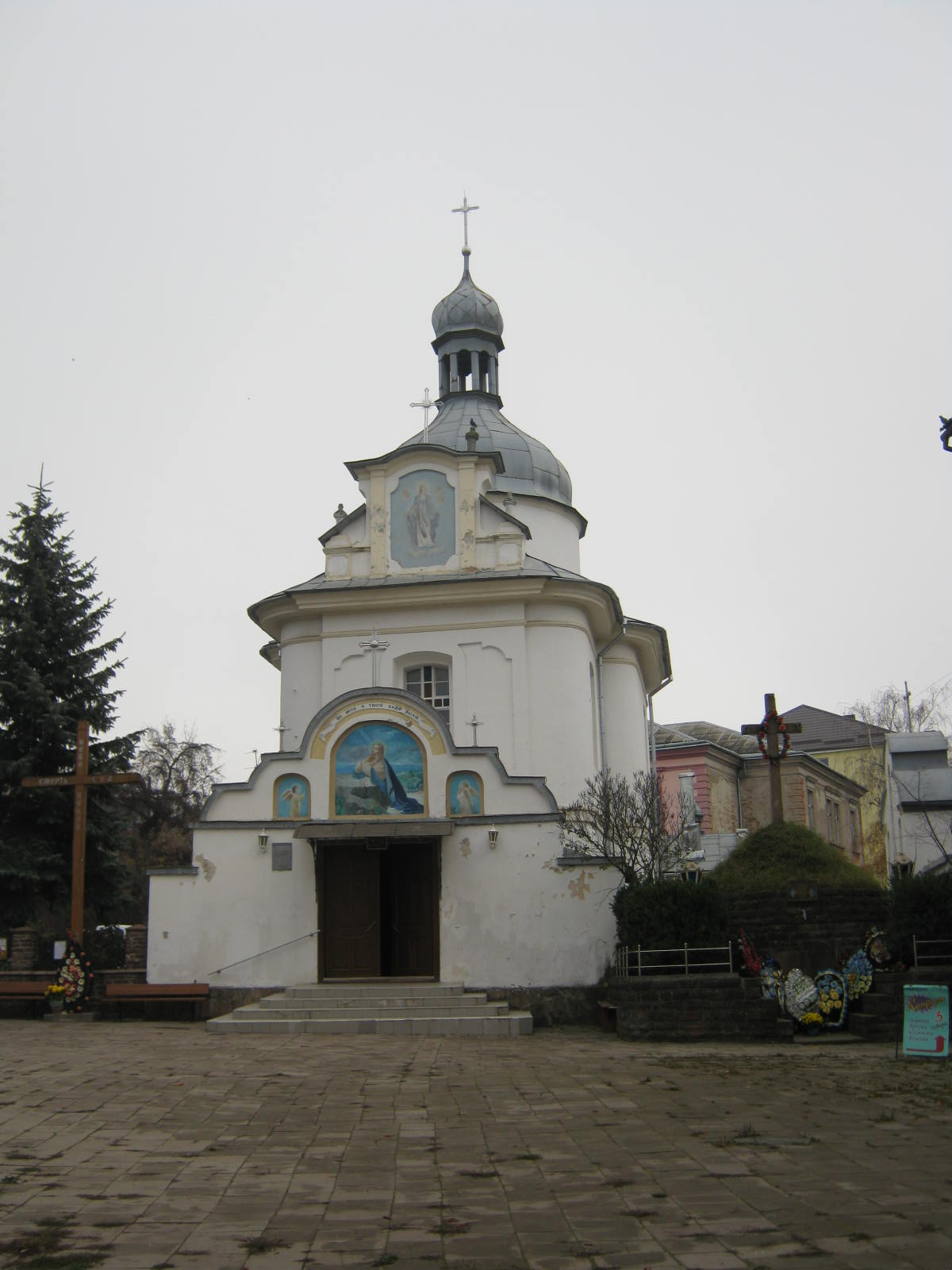
Церква Св. Покрови. 26.10.2013
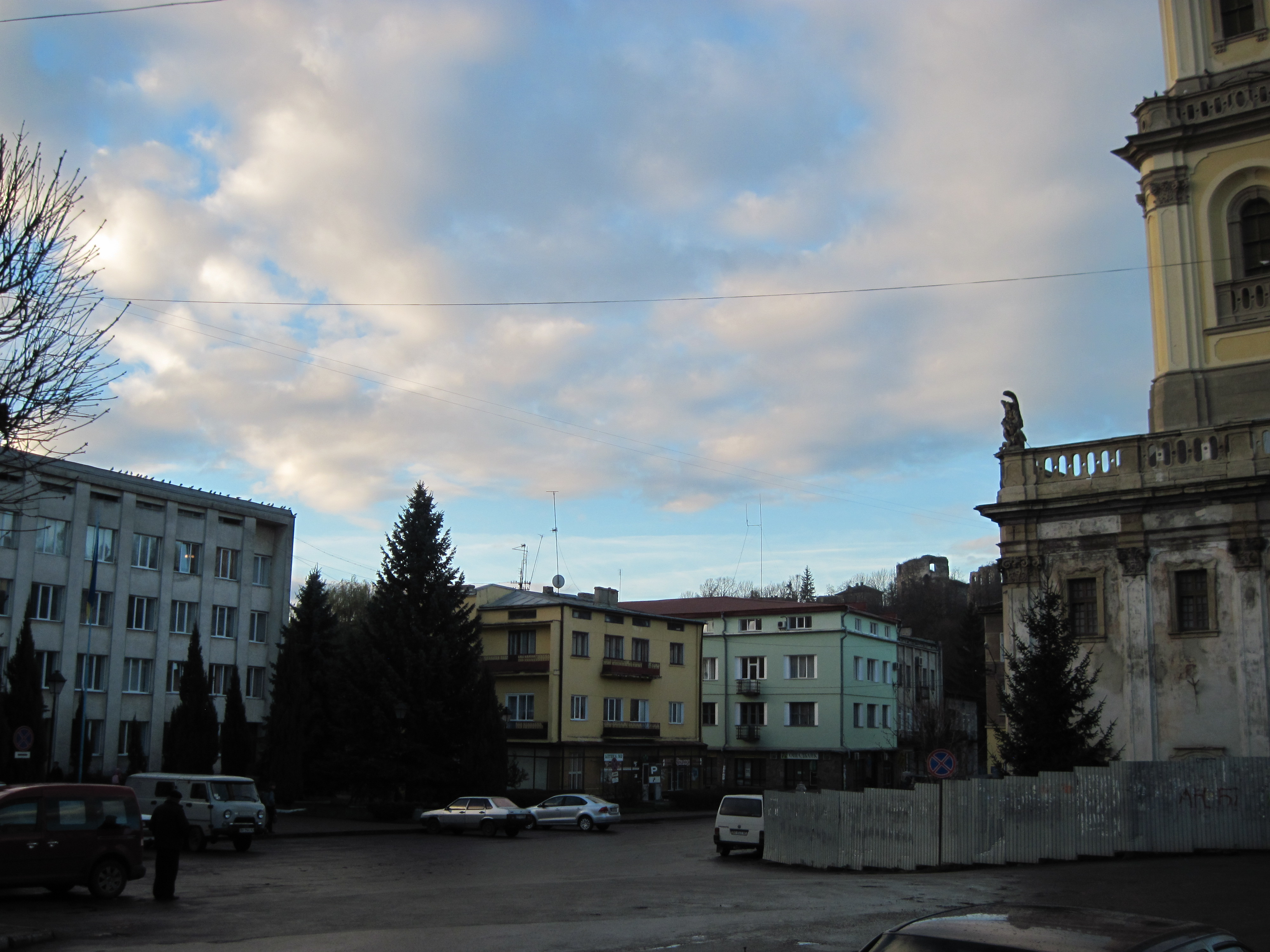
Майдан Волі, 19.11.2013
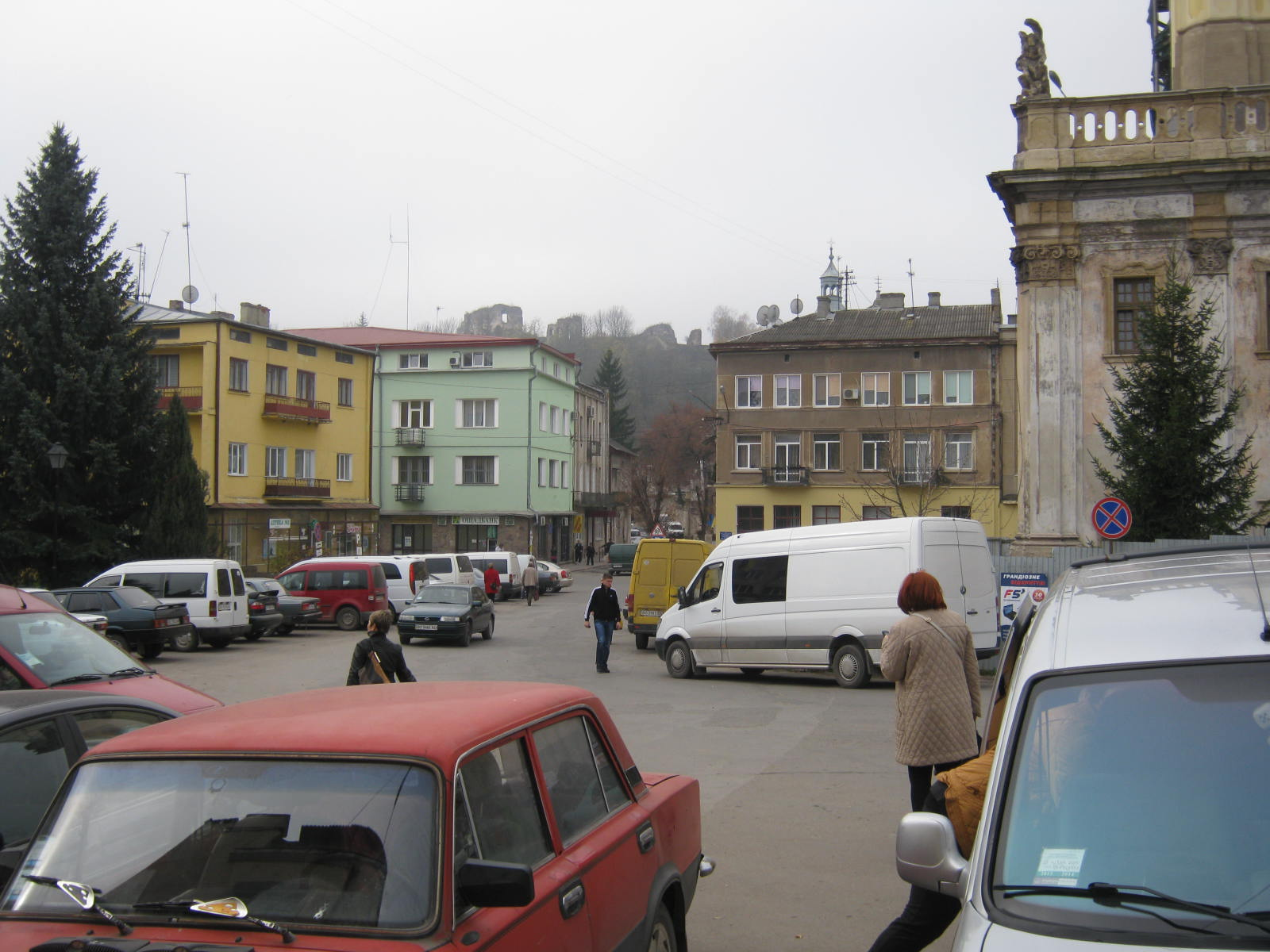
Майдан Волі, 26.10.2013
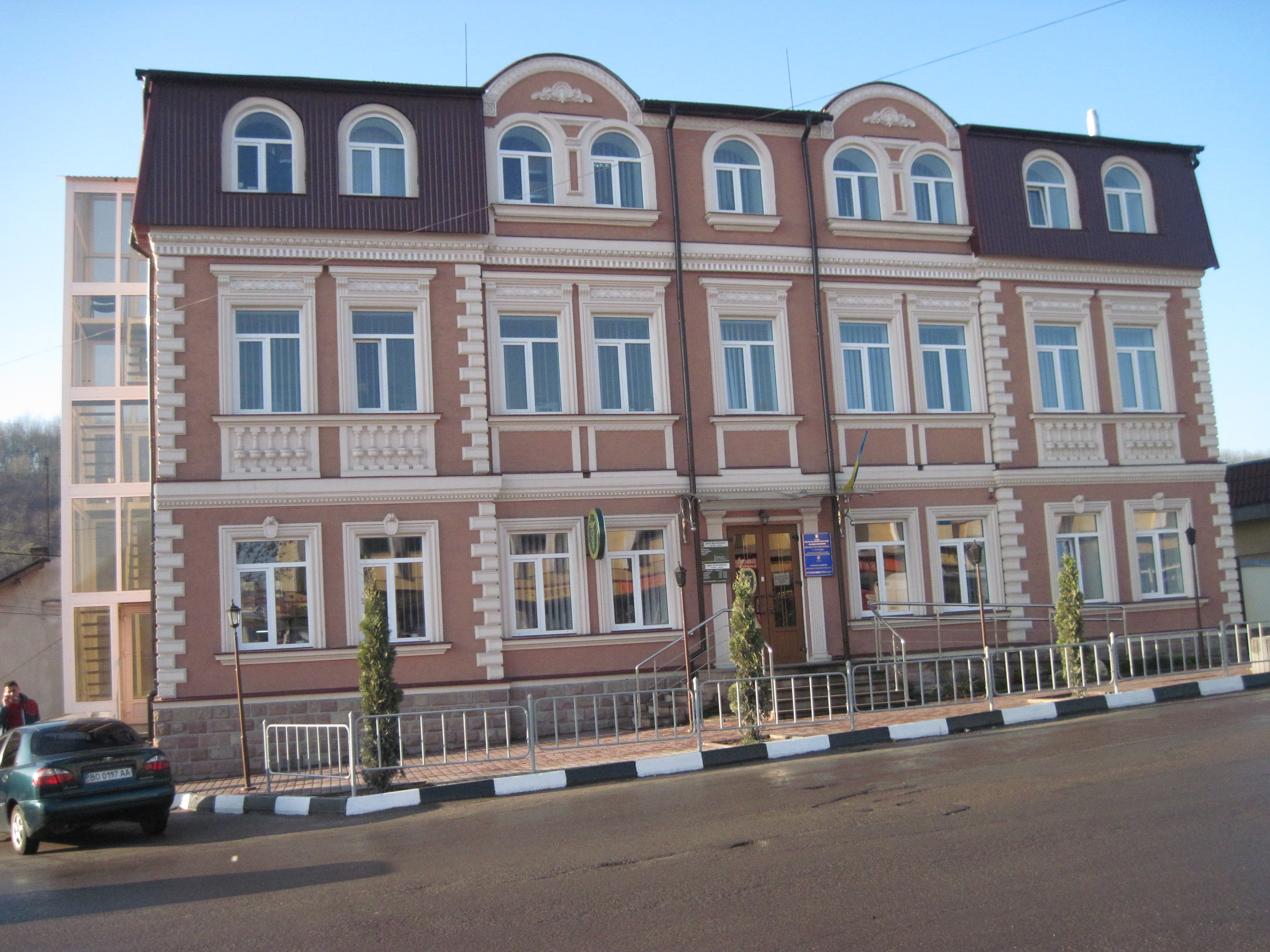
Податкова
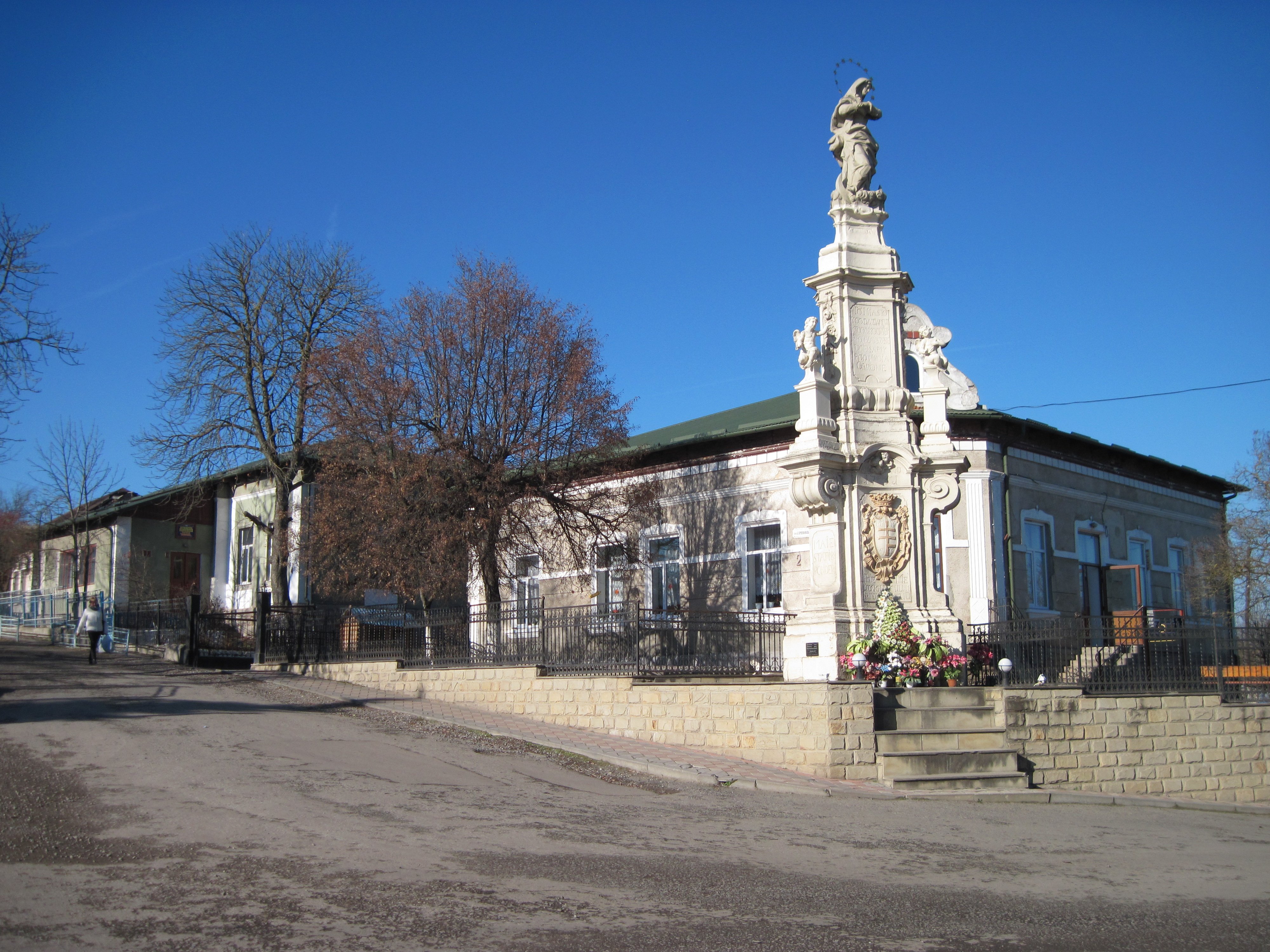
Дитячий садок «Сонечко»
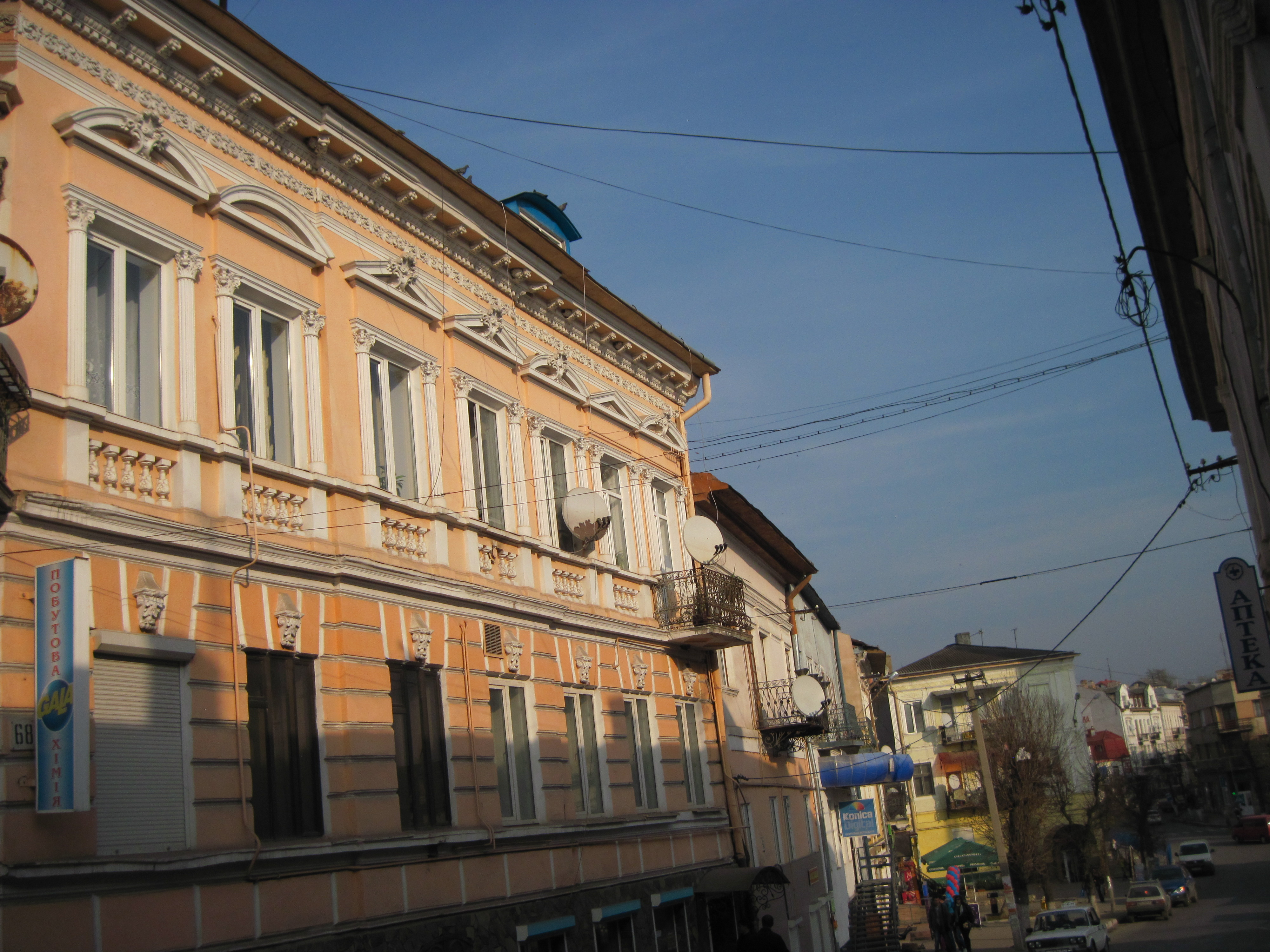
Центр. Осінній ранок 2013
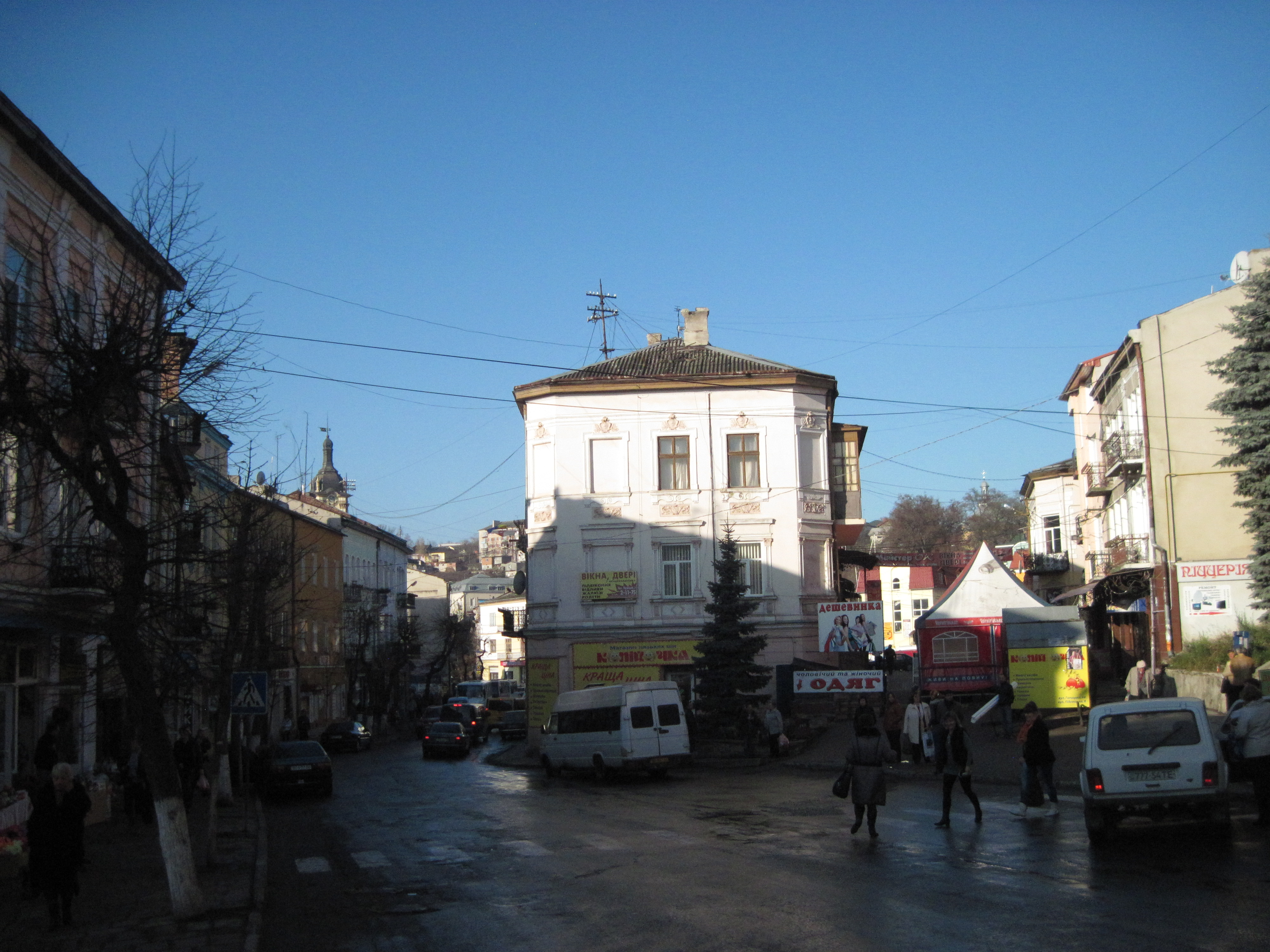
Вигляд на центр міста, осінь 2013
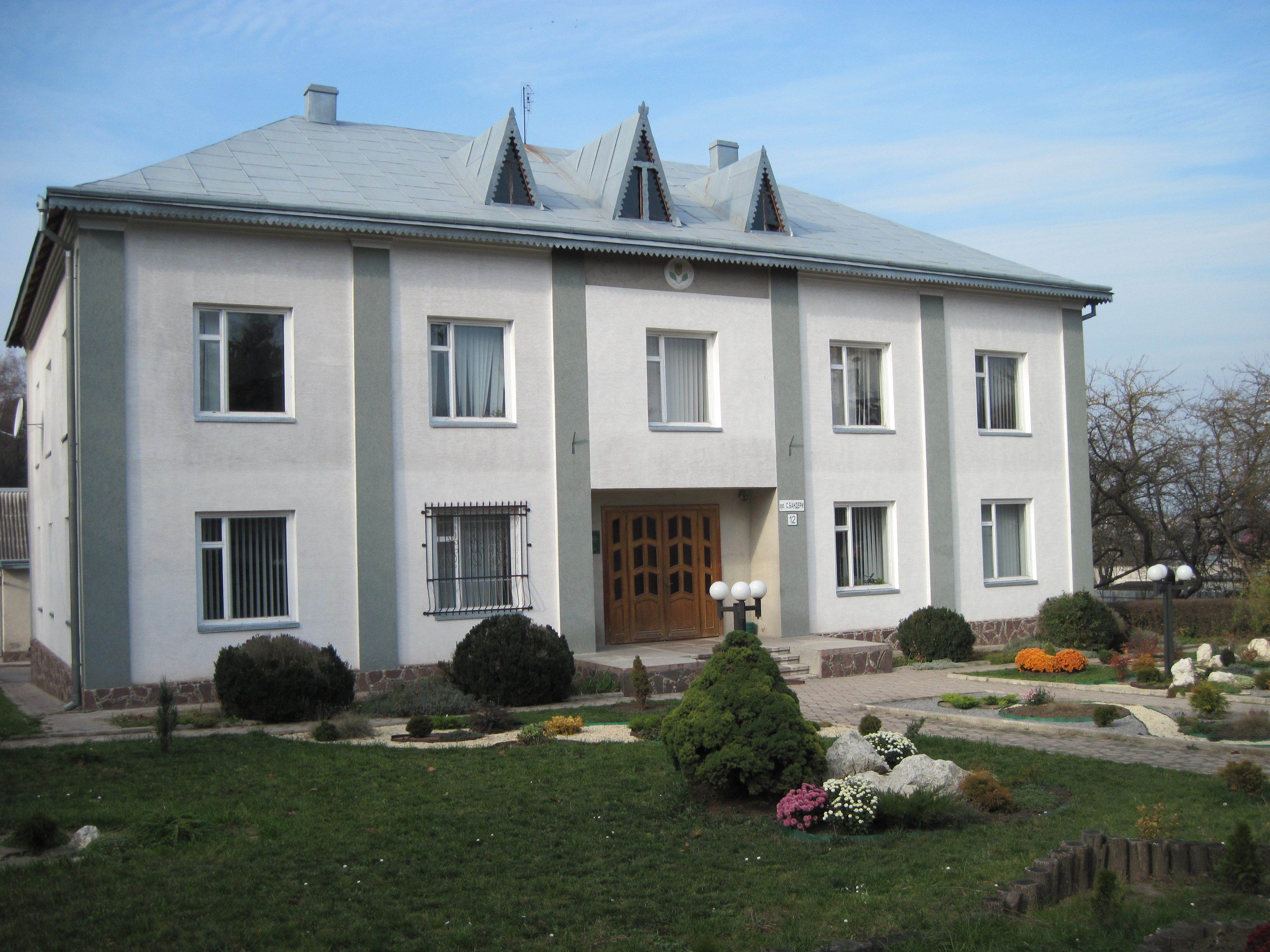
Адмінбудинок ДП «Бучацьке лісове господарство». Осінь 2013
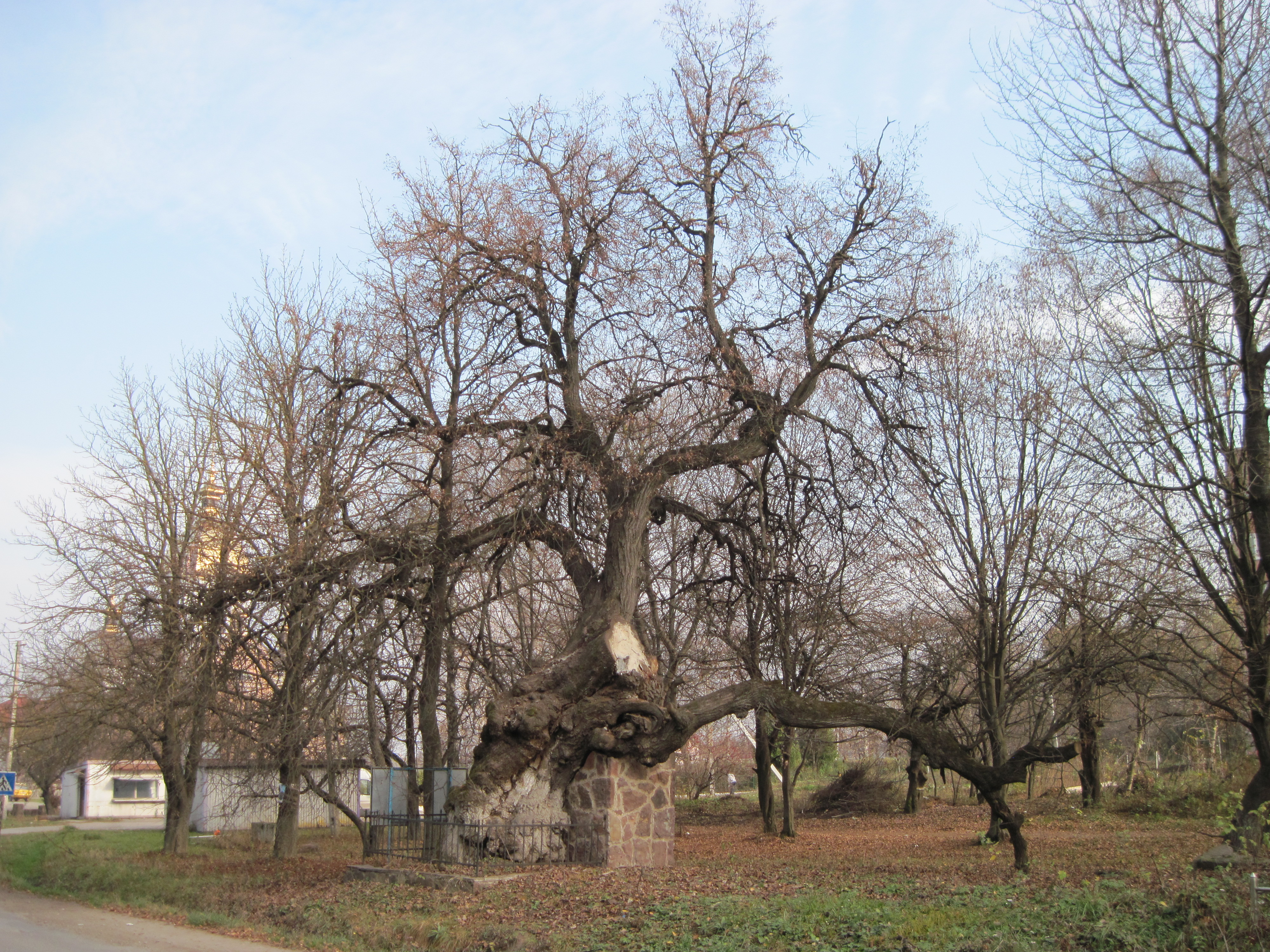
Ботанічна пам'ятка «Бучацька липа» (400-річна). Осінь 2013
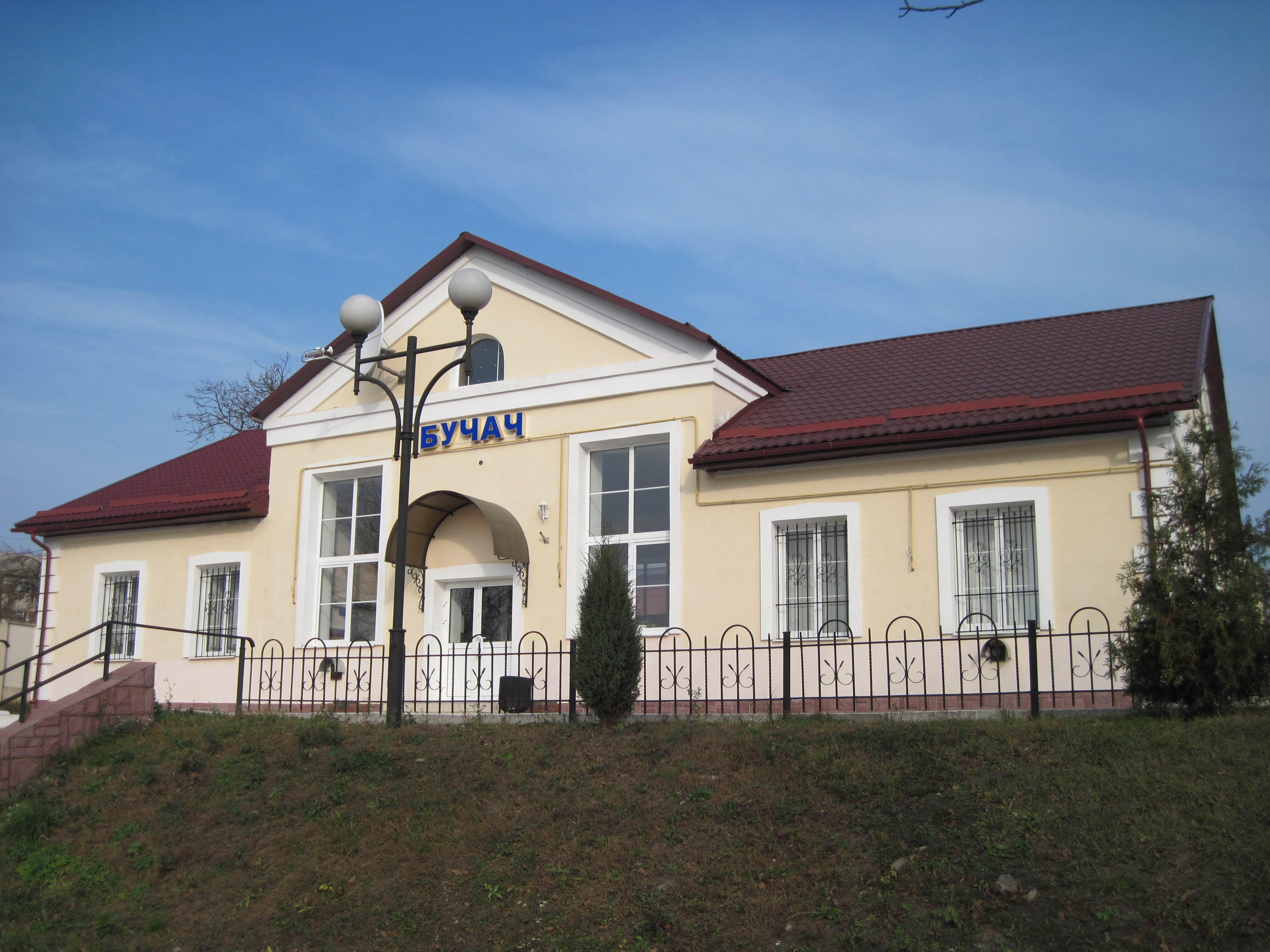
Залізнична станція. Осінь 2013
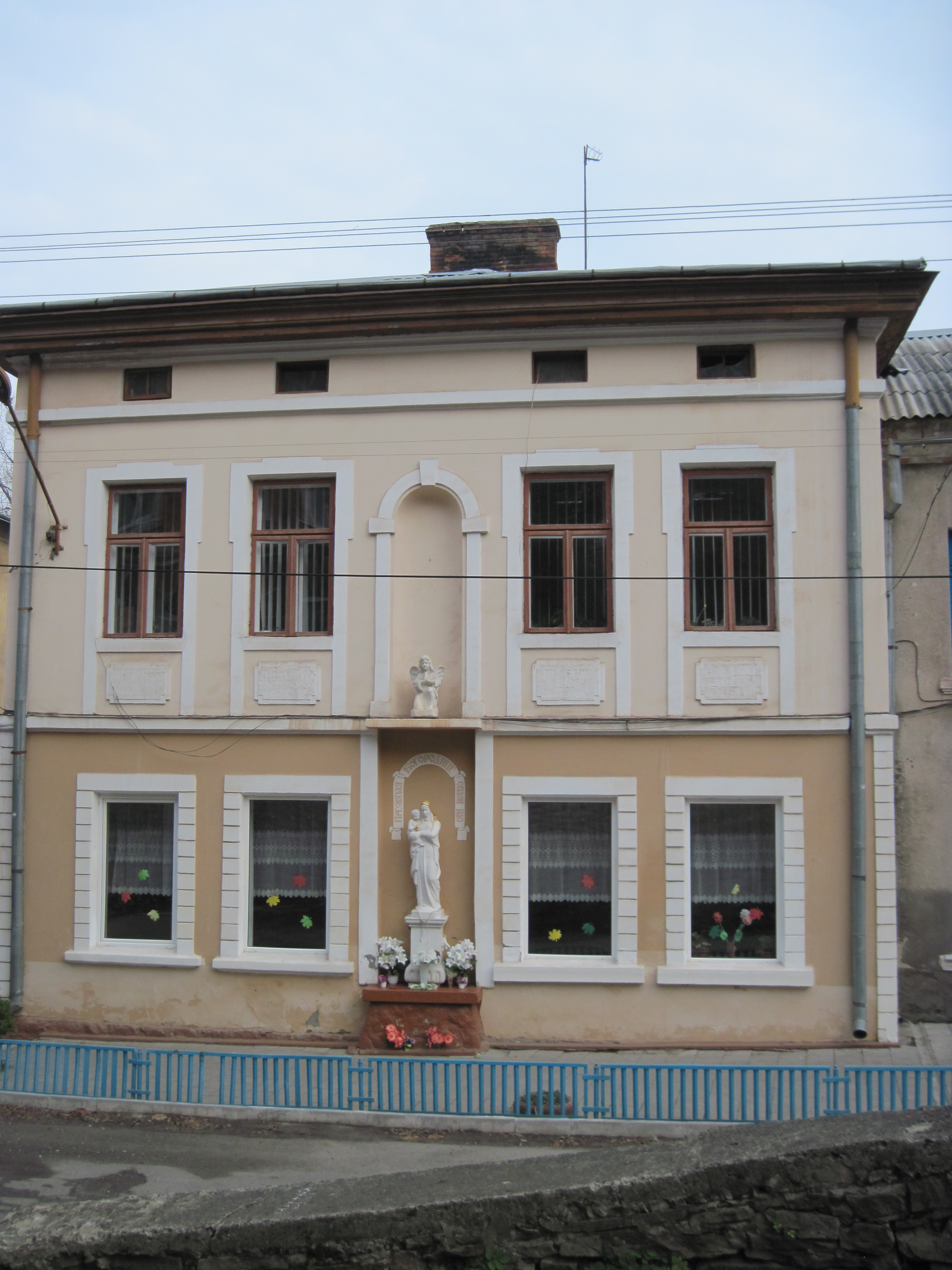
Початкова школа. Осінь 2013
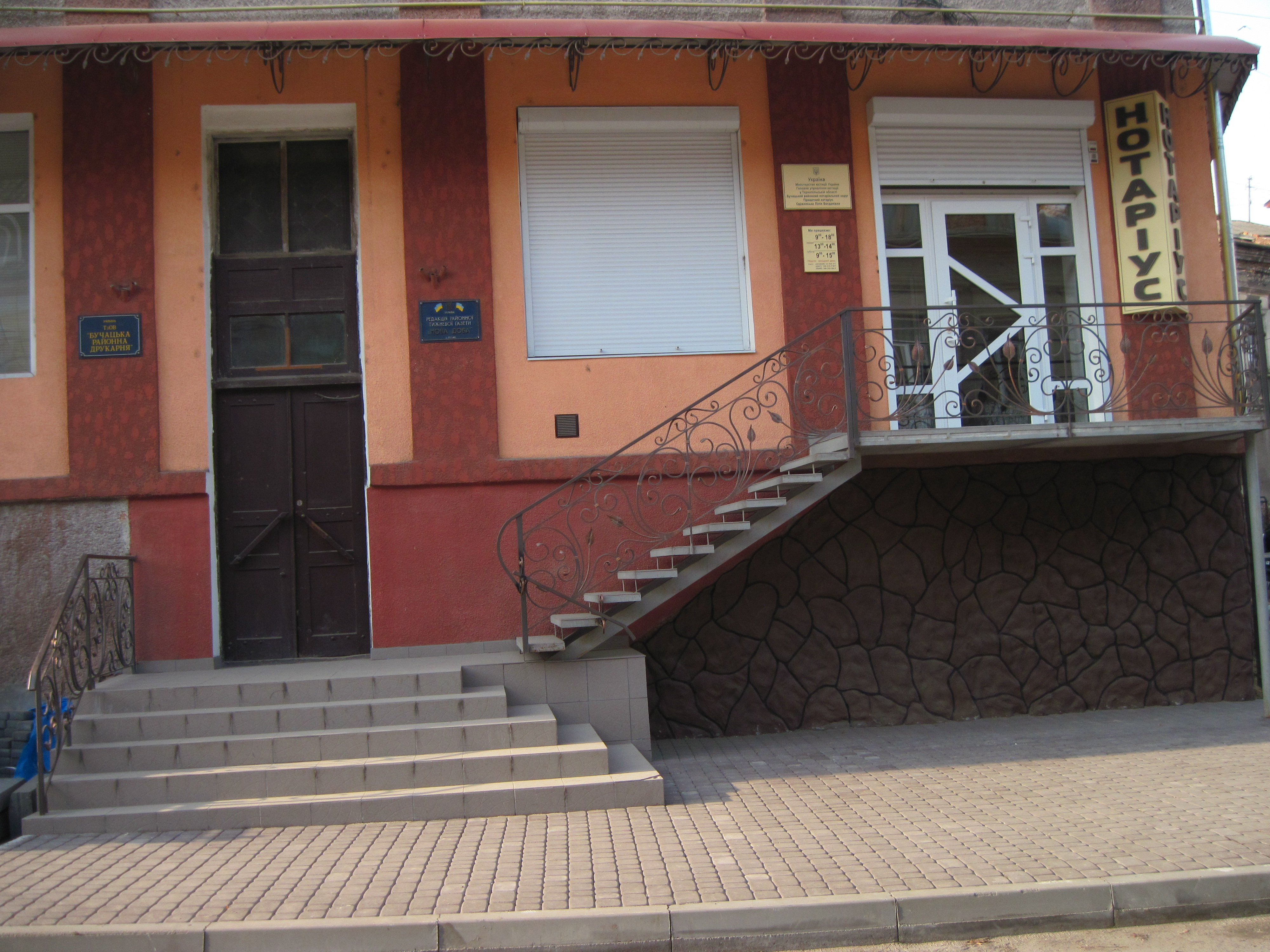
Фасад будівлі редакції газети «Нова доба», осінь 2013
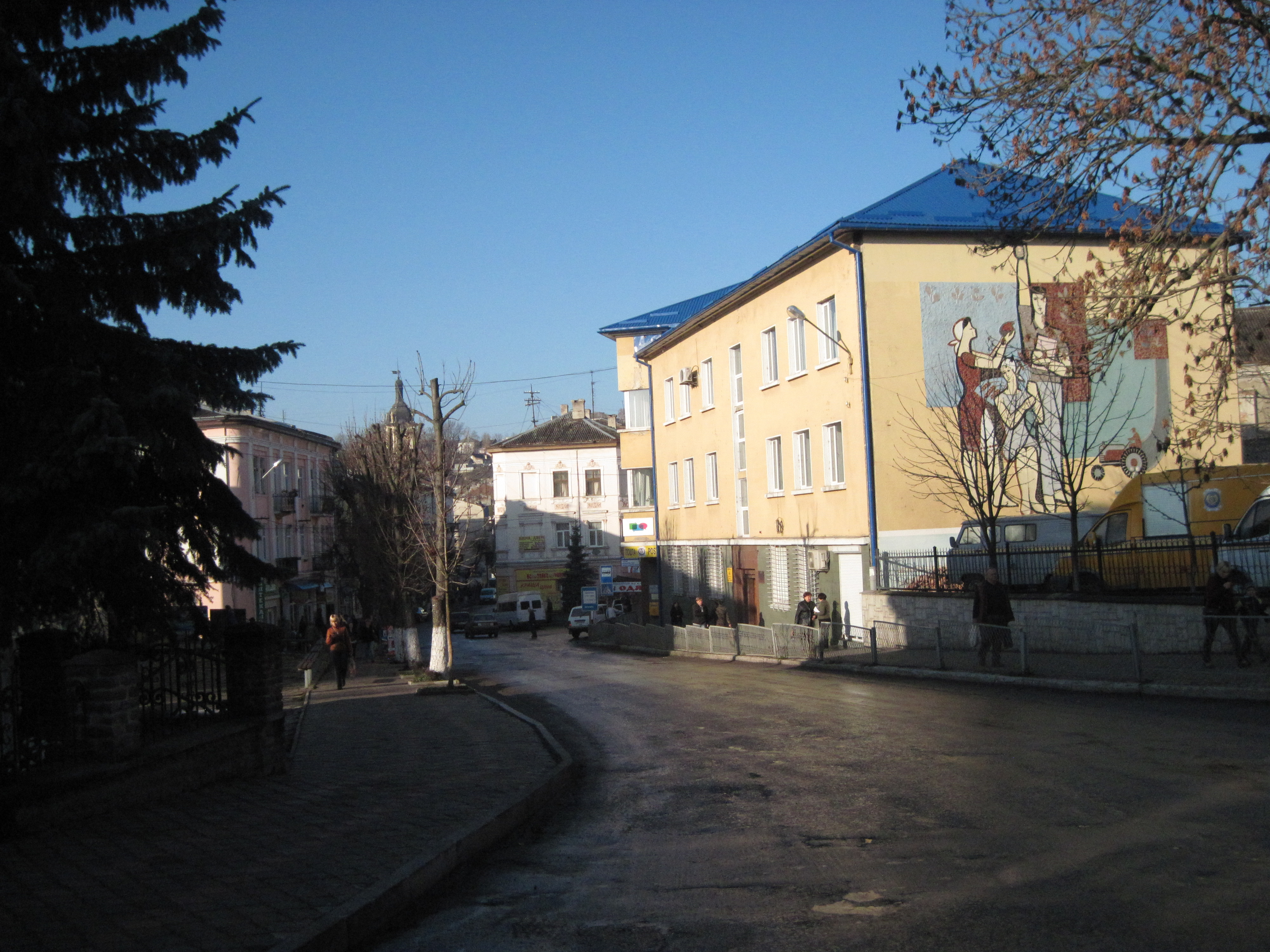
Осінній ранок 2013
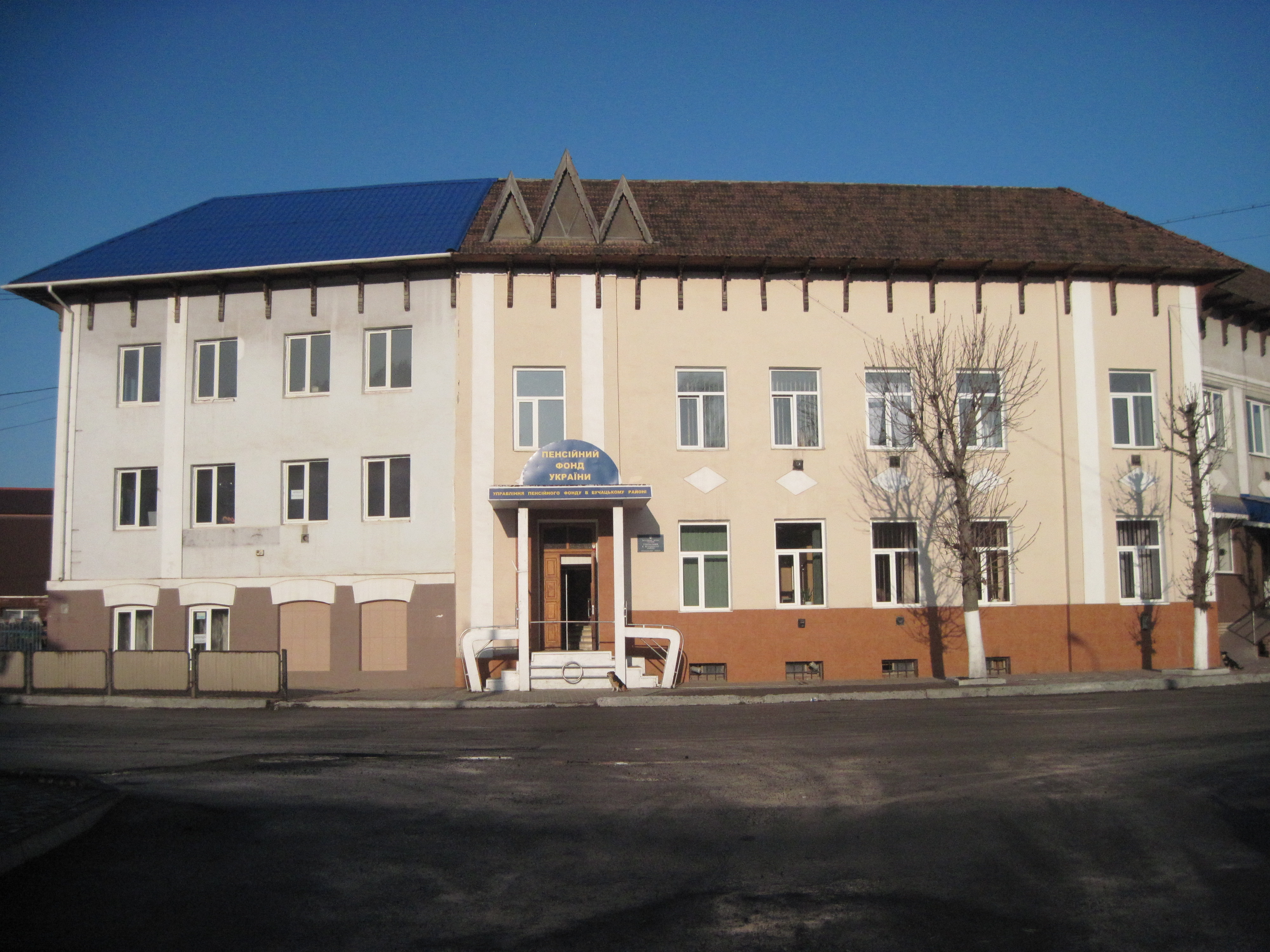
Будівля відділення Пенсійного фонду, осінь 2013
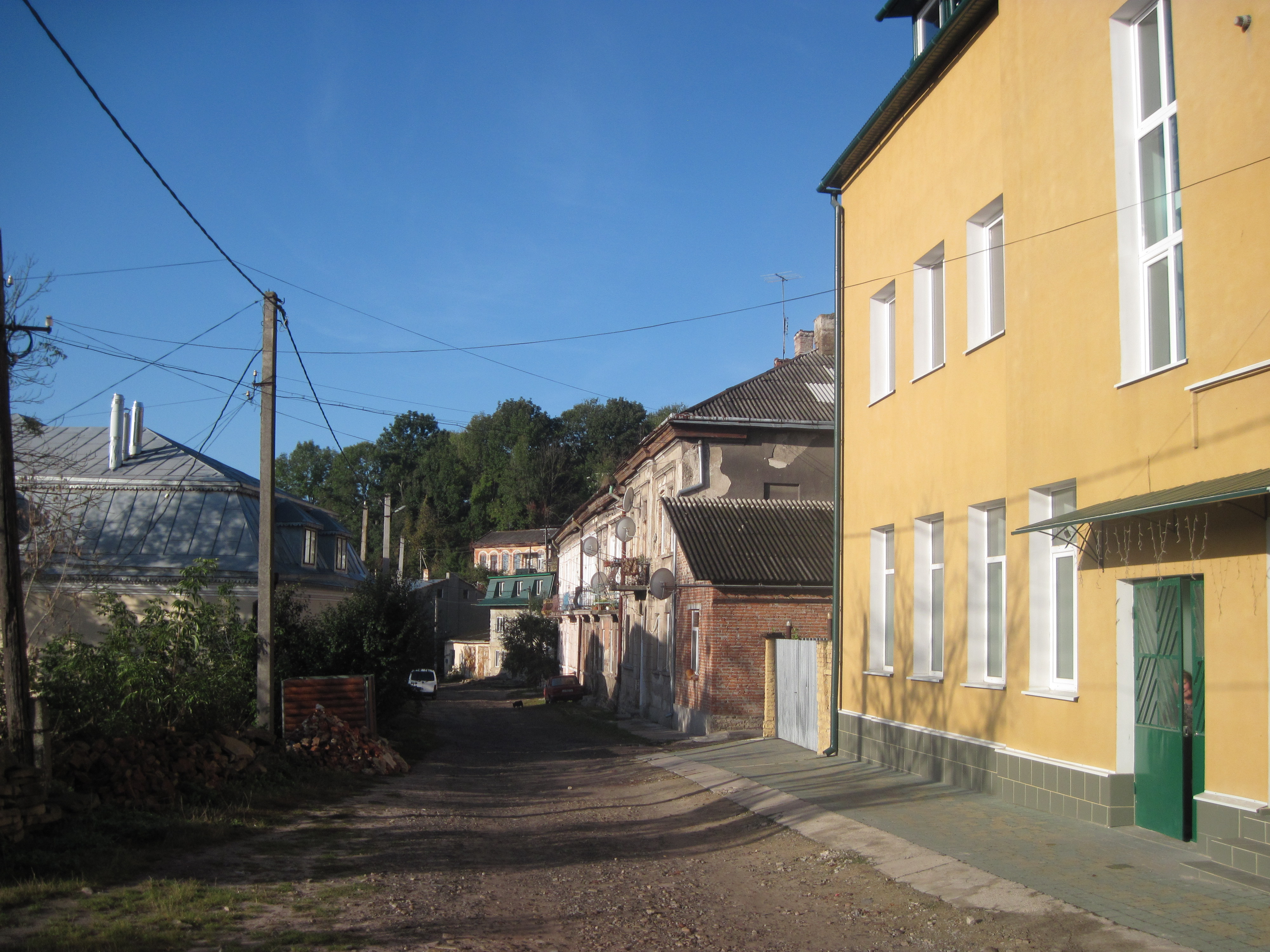
Вулиця св. Миколая, осінь 2014
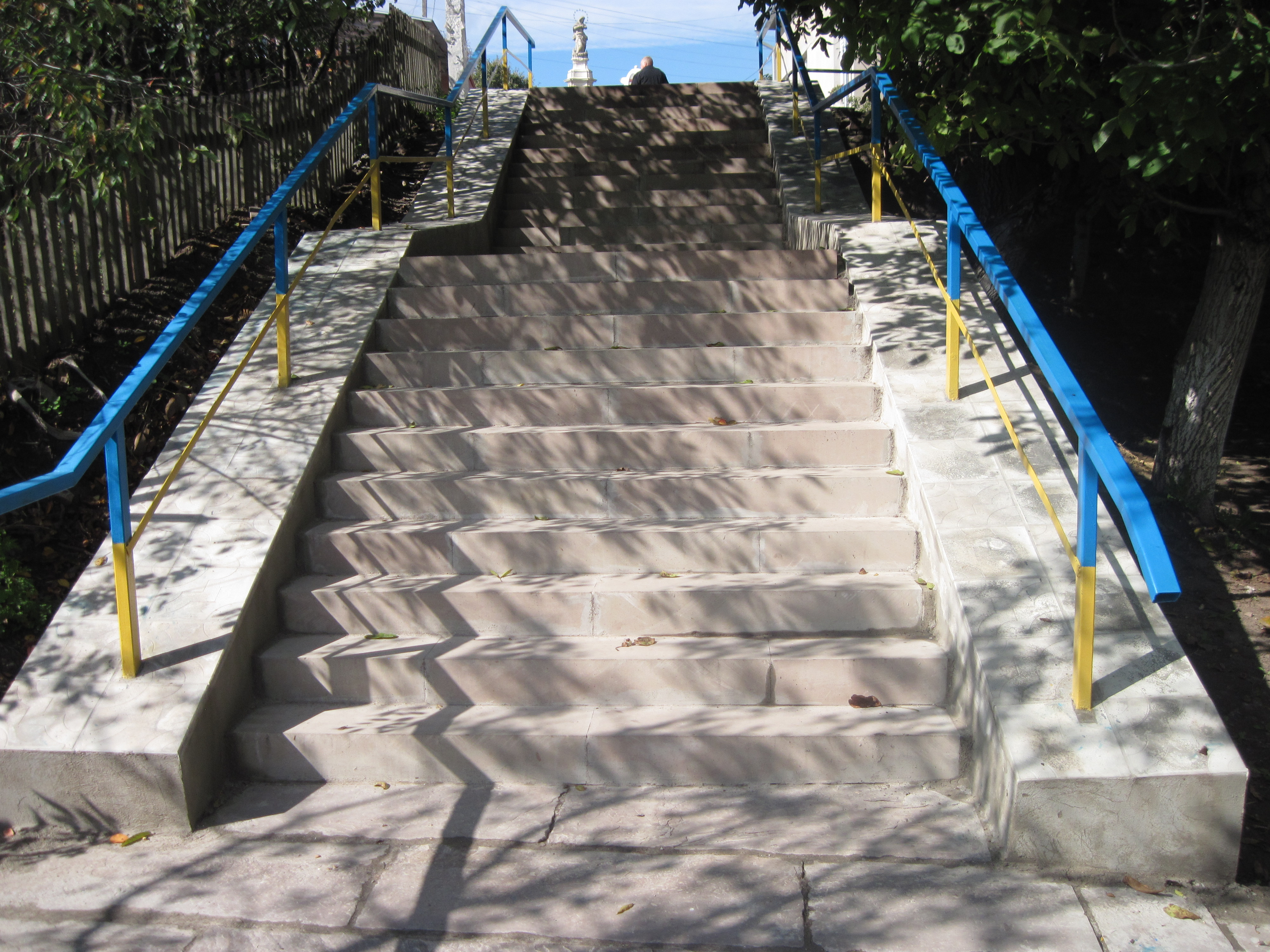
Нові сходи від ц. св. Миколая до «Сонечка»
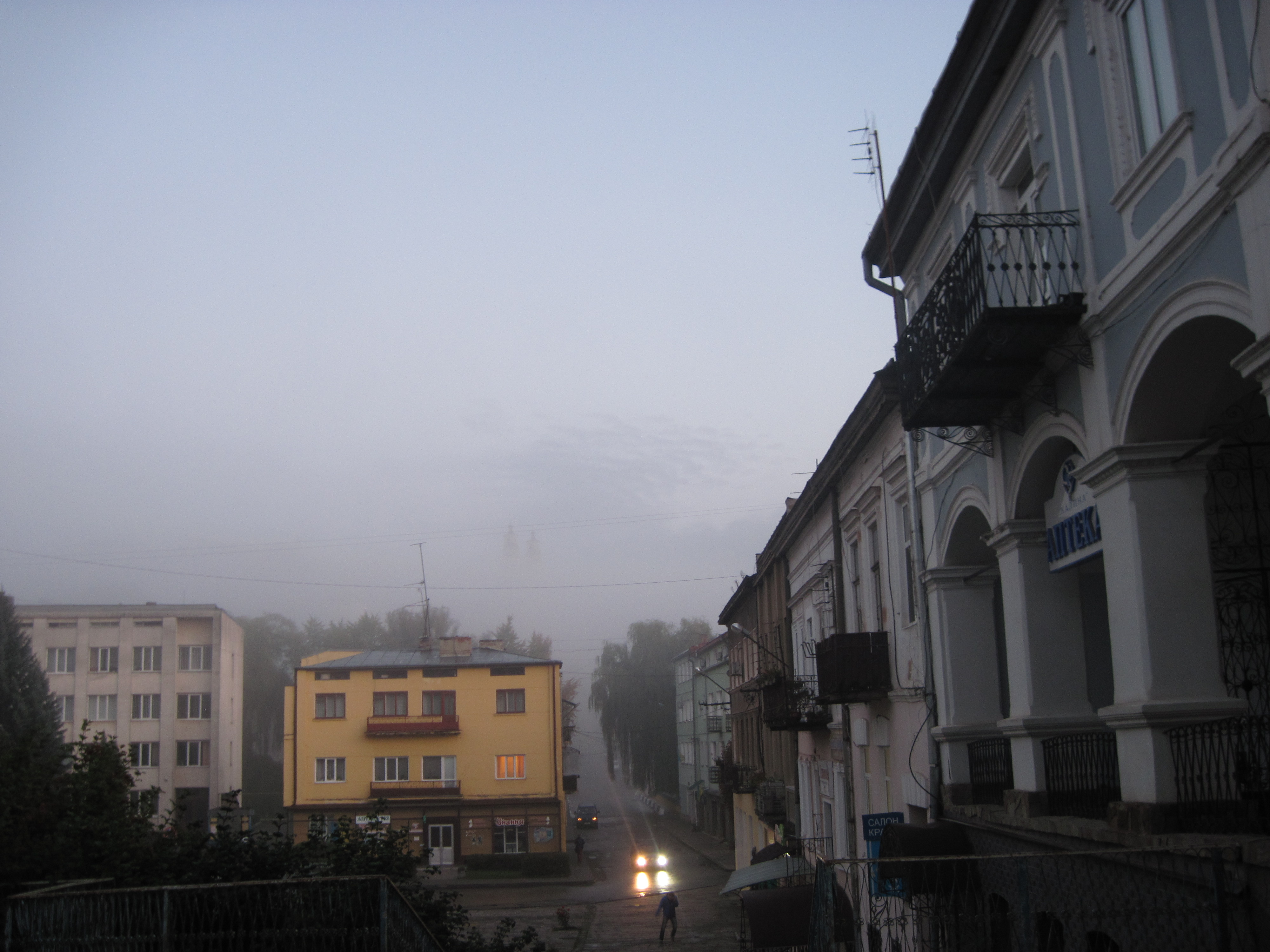
Туман, осінь 2014
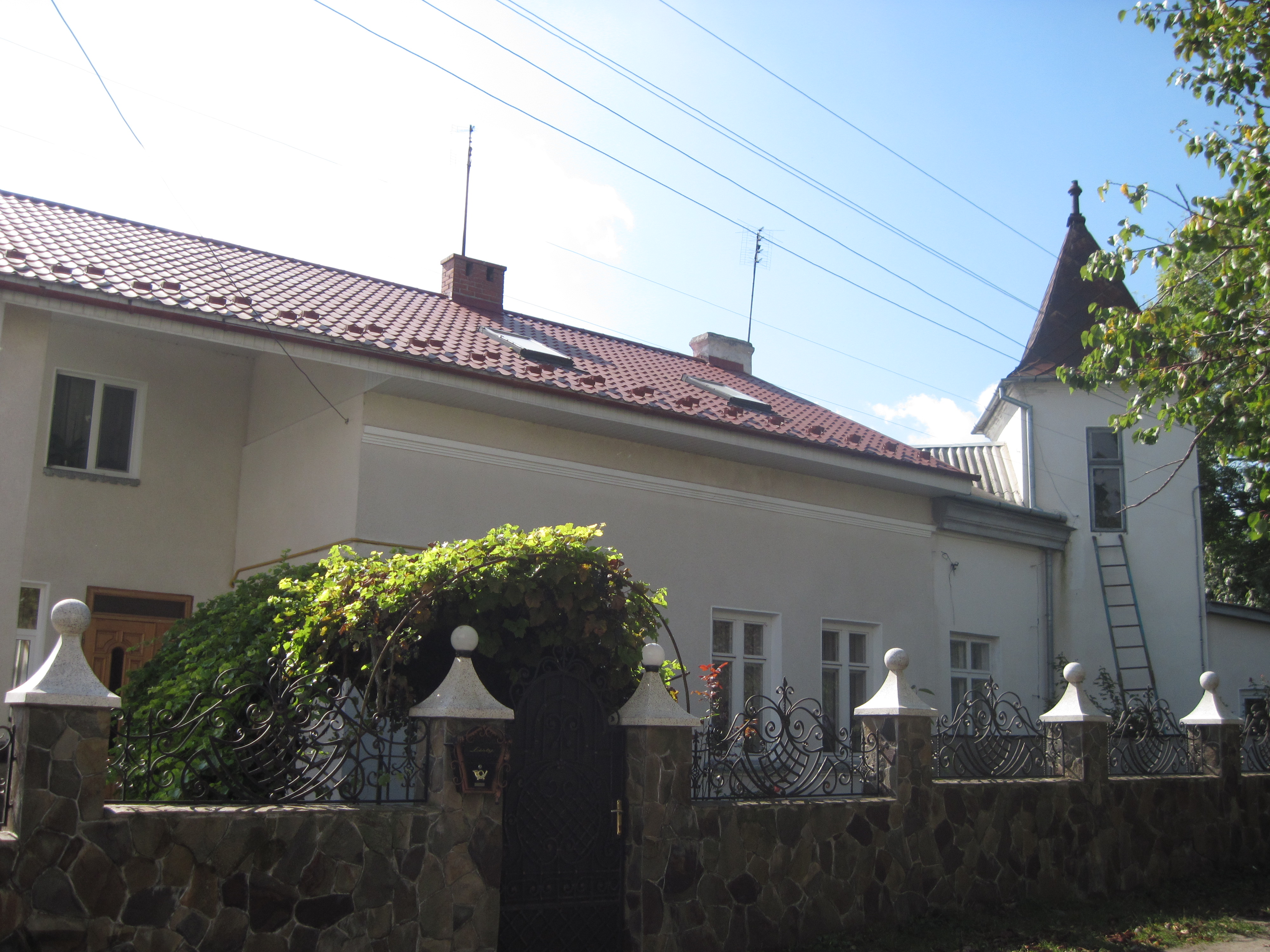
Будинок
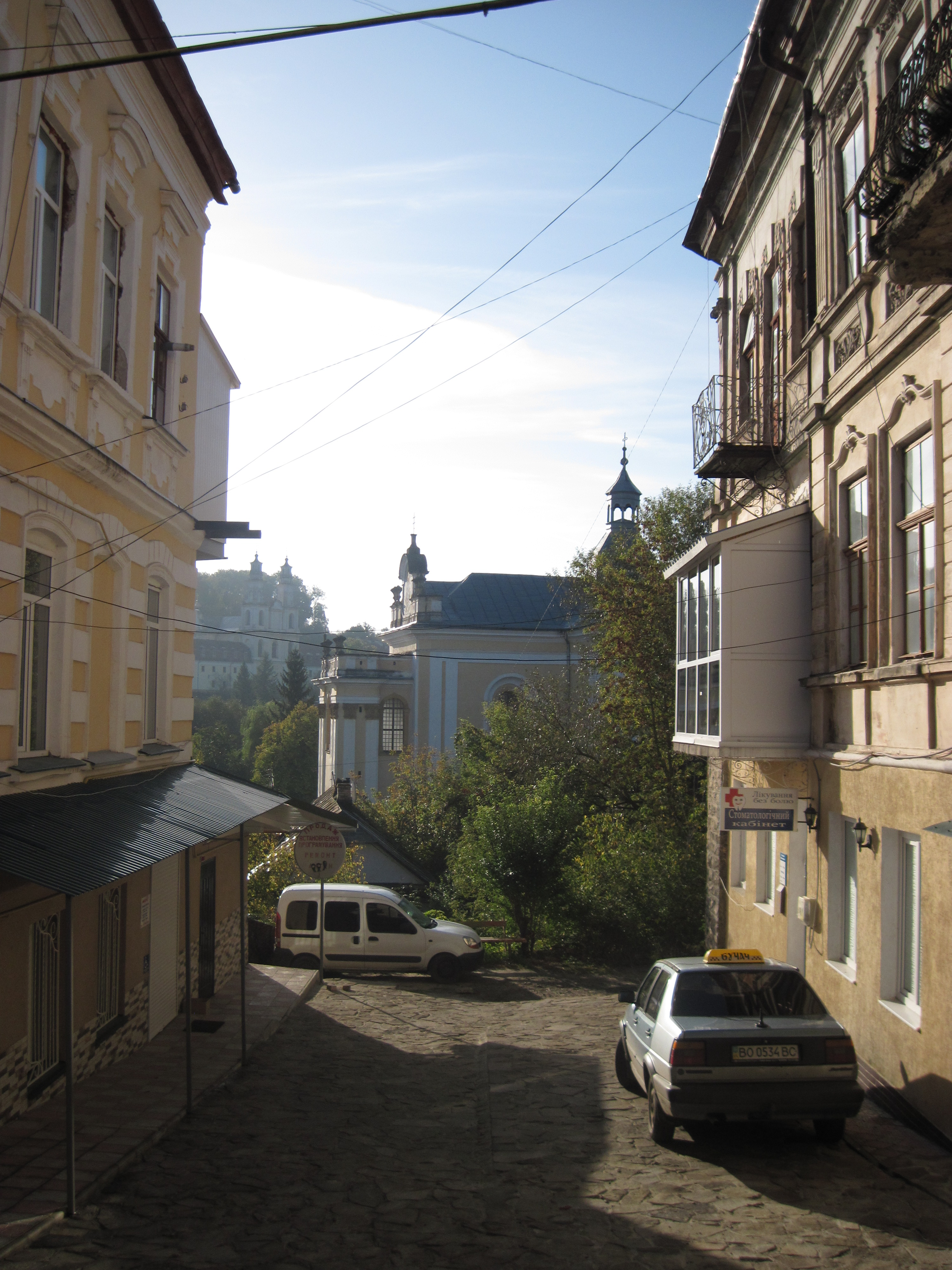
Вигляд на василіяни, костел з вул. Галицької
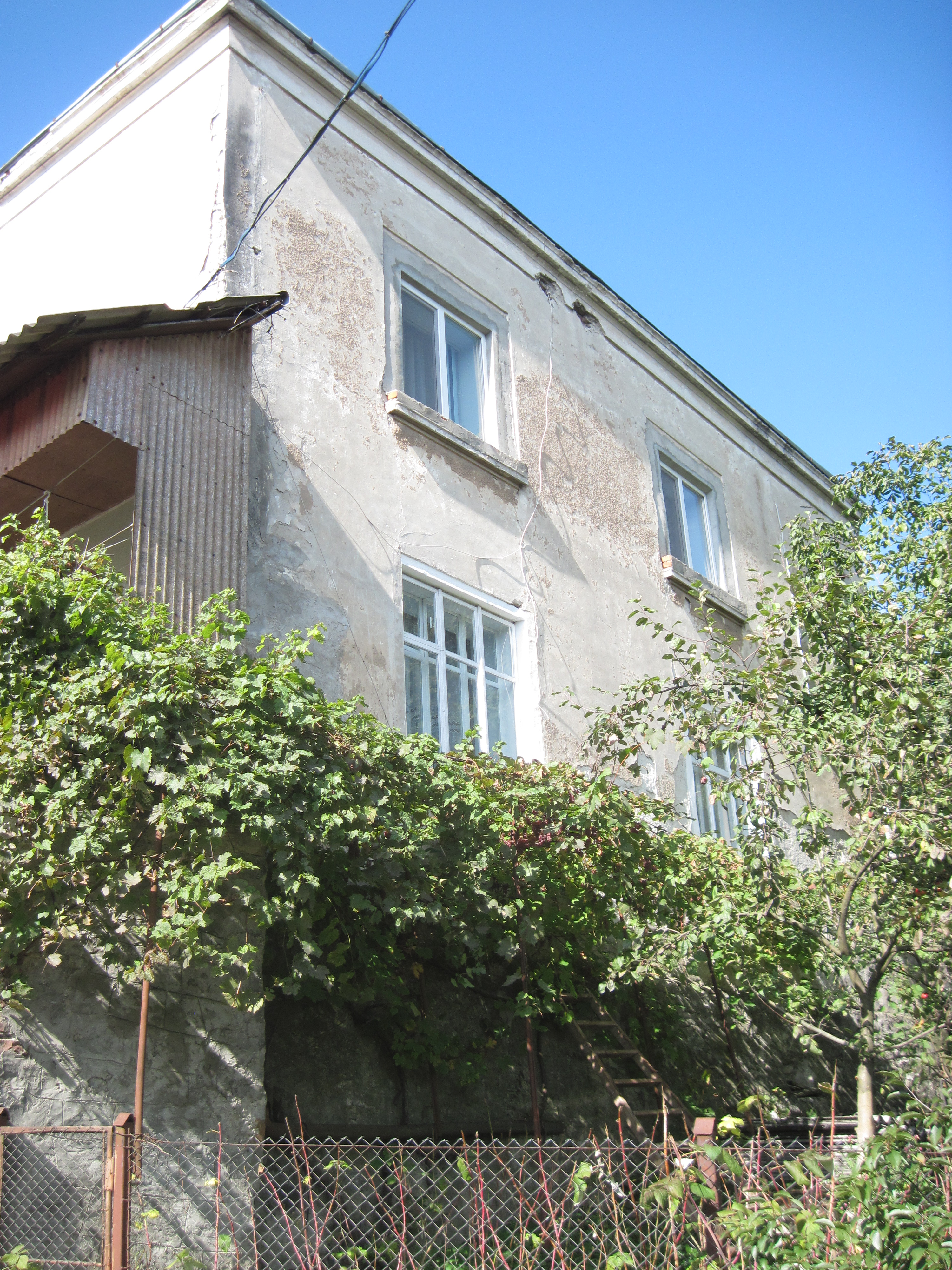
Старий будинок
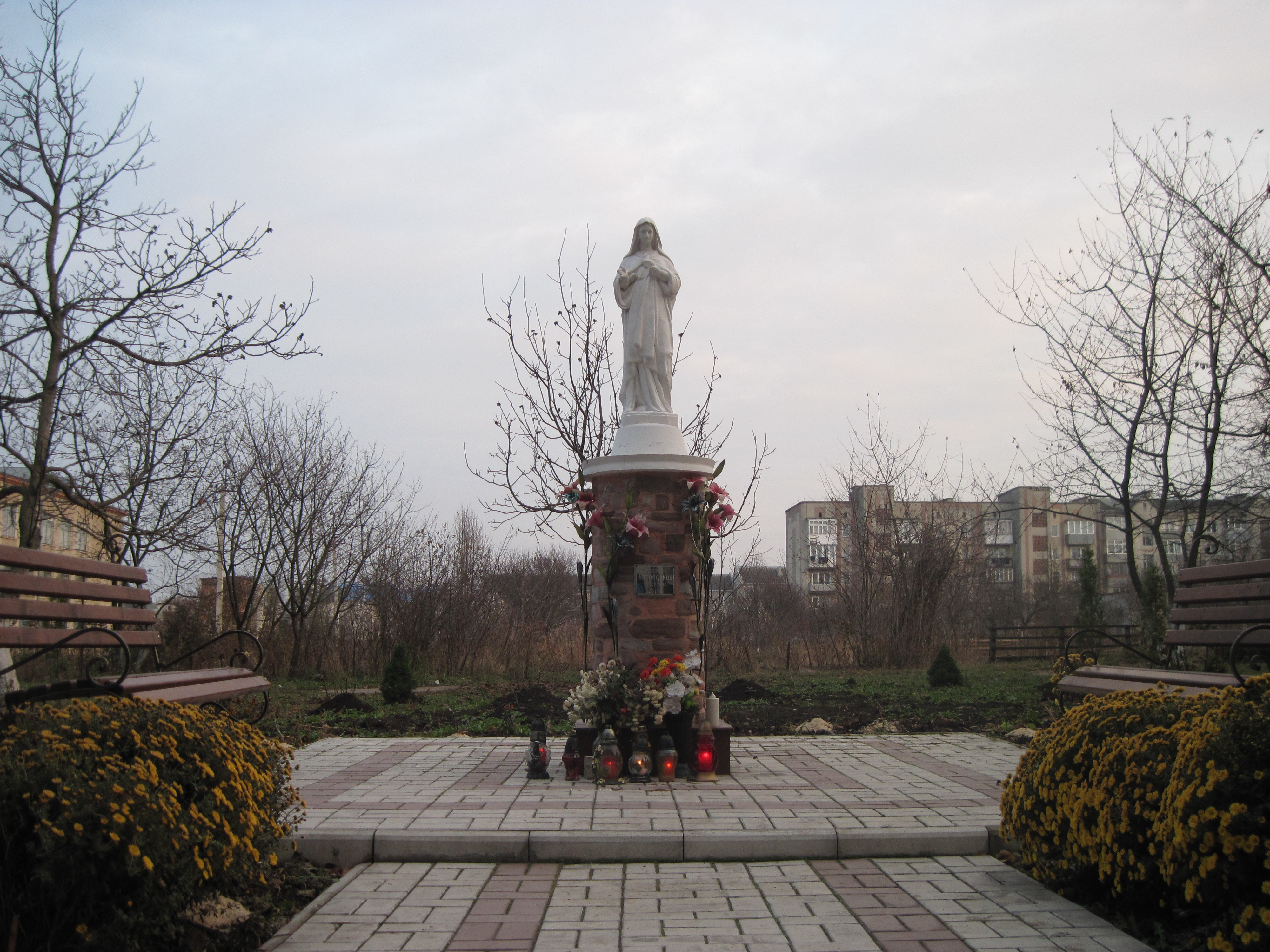
«Фігура» Богородиці, Південний масив

Після відновлення незалежності України місто перестає бути радянсько-сірим та безликим, почало набувати європейських обрисів (хоча роботи — дуже багато, враховуючи сьогоднішні морально-економічні реалії): позбулось частини «радянського спадку», частково відновлено пам'ятки архітектури, почастішали відвідини іноземних туристів. Спеціалістами кафедри реставрації та реконструкції архітектурних комплексів (РРАК) Львівської політехніки (завідувач — уродженець Бучача Микола Бевз) розроблена науково-проектна документація для відкриття історико-культурного заповідника в місті. Спроби створення Бучацького історико-архітектурного (або історико-культурного) заповідника, на жаль, поки були невдалими.
- Донині не відреставровано ратушу, в незадовільному стані — приміщення художньої школи.
- Почала виходити газета «Золота Пілава» (тепер «Нова доба», головний редактор — Василь Тракало), інтернет-видання «Бучацькі оголошення», сайти «Бучач сьогодні» [Архівовано 30 березня 2015 у Wayback Machine.], Бучацькі новини".
- Діє мистецький «Арт-двір» (засновник, керівник — Віктор Гребеньовський).
- У серпні 2000 року у Бучачі проходив Синод Єпископів УГКЦ, на якому було створено дві нові єпархії — Стрийську і Сокальську, реорганізовано Тернопільську і Зборівську: утворено Тернопільсько-Зборівську та Бучацьку єпархії[316].
- 28—29 березня 2002 року в місті відбувся Собор Бучацької єпархії УГКЦ під назвою «Ісус Христос — відродження українського народу».

2003 р. завдяки монастирю оо. Василіян відновила роботу ГЕС (називають Топольківською)
- 24 листопада 2013 р. на Майдані Волі відбулось громадське віче на підтримку асоціації України з ЄС. 26 листопада 2013 р. в актовому залі Бучацької райради відбулась спільна сесія Бучацьких міської та районної рад, на якій одноголосно було підтримано підписання Угоди про асоціацію України з ЄС у Вільнюсі (в тому числі депутати-регіонали[317].
- 3 грудня 2013 р. відкрито СТО «Автоцентр Південний» — першу філію фірми «Magneti Marelli» в Україні[318].
- 23 лютого 2014 р. відбулася панахида за загиблим під час Протистояння в Києві 20 лютого 2014 р. Героєм України, уродженцем Зубреця Ігорем Костенком[319].
- 1—6 листопада у місті відбувся Молодіжний форум Бучача за участі гостей, зокрема, зі Львова, Бережан, Чорткова[320].
- 16 листопада 2014 року о. В. Шафраном, кс. Д. Пєхніком, о. Т. Дручком, М. Суканцем за участи голів міста, райради, в. о. голови РДА, директора Львівської національної галереї мистецтв Лариси Возницької освячено пам'ятник Іоанну-Георгію Пінзелю (скульптор — Роман Вільгушинський, меценат — В. Бабала).
- На початку липня 2015 року розпочато роботи із заміни пішохідного моста поблизу міського скверу[321].
- Влітку 2015 року на вул. Гнатюка науковці держпідприємства ОАСУ «Подільська археологія» (Тернопіль) під час розкопок встановили, що на цій ділянці було масове перепоховання наприкінці XVIII — на початку XIX ст. (знайдені кістки датують XIV—XVII ст.), а на території колишнього цвинтаря велось будівництво[322].
- 3—5 червня 2016 року відбувся перший мистецький фестиваль-академія «Дні Пінзеля».

## Зауваги
1. ↑  мова може йти про зрівняння його прав як представника «шляхти руської» з правами шляхтичів Мало- та Великопольщі
2. ↑  у виданні Станкевич М. Бучач та околиці… — С. 13. — помилково вказано: 1) назву роду як Творських; 2) дату — «у кінці XIV ст.»
3. ↑  не вказано герб